# Indianerkriege

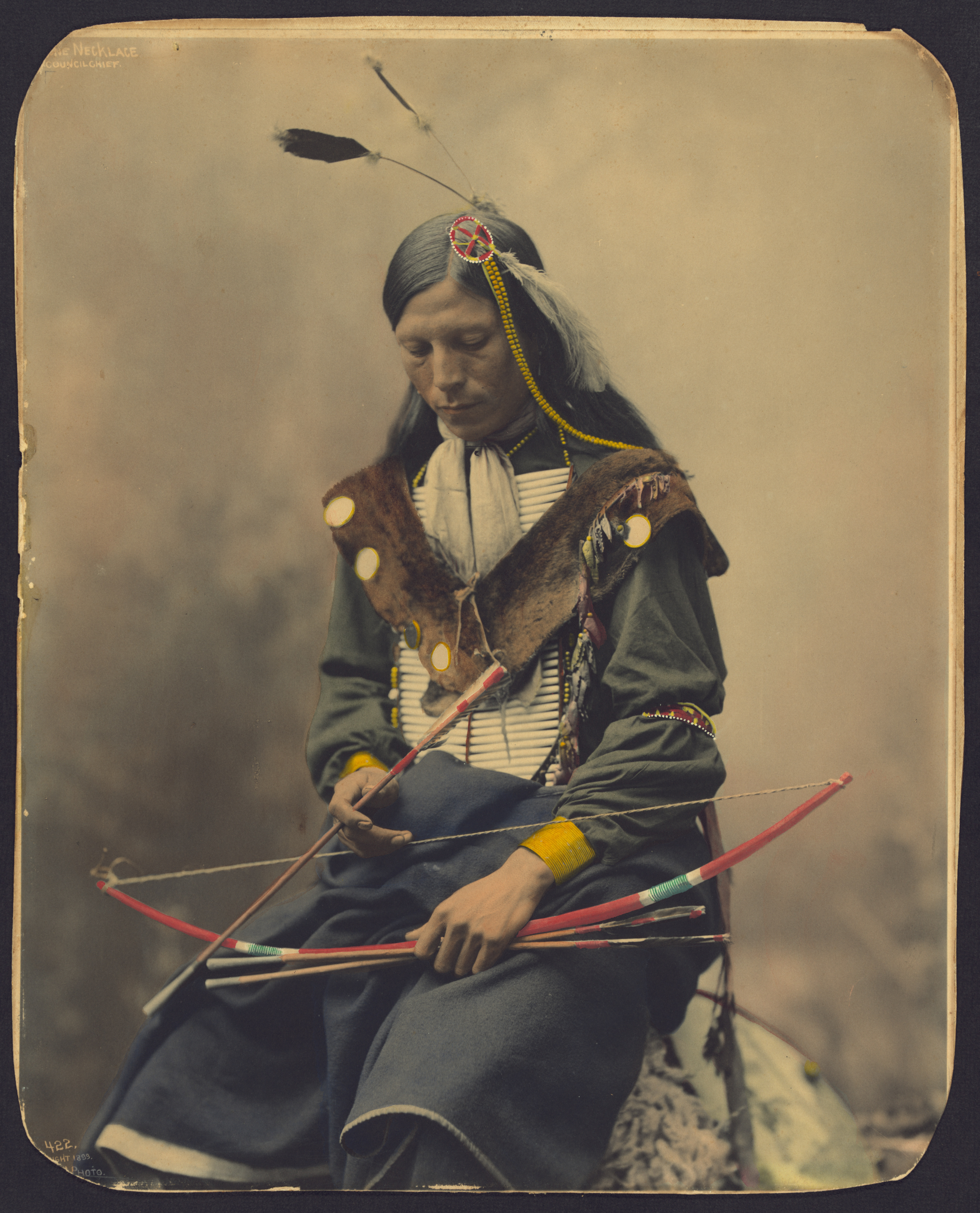
Sioux-Krieger in der Pine Ridge Reservation (1899)

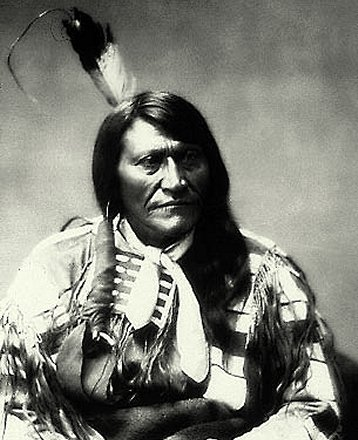
Two Strike, ein Anführer der Lakota

Als Indianerkriege werden im engeren Sinn die Kriege und militärischen Auseinandersetzungen zwischen den Indianern Nordamerikas und den europäischen Einwanderern bzw. – nach der amerikanischen Unabhängigkeit 1783 und der Bildung der Kanadischen Konföderation 1867 – den Truppen der Vereinigten Staaten oder Kanadas bezeichnet. Diese fanden von Anfang des 17. bis zum Ende des 19. Jahrhunderts statt und führten zur Unterwerfung, Vertreibung oder Ausrottung eines großen Teils der indianischen Urbevölkerung Nordamerikas. Ihr Anfang wird gewöhnlich mit dem Krieg der ersten englischen Kolonisten gegen die Powhatan-Föderation ab 1620 datiert, ihr Ende mit dem Massaker von Wounded Knee im Dezember 1890, mit dem der Widerstand der Prärie-Indianer endgültig gebrochen wurde. Als bekanntestes Einzelereignis der Indianerkriege gilt die Schlacht am Little Bighorn 1876, in der eine aus Sioux, Cheyenne und Arapaho bestehende Indianerstreitmacht dem US-Heer eine schwere Niederlage zufügte.

## Begriffsverwendung und Ursachen

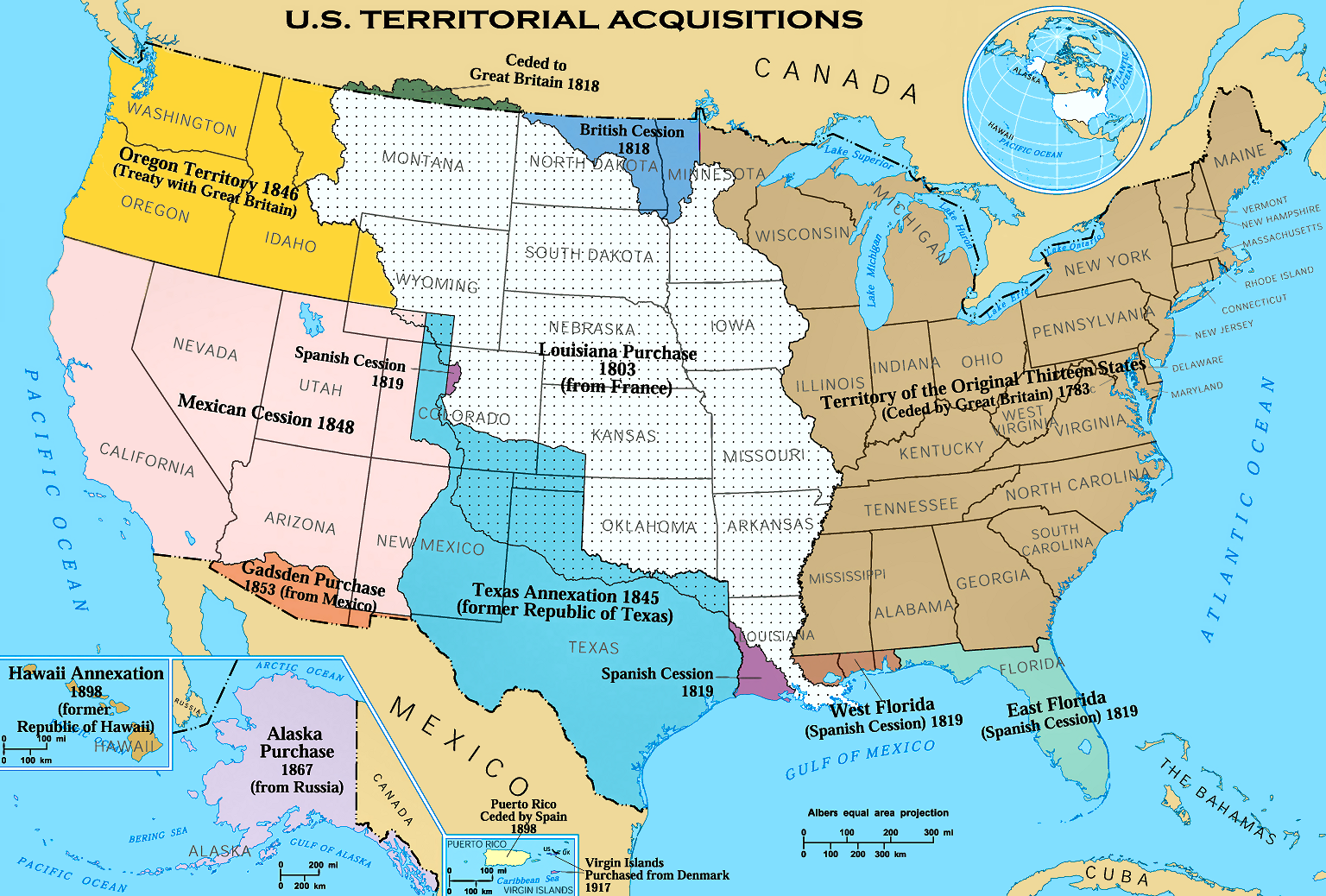
Territoriale Ausdehnung der USA

Welche Konflikte genau unter den Begriff „Indianerkriege“ fallen und welcher zeitlich-geografische Rahmen sie am besten umfasst, ist nicht eindeutig festgelegt. In der Regel kommt der Begriff bei folgenden Konflikten und Konfliktphasen zur Anwendung:
- die Unterwerfung, Vertreibung sowie teilweise Vernichtung amerikanischer Ureinwohner während und nach der Periode der Entdeckung Amerikas im „Zeitalter der Entdeckungen“,
- die frühen Indianerkriege der Dreizehn Kolonien sowie die daran anschließenden Grenzkriege im Zuge der Ausweitung des ursprünglichen Kolonisationsgebiets,
- die Indianerkriege nach Gründung der USA – ein Zeitraum, der mit der schrittweisen Erweiterung des Staatsterritoriums eng verknüpft ist und in der Regel in folgende drei Phasen untergliedert wird:

- (abschließende) Kolonisierung des Alten Nordwestens sowie des tiefen Südens,
- Besiedlung sowie damit verbundene Grenzkriege im Westen bis zum Beginn des Sezessionskrieges,
- die Zeit der „klassischen“ Indianerkriege 1860 bis 1890.

- einigen kriegerischen Auseinandersetzungen mit Ureinwohnern außerhalb der USA – insbesondere in Mittel- und Südamerika.

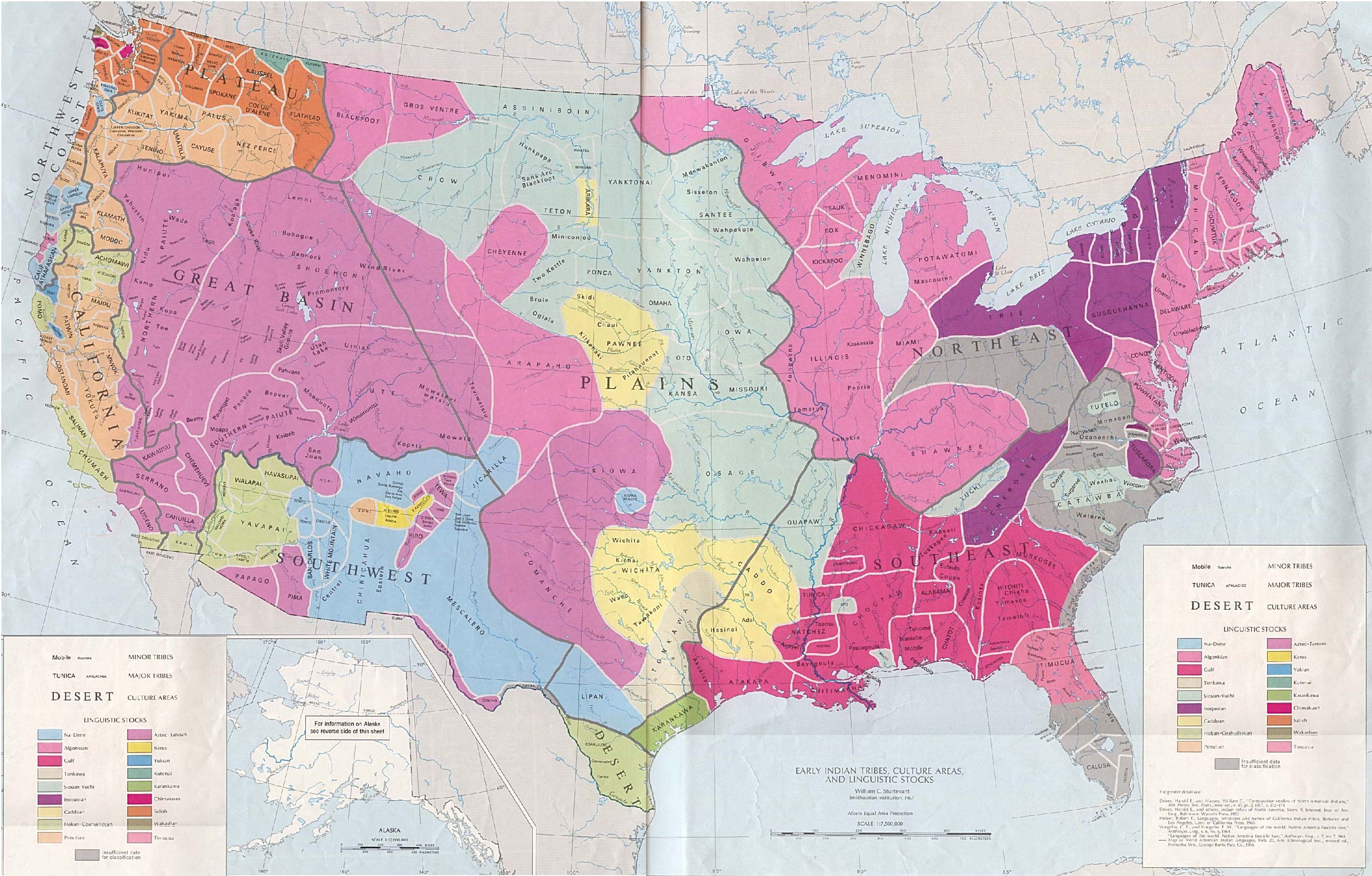
Indianerkulturen auf dem Gebiet der USA

In Darstellung und öffentlicher Wahrnehmung genießen die aufgeführten Phasen unterschiedliche Aufmerksamkeit. Geschichtliche Abhandlungen in Europa und in den USA charakterisieren mit dem Begriff meist jene Abfolge kriegerischer Auseinandersetzungen, die mit der Besiedlung des Territoriums der heutigen USA einhergingen. Eine engere Sichtweise fokussiert stark ausschließlich auf die Indianerkriege mit den Prärie-Indianern im 19. Jahrhundert – insbesondere in der Periode zwischen 1860 und 1890, als die Auseinandersetzungen mit den noch freilebenden Stämmen einen gewaltsamen Abschluss fanden. Zusätzlich befördert wird dieser Blickwinkel durch das geläufige, allseits präsente Bild vom Wilden Westen. Während die herkömmliche, vorwiegend an Staaten und Nationen ausgerichtete Geschichtsforschung Indianerkriege eher als Nebenaspekt der US-amerikanischen Siedlungsgeschichte thematisiert, favorisieren aktuelle Historiker einen epochenübergreifenden, stärker kulturanthropologischen Blick. In diesem Kontext sind sie lediglich ein Teilaspekt des Zusammenpralls unterschiedlicher und unterschiedlich entwickelter Kulturen und Gesellschaften. Damit hängt eng zusammen, dass die sich ausdehnenden Siedlungen auf unterschiedliche Indianerkulturen stießen und diese in der Folge auf unterschiedliche Art veränderten.
Zwei Schlüsselbegriffe kommen bei der Charakterisierung dieser Kriege regelmäßig zur Anwendung: Land und Frontier. Ursächlicher Anlass war in den meisten Fällen der Konflikt um Land. Ab dem Jahr 1608 kam es zunächst in Virginia, dann auch im Gebiet des heutigen Neuenglands sowie den Küstenabschnitten dazwischen zu Siedlungsgründungen der ersten, zumeist englischen Auswanderer. War in den ersten Jahrzehnten ein Zusammenleben aufgrund der geringen Zahl der europäischen Einwanderer und der Indianer sowie des weiten, zur Verfügung stehenden Raumes noch möglich, änderte sich das rasch ab Mitte des 17. Jahrhunderts. Mit den stetig größer werdenden Einwanderungswellen überschnitten sich indianische Interessen und europäische Territorialansprüche. Konflikte ergaben sich aus den unterschiedlichen Vorstellungen von Grenzen, Territorien und Besitzrechten. Mit dem stetigen Verschieben der Siedlungsgrenze nach Westen verschärften sich auch die Konflikte. In deren Verlauf wurde die amerikanische Urbevölkerung mehr und mehr zurückgedrängt, in weiter entfernte beziehungsweise entlegene Gebiete verdrängt und schließlich in Reservate zwangsumgesiedelt. Einher ging dieser Prozess mit einer zunehmenden Zerstörung der indianischen Lebensgrundlagen. Spektakulärstes Beispiel ist die Vernichtung der riesigen Bisonherden, welche die Lebensgrundlage der Präriestämme bildeten. Die Indianerkriege selbst waren in diesem Prozess eine Abfolge manchmal kleinerer, manchmal auch größerer Auseinandersetzungen zwischen Einwanderern, Siedlern und/oder Soldaten sowie einzelnen Stämmen oder Föderationen aus mehreren Stämmen.
Flankiert wurden die einzelnen Kriegskampagnen sowie die dazwischen liegenden Ruhephasen von einer Vielzahl unterschiedlicher Verträge, Abkommen sowie einseitiger Proklamationen. Einige – beispielsweise der Indian Removal Act zur Umsiedlung der östlichen Indianer in Gebiete westlich des Mississippi oder auch der Vertrag von Laramie 1868 – gelten als wichtige Wegmarken in der Geschichte der Indianerkriege. Die Praxis, einen rechtlichen Status zu etablieren, reicht jedoch zurück bis in die Zeit der Entdeckung. Die Spanier agierten gegenüber den Ureinwohnern in der Karibik, Mittel- und Südamerika unterschiedlich. Zur typischen Praxis avancierte im Verlauf des 17. Jahrhunderts das sogenannte Requerimiento – eine mit Kriegsdrohung verbundene Aufforderung zur Unterwerfung. Die von den Engländern, Franzosen und Holländern sowie den späteren USA getätigten Landnahme- und Friedensabkommen kehrten in der Regel zwar stärker den Aspekt von Abkommen zwischen gleichberechtigten Partnern hervor. Nichtsdestoweniger war auch die Vertragspraxis auf dem nordamerikanischen Kontinent von zahlreichen Widersprüchlichkeiten geprägt. 1871 setzten die USA die Praxis, mit den Indianerstämmen Verträge abzuschließen gänzlich aus und zwangen die noch freilebenden Stämme, sich in Reservaten unter die Verfügungsgewalt der US-Regierung zu stellen.

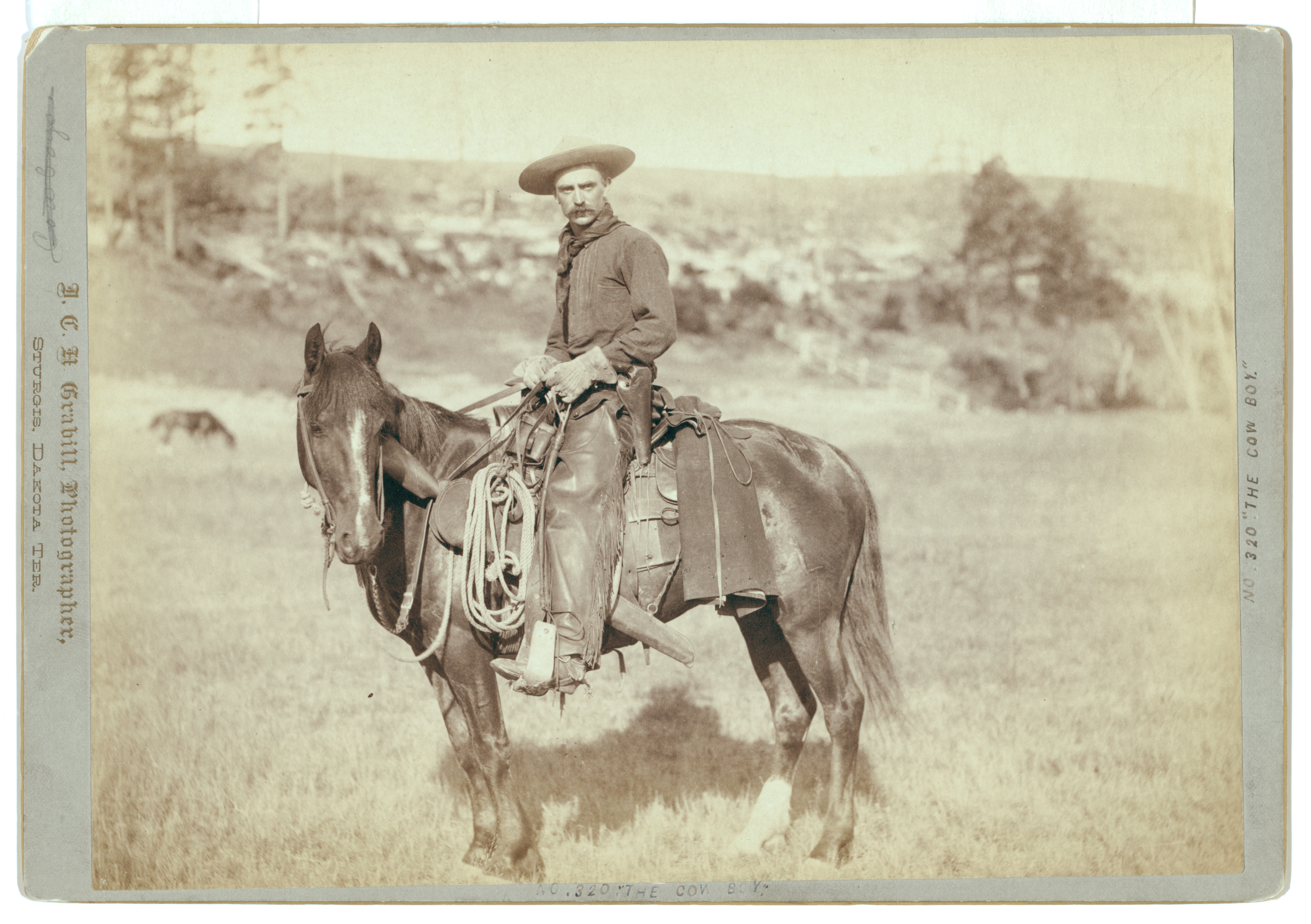
Cowboy in South Dakota (etwa 1888)

Während Kontrolle und Besitz von Land meist wesensbildende Kriegsauslöser waren, kennzeichnet der Begriff Frontier den Charakter der Siedlungsgrenze zu den jeweiligen Indianergebieten. Erstmals aufgetaucht war er im Jahr 1677 – zur Kennzeichnung des Unterschieds zwischen Koloniezentren und Peripherie. Zwischen der Anlandung der ersten Kolonisten 1608 und dem offiziellen Ende der Indianerkriege 1890 verschob sich die Frontier – und damit auch der Schauplatz von Indianerkriegen – stetig nach Westen. Im Jahr 1650 konzentrierten sich die Ansiedlungsgebiete noch auf einige schmale Landstreifen an der Ostküste (Virginia-Kolonie, Neuengland-Kolonien, Mittelatlantik-Kolonien; Ansiedlungen der Franzosen und Briten in Kanada). Fünfzig Jahre später war das Hinterland einbezogen und indianische Restpopulationen auf insulare Gebiete zurückgedrängt. Bis 1750 hatte sich die Siedlungsgrenze zu den Appalachen und Großen Seen vorgeschoben. In den Jahrzehnten nach dem Amerikanischen Unabhängigkeitskrieg wurde das Ohio-Gebiet und der Alte Nordwesten erst zur „Frontier“, dann Teil des besiedelten Territoriums der Vereinigten Staaten. Bis 1850 bildete der Mississippi die Grenze zum Indianerterritorium. Nachdem 1838 die letzten östlichen Stämme in Gebiete westlich des Stroms zwangsumgesiedelt worden waren, gerieten auch die Territorien westlich davon immer stärker in den Blickpunkt. Zur traditionellen Siedlungsgrenze, der Farmer Frontier, gesellten sich im Zug der wirtschaftlichen Erschließung weitere Frontiers – die Miners Frontier der Goldsucher (Kalifornien, Colorado, Montana) oder die Cattlemen’s Frontier der Cowboys und Rinderzüchter (Texas, Kansas, Wyoming).
Auch in Kanada sowie in Mittel- und Südamerika gab es Auseinandersetzungen, die mit dem Begriff Indianerkriege etikettiert wurden und werden. Allerdings spielte das Hauptcharakteristikum einer kompakten, stetig vorrückenden Siedlungsgrenze dort eine weitaus geringere Rolle. Trotz der zum Teil blutigen Eroberungsgeschichte mischten sich europäische Eroberer und Einwanderer dort weitaus stärker mit der indianischen Urbevölkerung als in den USA. Unterschiedlich zusammengesetzte Gesellschaften aus (relativ „reinblütigen“) Nachfahren von Europäern, Mestizen, indigener Bevölkerung sowie Nachfahren schwarzer Sklaven sind für die lateinamerikanischen Gesellschaften bis auf den heutigen Tag charakteristisch. Darüber hinaus sind auch die Begrifflichkeiten andere. Während für die nordamerikanischen Nachfahren der Ureinwohner der deutsche Begriff Indianer geläufig ist, wird die indigene Bevölkerung der lateinamerikanischen Länder oftmals als „Indios“ bezeichnet (dem spanisch/portugiesischen Wort für Indianer, dass dort häufig als diskriminierend empfunden wird). Obwohl die für Indianerkriege typische Konstellation „Grenzkriege plus damit einhergehender ‚Clash der Kulturen‘“ in der Geschichte Lateinamerikas eine deutlich geringere Rolle spielt, gab es auch dort eine Reihe zum Teil erbittert geführter Indianerkriege. Beispiele sind der Krieg gegen die Mapuche in Patagonien 1851 oder Auseinandersetzungen, die mit der Landnahme in entlegenen Gebieten einhergingen – etwa im Amazonasbecken oder dem Gran Chaco in Paraguay. Eher selten mit dem Begriff Indianerkriege belegt werden hingegen laufende, zum Teil bewaffnete Konflikte mit indigenen Bevölkerungsmehrheiten wie zum Beispiel in Guatemala oder anlässlich des Aufstands der Zapatisten in der südostmexikanischen Provinz Chiapas.
Im Zuge des wachsenden Interesses am Schicksal der verbliebenen Ureinwohner ab der zweiten Hälfte des 20. Jahrhunderts rückten weitere charakteristische Merkmale in den Blickpunkt, die mit der Landnahme der europäischen Einwanderer verbunden waren. Einhellige Übereinstimmung besteht heute darüber, dass 90 Prozent der indigenen Bevölkerung nicht im Zug bewaffneter Konflikte ums Leben kam, sondern im Zuge von Epidemien, welche die europäischen Eroberer eingeschleppt hatten. Dies gilt sowohl für Nord- als auch Lateinamerika. Umgekehrt wurde die Anzahl der Menschen, die vor der Entdeckung die beiden Subkontinente bevölkerten, in den letzten Jahren deutlich nach oben korrigiert.

## Wikinger, Spanier, Franzosen: die Entdeckungsphase

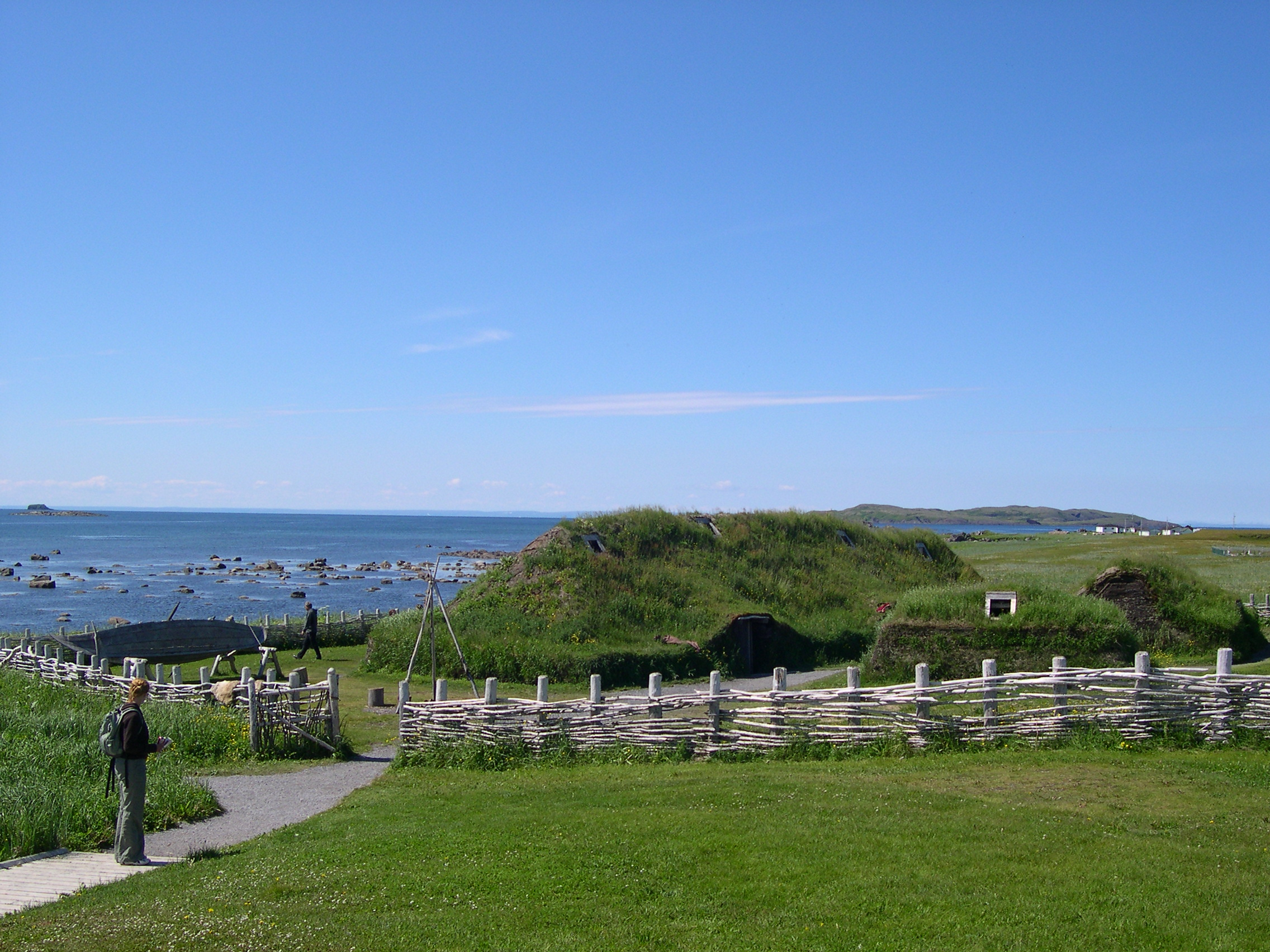
Rekonstruktion einer Vinland-Siedlung auf Neufundland

Erste Kontakte zwischen Indianischen Ureinwohnern und weißen Kolonisten fanden bereits vor dem Beginn der Neuzeit statt. Obwohl die Besiedlungsversuche der Wikinger auf dem nordamerikanischen Kontinent nach wie vor großteils im Dunkeln liegen, gelten das gewaltsame Ende der zweiten und dritten Vinland-Kolonie 1004 und 1009 als historisch verbürgt. Die erste Landung – ungefähr zur Jahrtausendwende – war lediglich sporadischer Natur: Leif Eriksson, ein Sohn Eriks des Roten, errichtete mit rund 30 Siedlern eine kleine, temporäre Siedlung an der neufundländischen Küste. Vier Jahre später führte Leifs Bruder Thorwald eine größere Expedition an. Nach einem Zusammenstoß mit Indianern (vermutlich von Stamm der Beothuk) kehrte auch diese Gruppe nach Grönland zurück. Ein dritter Versuch, Vinland zu besiedeln, scheiterte fünf Jahre darauf. Thorfinn Karlsefni und seiner aus rund 160 Siedlern bestehende Gruppe gelang es offensichtlich, Handel mit den Indianern zu betreiben. Nachdem es jedoch abermals zu Kämpfen gekommen war, verließ diese Siedlergruppe ebenfalls die neufundländische Küste.

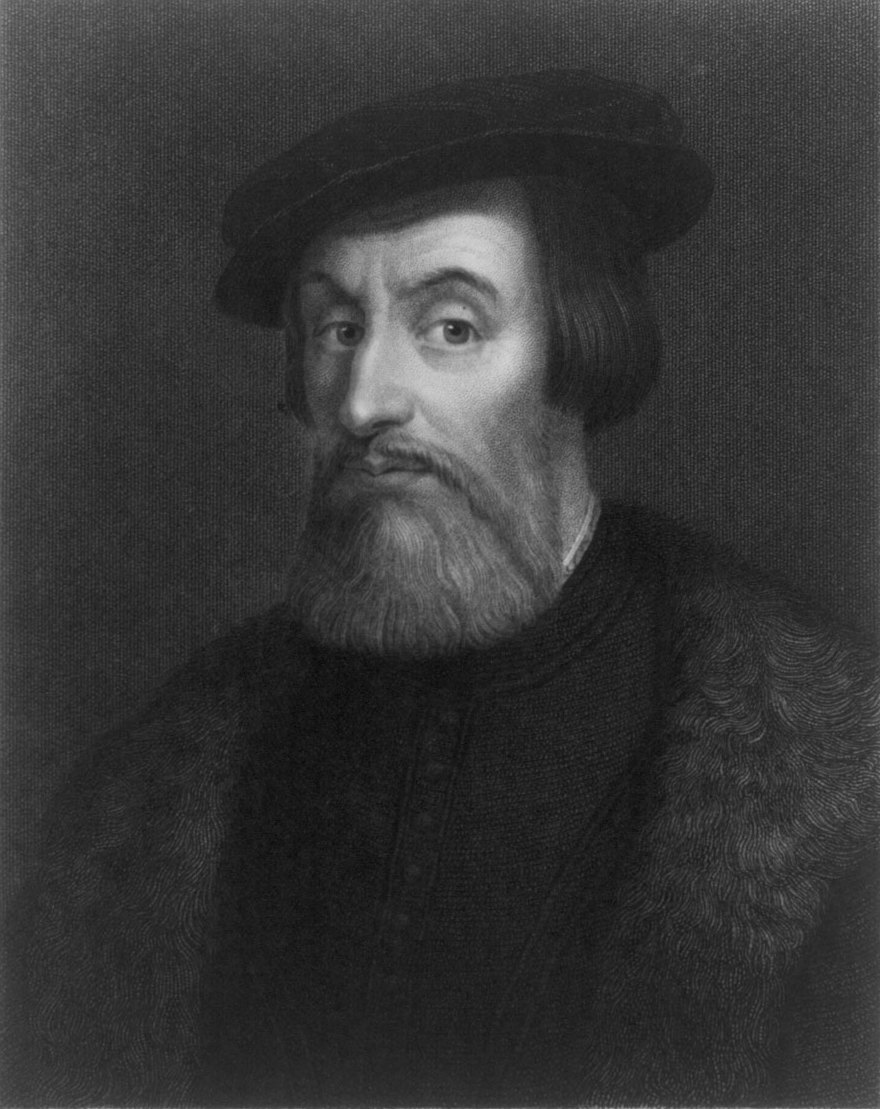
Hernando Cortés

Zu anhaltenden Kontakten zwischen amerikanischen Ureinwohnern und Europäern kam es erst infolge der Entdeckungsreisen von Christoph Kolumbus. Kolumbus beschrieb die Taíno auf Guanahani als gastfreundlich und friedlich. Nichtsdestoweniger nahm er zehn von ihnen gefangen und brachte sie – angeblich in der Absicht, sie zu missionieren – als Sklaven nach Spanien. Die Taino und andere Arawak-Stämme leisteten den spanischen Eindringlingen Widerstand. Sie scheiterten allerdings an den überlegenen Waffen sowie den Infektionskrankheiten, welche die Eroberer einschleppten. In dem Jahrzehnt nach 1492 starben hunderttausende. Die letzten Kämpfe wurden erst 1533 beendet. Von den Taino blieben nur wenige hundert übrig. Auf ähnliche Weise brachen die spanischen Eroberer den Widerstand der mittel- und südamerikanischen Hochkultur-Reiche der Azteken und Inka. Mit List, Bestechung, dem Einsatz von überlegener Technologie sowie brutaler Gewalt gelang es wenigen hundert Spaniern, diese Reiche zu unterwerfen. Eine wichtige Rolle dabei spielte das Ausnutzen von Animositäten und Feindschaften zwischen einzelnen Stämmen, Völkern und Reichen. Insbesondere die Tatsache, dass die Azteken selbst Angst und Schrecken in der Umgebung verbreiteten, trug zu ihrem raschen Fall bei, da sich die umliegenden Reiche von der Ankunft der Spanier ein Ende des aztekischen Terrors und der aztekischen Unterdrückung erhofften. Mit nur 400 spanischen Soldaten (und tatkräftiger Unterstützung der umliegenden Stammesfürsten, welche den fortdauernden aztekischen Terror mehr als leid waren) eroberte Hernando Cortés 1519 Tenochtitlán, die Hauptstadt der Azteken. Ein ähnliches Schicksal widerfuhr den Nachfahren der Maya in der südlichen Provinz Yucatán. Francisco de Montejo, ein Veteran aus der Truppe von Hernando Cortez, eroberte die Halbinsel mit rund 400 Soldaten. Insgesamt wurde die Eroberung Mexikos zwar durch vereinzelte Rückschläge verlangsamt. Nur wenige Jahrzehnte nach Cortés’ Abenteuer hatten die Spanier allerdings ihre Herrschaft über das zentral- und südmexikanische Territorium konsolidiert. Tenochtitlán wurde 1535 in Mexiko-Stadt umbenannt und avancierte zum Verwaltungssitz des neugegründeten Vizekönigreichs Neuspanien. Schätzungen zufolge reduzierte sich die Anzahl der indigenen Bevölkerung bis 1567 auf ein Zehntel im Vergleich zu 1519 – von rund 25 auf 2,5 Millionen.
Wichtigster Motivationsgrund der lateinamerikanischen Eroberungen waren die Edelmetall-Bestände der großen Indianerreiche. Die Unterwerfung der dritten Indianer-Hochkultur – der Inka durch Francisco Pizarro 1532 – folgte dem beschriebenen Muster. Die Gold- und Silberausfuhren der spanischen Amerika-Kolonien ab dem 16. Jahrhundert wurden so bedeutend, dass sich die Großmacht-Ambitionen der spanischen Krone zunehmend auf diese Währung stützten. Die Hoffnung auf die Entdeckung neuer Goldvorkommen führte spanische Eroberer unter anderem auch nach Florida. Der Konquistador Juan Ponce de León hatte zunächst wenig Glück. Bei seinen Erkundungsfahrten 1513 und 1521 geriet er in Scharmützel mit den dort ansässigen Calusa-Indianern. Ab 1539 zog Hernando de Soto auf der Suche nach Gold, Sklaven und heidnischen Seelen plündernd und brandschatzend durch Florida, South Carolina und North Carolina. 1540 kam es in Alabama zur ersten großen Schlacht mit Indianern in Nordamerika, zur Schlacht von Mauvilla, in der über 2000 Indianer den Tod fanden.
Später gegründete Küstensiedlungen (Fort Caroline und Pensacola) hatten nur zeitweilig Bestand. Eine dauerhafte Siedlung gelang den Spaniern erst mit der Gründung von San Agostine (heute: St. Augustine) im Jahr 1565. Weiter nördlich, an der Küste des heutigen Georgia, schlug die Etablierung dauerhafter Niederlassungen ebenfalls fehl. Im Zuge der sogenannten Juanillo-Rebellion vertrieben Indianer im Jahr 1597 die Mitarbeiter dort ansässiger Jesuiten-Missionsstationen.

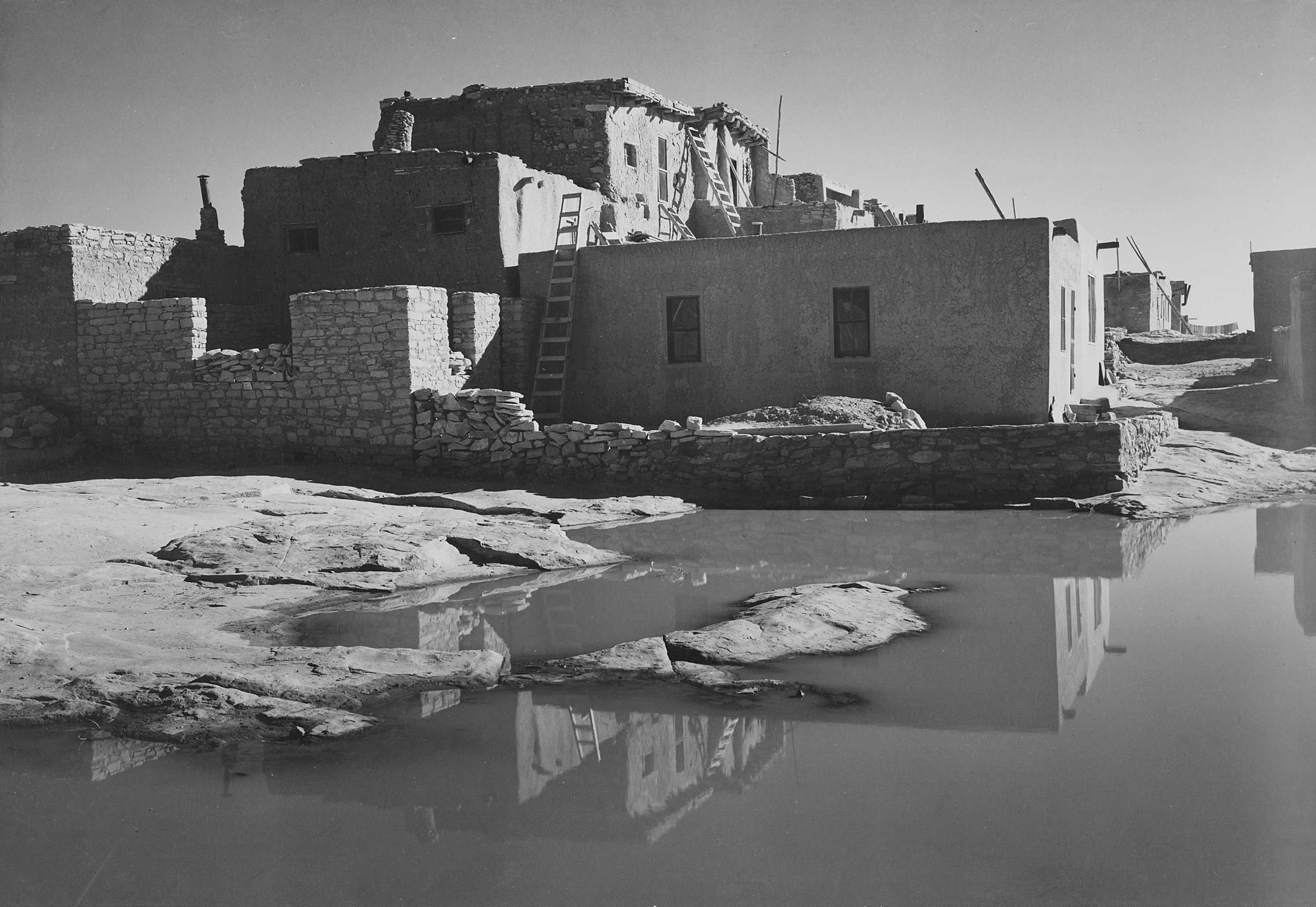
Bauten der Pueblo-Indianer: Acoma-Pueblo (1902)

Die Besiedlung der nördlichen Gebiete von Neuspanien – ungefähr das Gebiet, das heute den Südwesten der USA bildet – gelang den Spaniern erst im Verlauf des 17. Jahrhunderts. In den 1530er- und 1540er-Jahren waren spanische Eroberer auf die Stämme der Pueblo-Kultur gestoßen – sesshafte Indianervölker, die in den Bergen des heutigen New Mexico lebten und zu denen unter anderem die Zuñi und Hopi gehörten. Eine berühmte Expedition unternahm 1540 der Konquistador Francisco Coronado. Sie führte ihn über den Colorado River und die Rocky Mountains bis ins Gebiet des heutigen Utah. 1607 wurde als Handelsposten die Stadt Santa Fe gegründet. Als bedeutender Stützpunkt avancierte sie bald zum Sitz des Gouverneurs der nordmexikanischen Provinz Nuevo Mexico. Ein großer, allgemeiner Aufstand gegen die spanische Herrschaft fand rund 70 Jahre später statt – im Jahr 1680. Von den Ursachen her war der Pueblo-Aufstand eine Reaktion auf die drakonischen Herrschafts- und Bestrafungspraktiken der Spanier sowie das Zwangsarbeits-System, welches sie auf ihren Landgütern durchzusetzen versuchten. Im Verlauf der Revolte gelang es der rebellierenden Indianer-Streitmacht nach nur kurzen, dreitägigen Kämpfen, Santa Fe einzunehmen. Die überlebenden spanischen Kolonisten – circa 2000 an der Zahl – flohen nach El Paso. Popé, der Anführer der Rebellion, ernannte sich selbst zum Gouverneur. Erst zwölf Jahre später, 1692, gelang es den Spaniern, das Gebiet zurückzuerobern.
Auch im Gebiet der kanadischen Ostküste kam es im Verlauf des 16. Jahrhunderts zu ersten Kontakten zwischen Indianern und Europäern. Seit 1525 wurde die Küste regelmäßig von französischen Walfängern frequentiert. Der Seefahrer und Entdecker Jacques Cartier traf 1534 an der Küste der akadischen Halbinsel auf die Micmac, einen rund 10.000 Personen umfassenden Stamm der Algonkin. Bei einer weiteren Fahrt den Sankt-Lorenz-Strom hinauf traf Cartier auch auf die Irokesen. In den Folgejahrzehnten errichteten die Franzosen weitere Handelsniederlassungen. In der Hauptsache dienten diese dem Handel mit Biberfellen. Anders als die englischen Kolonisten im Süden waren die Franzosen weniger an der Etablierung von Siedlungskolonien interessiert. Stattdessen knüpften sie ein ebenso weitläufiges wie effektives Handelsnetz. Französische Händler, Fallensteller und Abenteurer steckten mit ihren Erkundungsreisen zu den Großen Seen und dem Mississippi den territorialen Rahmen für das spätere Neufrankreich ab – das von Louisiana im Süden bis zur Hudson Bay im hohen Norden reichende Kolonialgebiet der französischen Krone.
Von Anfang an standen die französischen Niederlassungen in Konkurrenz zu englischen Seefahr-, Erkundungs- und Handelsunternehmungen. Allerdings waren die Engländer zunächst eher daran interessiert, die lang gesuchte Nordwestpassage zu finden, wegen möglicher verkürzter Handelswege in den Fernen Osten. Ungefähr zeitgleich mit der Errichtung der ersten Siedlungskolonien an der späteren US-Ostküste siedelten sich an der kanadischen Ostküste – in Akadien, Neuschottland und am Sankt-Lorenz-Strom – die ersten Siedler an. 1608 wurde die Niederlassung Québec gegründet, 1642 Montreal. Während Akadien eine französisch dominierte Kolonie blieb, ließen sich in Neuschottland zunehmend auch Schotten und Iren nieder. Auseinandersetzungen unter den Indianern, in die die Franzosen hereingezogen wurden, sowie Auseinandersetzungen mit Siedlern auf der weit im Norden gelegenen Neufundland-Insel gab es zwei: Zum einen den sogenannten Tarrantiner-Krieg – eine fast ein Jahrzehnt währende Serie von Scharmützeln zwischen den Micmac und der Penobscot-Föderation. Der zweite Konflikt war die zunehmend in deren Vernichtung ausartende Verfolgung der Beothuk auf Neufundland. Sie begann 1613 als Auseinandersetzung zwischen nördlichen Micmac und den Beothuk. Nachdem schottische Siedler sich an der Bekämpfung der Beothuk mit beteiligten, wurde aus dem Konflikt ein schleichender, langandauernder Genozid. Anfang des 19. Jahrhunderts hatte der Stamm praktisch aufgehört zu existieren.

## Indianerkriege der Dreizehn Kolonien
Die Gründung britischer Siedlerkolonien an der nordamerikanischen Atlantikküste zu Beginn des 17. Jahrhunderts gilt als ursächlicher Auslöser für die Indianerkriege der folgenden 300 Jahre. Die landförmige Inbesitznahme des Terrains hatte eine stetige Vermehrung von Siedlungen sowie, damit einhergehend, eine rasch wachsende Anzahl von Kolonisten zur Folge. Wurden die Gründungssiedlungen noch von wenigen hundert Kolonisten bewohnt, betrug die Anzahl der in den Dreizehn Kolonien lebenden Personen am Vorabend des Amerikanischen Unabhängigkeitskriegs bereits um die 2 Millionen. Die Grenze zum Indianerland verschob sich im Lauf dieser Periode von vereinzelten Siedlungen an der Atlantikküste hin zu einer geschlossenen, ungefähr von den Appalachen bis zu den Großen Seen verlaufenden Siedlungsgrenze.

### Virginia-, Neuengland- und Mittelatlantik-Kolonien (1607 bis 1677)
Die englischen Kolonisten in Jamestown (1607) und Neuengland (1620) waren nicht die ersten. Bereits in den 1580er-Jahren hatte auf Roanoke Island vor der Küste des heutigen North Carolina ein erfolgloser Kolonisierungsversuch stattgefunden. Auch bei diesem war es schnell zu ersten Konflikten mit Indianern gekommen. Obwohl die Kolonisten von Lebensmittellieferungen der Indianer abhängig waren, brannten sie wegen eines vergleichsweise geringfügigen Anlasses (ein angeblich gestohlener Silberpokal) ein Indianerdorf nieder und vernichteten die Ernte. Der Kommandeur der Kolonie, Richard Grenville, beschrieb die Aktion in lapidarem Tonfall: „Wir haben ihren Mais geplündert und ihr Dorf verbrannt.“ Um das Ende des zweiten Besiedlungsanlaufs, der Lost Colony, ranken sich bis heute unterschiedliche Mythen. Zum einen wegen einer rätselhaften Nachricht, welche als einziges verbürgtes Lebenszeichen der verbliebenen 115 Kolonisten gilt. Zum zweiten wegen Virginia Dare, des nachweislich ersten auf amerikanischem Boden geborenen Siedlerkindes.

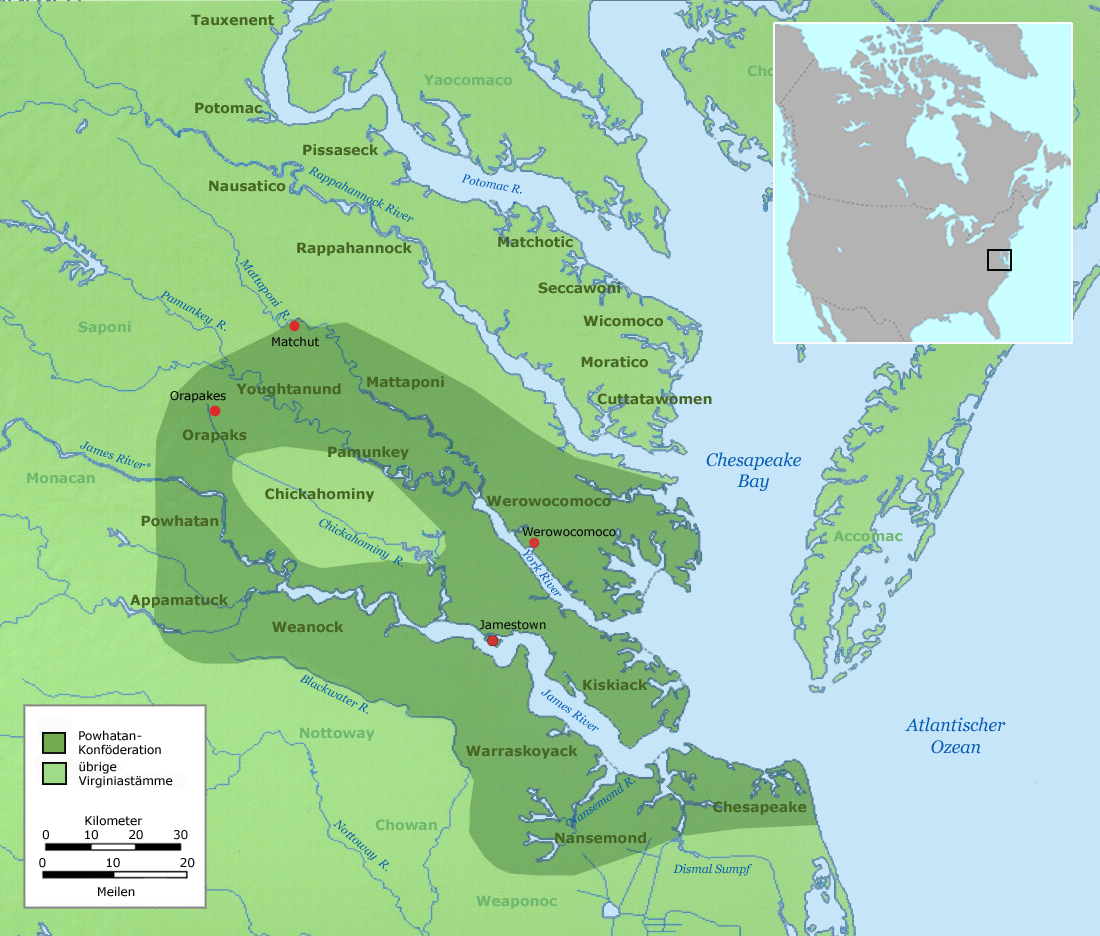
Indianerkriegsschauplätze der Virginia-Kolonie

1607 gründeten 105 englische Siedler Jamestown – die erste dauerhafte Ansiedlung an der US-amerikanischen Ostküste. Initiiert worden war die Kolonie von der Virginia Company – einer englischen Handelsgesellschaft, die ein königliches Charter zum Betreiben der Ansiedlung erwirkt hatte. Das Verhältnis zu den Stämmen der Powhatan-Föderation, welche die Region um die Chesapeake Bay und die Mündung des James River dominierten, gestaltete sich von Anfang an konfliktbeladen. Die ersten Jahre der Kolonie waren von einem fragilen Wechsel aus Feindseligkeiten und Beschwichtigungsversuchen geprägt. Zu einer Legende der US-amerikanischen Gründungsfolklore avancierte die Häuptlingstochter Pocahontas. Ob die „Indianerprinzessin“ dem Koloniegründer John Smith tatsächlich das Leben gerettet hat, ist nicht sicher verbürgt. Sicher ist, dass sie den Tabakpflanzer John Rolfe heiratete und nach einem Besuch in England an einer Krankheit verstarb.

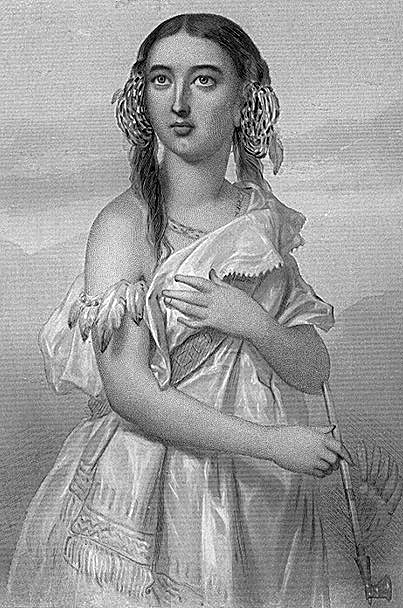
Häuptlingstochter Pocahontas (Illustration aus dem 19. Jahrhundert)

Die virginischen Kolonisten führten zwei Kriege gegen die Powhatan. Der erste Powhatan-Krieg begann nach Übergriffen der ersten Siedler und zog sich – mit Unterbrechungen – bis in die 1620er. Jamestown wurde in seinem Verlauf zweimal belagert (1610 und 1622). Eine Verbesserung der für die Siedler fragilen Situation ergab sich erst nach dem Eintreffen des neuen Gouverneurs Lord de la Warr sowie weiterer Kolonisten und Soldaten. De la Warr praktizierte gegenüber den Indianern eine Politik der verbrannten Erde. Eine Reaktion darauf war das sogenannte Jamestown-Massaker 1622, in dessen Verlauf die Powhatan in einem koordinierten Angriff zahlreiche englische Siedlungen in der Umgebung Jamestowns zerstörten. Aufgrund der Tatsache, dass die Indianer dabei rund 350 Siedler umbrachten (rund ein Viertel der damaligen Kolonisten), gilt dieser Angriff als das erste große Massaker von Indianern an Weißen in Nordamerika.
Der Zweite Powhatan-Krieg begann zwanzig Jahre später. Anders als beim ersten stand die Vertreibung der Siedler nicht mehr zur Disposition. Während die Powhatan-Stämme ihre Unabhängigkeit in der Region sowie möglichst große Teile ihres Stammesgebiets bewahren wollten, ging es den Siedlern um eine endgültige Niederwerfung der lokalen Stämme. Die Anzahl der Personen, die in der expandierenden Ansiedlung lebten, war zwischenzeitlich auf über 10.000 angewachsen. Für stetigen Nachschub sorgte eine Migrationswelle, in deren Verlauf Zehntausende Briten, Schotten und Iren in die neuen Ostküsten-Kolonien auswanderten. Der Krieg endete mit einer Niederlage der Indianer sowie einem Zerbrechen der Powhatan-Föderation. Da sich die Virginia-Kolonie rasch weiter ausbreitete, richteten die Engländer für einige Stämme Reservationen ein. Andere Stammesgruppen zogen sich weiter ins Landesinnere zurück.

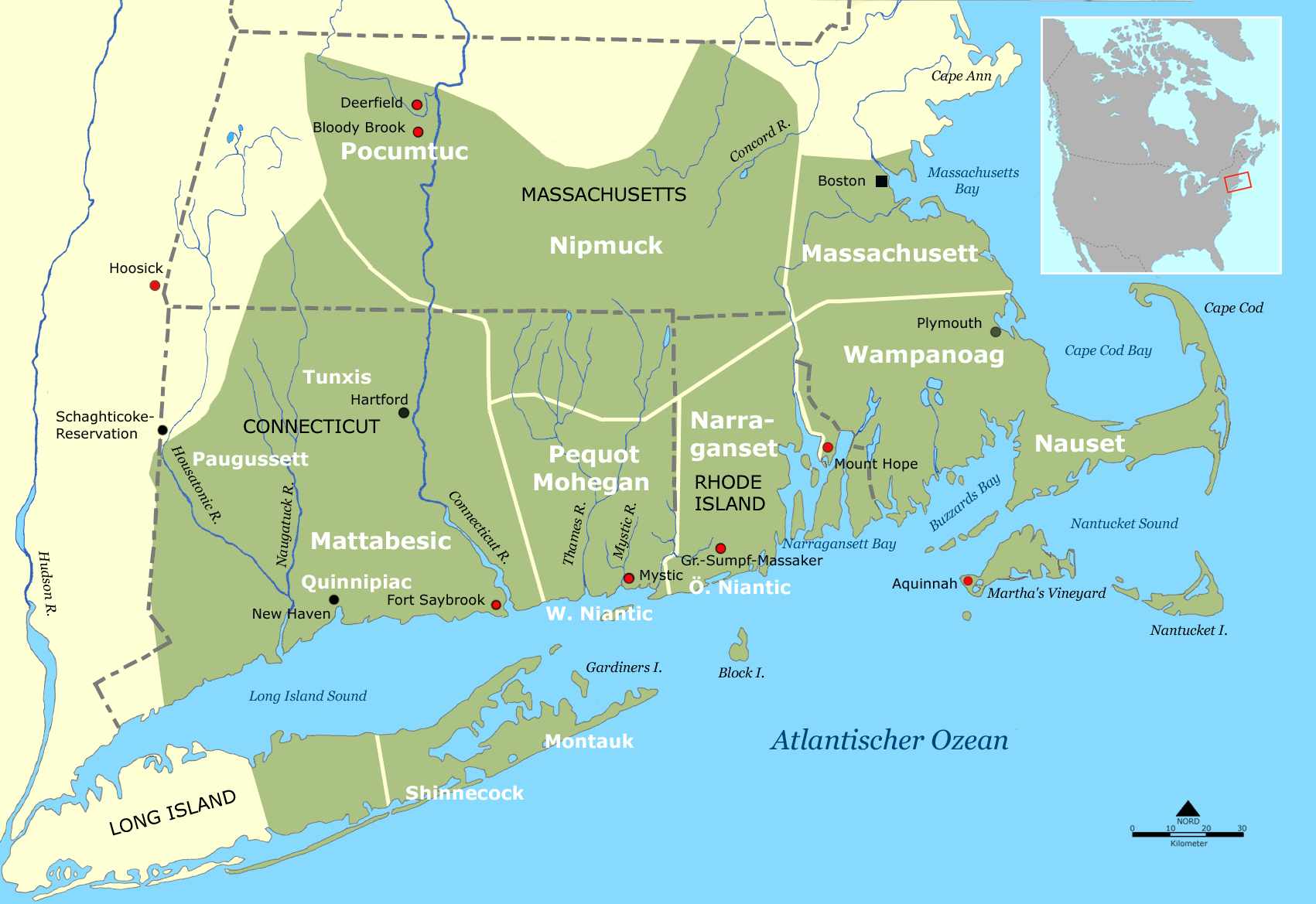
Indianerkriegsschauplätze im südlichen Neuengland

Ein ähnliches Ergebnis hatten auch die Indianerkriege in den Neuengland-Kolonien. Anders als die virginischen Kolonisten waren die Pilgerväter, die Ende 1620 mit der Mayflower anlandeten und mit 102 Siedlern die Niederlassung Plymouth gründeten, nicht mit wohlwollender Unterstützung des Königs, sondern als Gegner des Königs emigriert. Die Pilgerväter waren Separatisten – Anhänger einer besonders radikalen Puritaner-Richtung – und hatten im Zug ihrer Auswanderung bereits Zwischenstation in der niederländischen Stadt Leiden gemacht. Die Grundkonstellation war dieselbe wie in Virginia. Einerseits waren die Neuankömmlinge von Nahrungslieferungen der Indianer abhängig. Anderseits legten sie eine zunehmend arrogante, fordernde Haltung an den Tag. Die Reaktion der lokalen Stämme war unterschiedlich. Während die Wampanoag und Narraganset sich um ein freundschaftliches Verhältnis zu den Kolonisten bemühten, führten die Auseinandersetzungen mit den im heutigen Rhode Island lebenden Pequot bereits in den 1630er-Jahren zum offenen Krieg.
Der Pequot-Krieg, der 1634 im südlichen Neuengland ausbrach, wurde von beiden Seiten mit erbarmungsloser Härte geführt. Die verbündeten Kolonien in Massachusetts, Rhode Island und dem Tal des Connecticut River unternahmen zusammen mit ihren indianischen Verbündeten koordinierte Feldzüge gegen die Pequot. Zu einem besonders schwerwiegenden Massaker kam es am 26. Mai 1637 am Mystic River. Rund 90 Miliz-Angehörige aus Connecticut sowie mehrere hundert verbündete Narraganset umzingelten eine befestigte Siedlung der Pequot und schlachteten rund 500 Bewohner ab. Neuere Forschungen gehen von noch mehr Toten aus. Die Miliz setzte den Überlebenden weiter nach und tötete eine größere Gruppe – großteils Frauen, Kinder und Alte – in einem Sumpfgebiet.
Ergebnis des Kriegs gegen die Pequot war die fast vollständige Vernichtung des Stammes. Nichtsdestoweniger gilt nicht der Pequot War, sondern der King Philip’s War als der bedeutendste und blutigste Indianerkrieg an der Ostküste. Metacomet, der Obersachem der Wampanoag, hatte die Ausbreitung der weißen Siedlungen bereits länger besorgt beobachtet. Nach einer Kette kleinerer Auseinandersetzungen erklärte Metacomet, von den Engländern King Philip genannt, den neuenglischen Ansiedlungen förmlich den Krieg. Im Verlauf des King Philip’s War 1676/77 griffen die Indianer 90 Siedlungen an, zerstörten 13 davon völlig und töteten rund 600 Kolonisten. Auf indianischer Seite kamen infolge der Kriegshandlungen rund 3000 Menschen ums Leben. Verglichen mit anderen Indianerkriegen der Kolonialzeit war der King Philip’s War der verlustreichste. Das Ergebnis war dasselbe wie in Virginia: Die Stämme an der Neuengland-Küste waren nach diesem Krieg als politische Kraft ausgeschaltet. Während einzelne Gruppen von den Kolonisten weiterhin bedrängt wurden, flohen andere Gruppen nach Kanada und stellten sich dort unter den Schutz der Franzosen.
In den mittleren Kolonien verliefen die Konflikte mit Indianern ebenfalls wechselhaft. 1624 hatten holländische Kolonisten die Niederlassung Nieuw Amsterdam (Neu-Amsterdam) gegründet und damit begonnen, das Tal des Hudson zu erkunden. Anders als bei den Engländern standen zu Anfang stärker Handelsinteressen im Vordergrund. Nichtsdestoweniger blieben auch hier bewaffnete Konflikte nicht aus – unter anderem mit den Delaware und Mohegan, zwei weiteren Stämmen, die ursprünglich an der Atlantikküste lebten. Unter der Ägide von Gouverneur Willem Kieft eskalierten sie in den 1640er-Jahren ebenfalls zu einer Serie immer erbitterter ausgetragener Scharmützel – etwa dem Peaches War 1655 im Gebiet um die Manhattan-Halbinsel, dessen Auslöser Überlieferungen zufolge ein banaler Obstdiebstahl war. Kiefts Nachfolger Peter Stuyvesant gelang es zwar, die Lage zu beruhigen. Die Kolonie der Niederländer scheiterte letztendlich jedoch an ihrer heterogenen inneren Zusammensetzung sowie der Konkurrenz zwischen den kolonialen Mächten. 1664 gelang es den Engländern, sie ohne weitere Gegenwehr zu übernehmen.

### Indianerkriege im Ostküsten-Hinterland (1677 bis 1775)

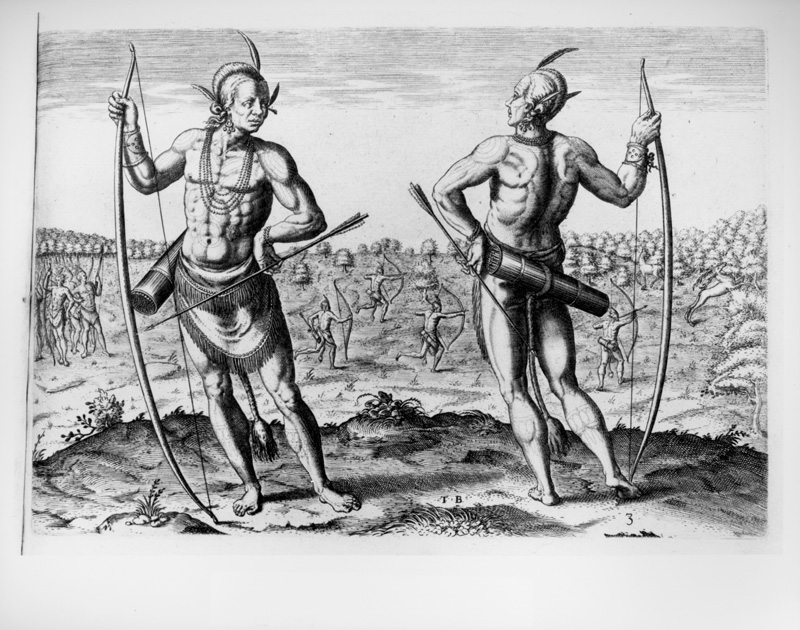
Ostküsten-Indianer von der Sprachgruppe der Algonkin (um 1590)

Den vermutlich ersten förmlichen Landabtretungsvertrag schlossen die Holländer 1643 mit den Mohawk ab. Anders als die Europäer betrachteten die Indianer ihr Land zwar ebenfalls als Eigentum – allerdings in einem gemeinwirtschaftlichen Sinn. Die englischen Kolonisten sowie die offiziellen Vertreter der britischen Kolonialverwaltung wirkten hingegen darauf hin, auch rechtlich möglichst eindeutige Verhältnisse zu schaffen – durch eine immer länger werdende Liste unterschiedlicher Landabtretungs- und Friedensverträge. Einerseits kamen viele dieser Verträge durch Anwendung von Täuschung, Druck oder offenem Diktat zustande. Andererseits fühlten sich nachfolgende Siedler nur selten an deren Einhaltung gebunden. 1754 versuchte die Londoner Regierung zwar, das Abschließen von Verträgen als verbindliche Praxis zu etablieren. In der Praxis scheiterte sie allerdings mit diesem Ansinnen.
Eng mit der unterschiedlichen Bewertung von Besitzrechten verbunden war die Abwertung der indianischen Urbevölkerung als unzivilisierte Wilde. Zum einen speiste sie sich aus einem christlich-missionarisch verbrämten Überlegenheitsgefühl. Increase Mather, der geistliche Führer der Massachusetts-Kolonie, etwa bezeichnete eine Pocken-Epidemie, die 1633 unter den Stämmen der Massachusetts Bay wütete, als Gottesgabe, da sie das Land von den Eingeborenen frei mache. Im 19. Jahrhundert mischte sich in dieses Überlegenheitsgefühl mehr und mehr die Überzeugung, einer von der Vorsehung auserkorenen Rasse anzugehören, welche dazu bestimmt sei, die herrenlose, unberührte Wildnis in Besitz zu nehmen.
Die „Indianergrenze“ verlagerte sich im Verlauf des 17. Jahrhunderts immer weiter ins Landesinnere. Grob veranschlagt, vollzog sich die koloniale Ausdehnung in folgenden Etappen: Bis 1680 breiteten sich die Siedlungen von den Küstenebenen ausgehend ins Hinterland und die Flussläufe hinaus aus. Etwa ab 1650 begann die Erforschung des Piedmont, einem den Appalachen vorgelagerten Plateau. Um die Jahrhundertwende herum vergrößerten sich die Neuengland-Kolonien in Richtung Norden. 1662 wurde als weitere südliche Kolonie Carolina gegründet; 1712 wurde sie in North Carolina und South Carolina aufgeteilt. Zunehmend häufiger kam es an der südlichen Grenze zu Zwischenfällen mit spanischen Niederlassungen in Florida und Georgia. 1712 stieß eine Expedition ins Shenandoah-Tal vor. Ab 1733 begannen südliche Kolonisten mit der Besiedlung des Territoriums von Georgia.
Ab dem Ende des 16. Jahrhunderts wurden die britischen Kolonien zunehmend stärker in Konflikte zwischen den europäischen Großmächten involviert. Sowohl Franzosen als auch Spanier und Briten bedienten sich dabei unterschiedlicher Allianzen mit einheimischen Stämmen. Der Pfälzische Erbfolgekrieg (1689 bis 1697) firmiert in den USA unter dem Begriff King William’s War, der Spanische Erbfolgekrieg (1702 bis 1713) als Queen Anne’s War und der Österreichische Erbfolgekrieg (1744 bis 1748) als King George’s War. Zusammen mit dem Siebenjährigen Krieg (1754 bis 1763) sind sie auch unter der Bezeichnung Franzosen- und Indianerkriege bekannt. Charakteristisch für diese Stellvertreter- und Kolonialkriege waren die unterschiedlichen Bündnisse, welche vor allem Briten und Franzosen eingingen. Den Franzosen, die gegenüber den Indianerstämmen eine deutlich tolerantere Haltung an den Tag legten, gelang es, die Mehrzahl der östlichen Stämme für ihre Sache zu gewinnen. Die Briten hingegen rekrutierten mit den zwischen Ontariosee und Atlantikküste lebenden Irokesen einen ebenso mächtigen wie gefürchteten Bündnispartner. Im Gebiet der „Frontier“ machten sich die Franzosen- und Indianerkriege als zunehmende, lediglich von kleineren Ruhepausen unterbrochene Abfolge von Scharmützeln, Indianerangriffen und Milizaktionen bemerkbar. Hauptschauplatz war vor allem das Kolonie-Hinterland zwischen Atlantikküste, Ontariosee und Pennsylvania. Weltpolitisch gesehen stellte Nordamerika zwar lediglich einen Nebenkriegsschauplatz dar. Andererseits waren die kolonialen Herrschaftsrechte ein nicht unmaßgeblicher Kriegsauslöser. Die britische Seite entschied letztlich alle vier Auseinandersetzungen zu ihren Gunsten. Wichtiges Zwischenergebnis: Frankreich und Spanien mussten Teile ihrer nordamerikanischen Besitztümer an das nunmehr zum Königreich Großbritannien erweiterte England abgeben.

Nordamerika zur Zeit des Siebenjährigen Kriegs

Anders als die drei Erbfolgekriege zuvor war der Siebenjährige Krieg in Nordamerika mehr als lediglich ein Stellvertreterkrieg. Unterstützt durch ihre jeweiligen Indianerallianzen, kämpften Frankreich und Großbritannien endgültig um die Vorherrschaft. Kriegsschauplatz waren sowohl das koloniale Hinterland im Osten als auch die Indianergrenze. Auf Seiten der Franzosen kämpften unter anderem die Delaware, Mohawk, Shawnee, Micmac, Ottawa und Huronen, auf Seiten der Briten Irokesen und Cherokee. Typisch für die Kriegsführung im Grenzland waren gemischte Operationseinheiten aus regulären Einheiten, Milizen und Indianerverbänden. Zwei wichtige Konfliktpunkte waren das Ohiotal sowie die kanadische Provinz Akadien, ein wichtiger Kriegsschauplatz die Gebiete um Ontario- und Eriesee. Die Unberechenbarkeit des Grenzkriegs zeigte sich unter anderem anhand der Vorkommnisse anlässlich der Belagerung von Fort William Henry 1757 – einer größeren Kampfhandlung, welche später den Hintergrund von James Fenimore Coopers weltbekanntem Roman Der letzte Mohikaner abgab. Nachdem der Oberkommandierende der französischen Verbände mit den britischen Verteidigern einen ehrenvollen Abzug ausgehandelt hatte, überfielen indianische Hilfstruppen die Abziehenden. Mit 70 bis 180 Getöteten lag die Anzahl der Opfer allerdings weit unter den 1500 Personen, die zeitgenössischen Berichten zufolge ums Leben gekommen sein sollen.

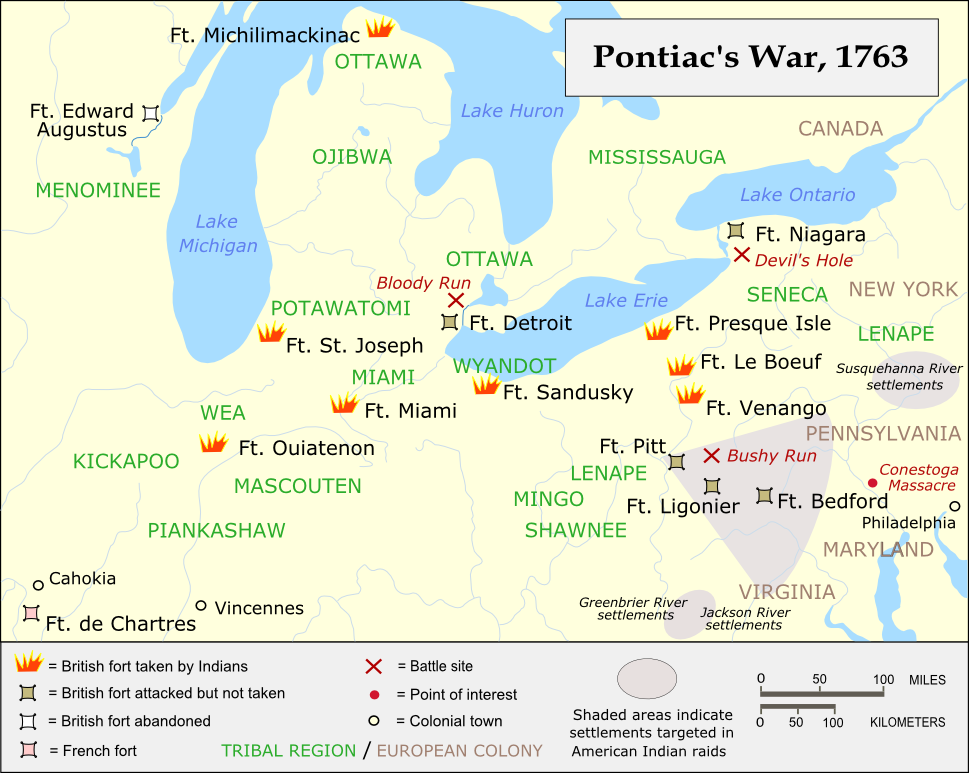
Kriegsschauplätze im Pontiac’s War 1763

Das Ende des Siebenjährigen Krieges 1763 beendete, abgesehen von der Episode des Louisiana Purchase 1803, die französische Kolonialherrschaft in Nordamerika. Eine unmittelbare Folge war der unter dem Namen Pontiac’s War bekanntgewordene Indianeraufstand im Gebiet südlich der Großen Seen. Pontiac, ein Ottawa-Anführer hatte im Krieg auf Seiten der Franzosen gekämpft. Um ein weiteres Vordringen britischer Siedler zu verhindern, schloss er ein Bündnis mit Huronen, Delaware, Shawnee, Potawatomi sowie anderen Stämmen und begann einen großangelegten Angriff auf britische Forts und Niederlassungen südlich der Großen Seen. Pontiacs Verbänden gelang es, fünf Forts zu erobern. Ergebnislos blieb lediglich die Belagerung von Fort Detroit sowie Fort Pitt (heute: Pittsburgh). Die Belagerung von Fort Pitt gilt als eines der wenigen verbürgten Beispiele, wo Briten beziehungsweise Kolonisten die gezielte Verbreitung von Epidemien als Waffe der Kriegsführung ins Kalkül zogen. Jeffrey Amherst, Oberbefehlshaber der britischen Truppen, erörterte in einem Briefwechsel mit dem Fortkommandanten Henry Bouquet konkrete Vorgehensweisen, mit Pockenviren verseuchte Decken aus einem nahen Militärhospital heranzuschaffen und unter den Indianern zu verbreiten. Ob die Absicht zur Ausführung kam, ist nicht zweifelsfrei geklärt. Allerdings grassierte unter den Shawnee und Delaware der Umgebung in der Folge tatsächlich eine Pockenepidemie.
Obwohl der Pontiac-Aufstand die Briten unvorbereitet traf, gelang es ihnen in der Folge, die feindlichen Indianerverbände Stück um Stück auszuschalten oder zu befrieden. Drei Jahre nach Beginn der Rebellion gab sich auch Pontiac geschlagen. Im April 1769 wurde er von einem Mitglied des Kaskaskia-Stammes ermordet – vermutlich im Auftrag eines britischen Händlers. Die Niederlage der Ottawa und ihrer Verbündeten markierte allerdings nicht das Ende, sondern den Beginn einer weiteren Konfliktserie mit den nordöstlichen Indianern. Der Schauplatz verlagerte sich zunehmend ins Gebiet des Ohio – die Jagdgründe der Shawnee und Miamis. Die Haltung der britischen Kolonialverwaltung war in Bezug auf die weitere Westausdehnung von Widersprüchen geprägt. Einerseits hatte sie das Gebiet westlich der Appalachen bereits 1756 als Indianergebiet definiert. 1763 betonte sie diese Festlegung durch eine königliche Proklamation, welche den unerlaubten Aufenthalt in Gebieten westlich der Appalachen verbot. Auch in weiteren Landfragen blieben die Funktionsträger der Krone hart: So entzog die Kolonialverwaltung den Grundstücksgesellschaften Virginias 4 Millionen Hektar bereits beantragter Bodenzuteilungen. Darüber hinaus erkannte sie Kentucky als Besitz der Cherokee an. Trotz dieser Absichtserklärungen kam es immer öfter zu Aktionen von Milizen und Siedlern, die diese Absichten konterkarierten. Kurz vor Beginn des Unabhängigkeitskriegs etwa griff ein Milizverband mit 2000 Angehörigen der Virginia-Miliz die Shawnees im Ohio-Tal an und vertrieb die Indianer über den Fluss.

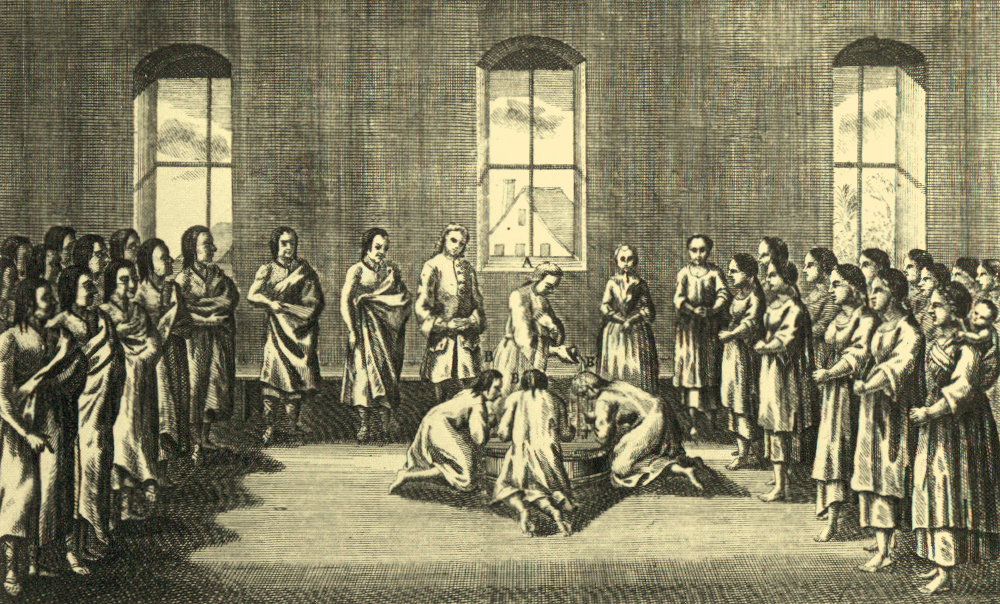
Ein Mährischer Bruder tauft drei Delaware-Indianer

Insgesamt werten Historiker die Proklamation von 1763 als zusätzlichen Konfliktpunkt im Vorfeld des Amerikanischen Unabhängigkeitskriegs. Die polarisierte Situation griff auch auf rückläufige Gebiete der Frontier über. Ein bekanntes Beispiel für die von Willkür und Übergriffen geprägte Atmosphäre war das Auftreten der Paxton Boys – einer Vigilantentruppe, die 1763 die christianisierten Susquehannock in der Gegend von Lancaster im östlichen Pennsylvania terrorisierte und 20 von ihnen umbrachte. Örtliche Behörden hatten zunächst vergeblich versucht, die Indianer zu schützen. Nach Gesprächen mit Anführern der Paxton Boys gab der Gouverneur der Kolonie schließlich nach; die Morde blieben ungesühnt.
Die Unabhängigkeitserklärung der Kolonien sowie der daran anschließende Unabhängigkeitskrieg führte in den Grenzgebieten zu der bereits in den Franzosen und Indianerkriegen bekannten Konstellation. Die überwiegende Mehrzahl der Stämme unterstützte direkt oder indirekt die Briten. Am 8. März 1782 verübte die Miliz des Staats Pennsylvania mit dem sogenannten Gnadenhütten-Massaker ein noch größeres Blutbad an Unbewaffneten als die Paxton Boys zwanzig Jahre zuvor. Opfer wurden rund 100 Delaware, die zum Christentum übergetreten waren und die unter dem Schutz der Mährischen Brüder standen. Der Vorfall empörte auch viele weiße Amerikaner. Allerdings kam es auch diesmal gegen keinen der Schuldigen zur Anklage.
In den südlichen Kolonien war der Drang nach Westen zunächst weniger stark ausgeprägt wie in den mittleren und nördlichen. Zwar hatte es bereits im Zug von Bacon’s Rebellion Bestrebungen gegeben, aggressiver gegen die Stämme im westlichen Hinterland Virginias vorzugehen. Bis in die zweite Hälfte des 18. Jahrhunderts hinein blieben die Appalachen allerdings eine feste Grenze. Mit dem Beginn der Kolonisierung in den subtropischen Gebieten des heutigen South Carolina und Georgia änderte sich dieser Status quo. Zwischen 1715 und 1717 fand der Yamasee-Krieg statt – ein Konflikt zwischen Siedlern aus South Carolina und Angehörigen unterschiedlicher Stämme – darunter die Yamasee, Creek, Cherokee, Chickasaw, Apalachee und Shawnee. Im Verlauf dieser Auseinandersetzung fanden hunderte Siedler sowie eine unbestimmte Anzahl an Indianern den Tod. Obwohl die Auseinandersetzungen im engeren Sinn durch Verträge mit den Creek und Cherokee beigelegt wurden, entwickelte sich auch in den südlichen Grenzstaaten eine unsichere, von Misstrauen, Wachsamkeit und Begehrlichkeiten gekennzeichnete Indianergrenze.

## Indianerpolitik vom Unabhängigkeitskrieg bis zum Bürgerkrieg
In den Jahrzehnten vom Ende des Unabhängigkeitskriegs bis zum Beginn des Amerikanischen Bürgerkriegs verschob sich die US-amerikanische Siedlungsgrenze bis über den Mississippi hinaus. Die westlichen Gebiete wurden dabei erst in den Jahrzehnten nach 1800 Teil des Territoriums der Vereinigten Staaten. Markanteste Erweiterungen waren der Ankauf des Louisiana-Gebiets von Frankreich (Louisiana Purchase, 1803), die Einigung mit Großbritannien über die Aufteilung des Oregon-Territoriums 1846, die Aufnahme von Texas in die Union (1845) sowie die Erweiterung um die Gebiete des heutigen Südwestens im Zuge des Mexikanisch-Amerikanischen Kriegs 1846 bis 1848. Die mit der Manifest Destiny begründete Besiedlung führte nicht nur zur Zwangsumsiedlung der östlich des Mississippi lebenden Indianerstämme, sondern auch zu einem flächendeckenden Vordringen in große Teile der westlichen Gebiete sowie zur Pazifikküste.

### Indianerkriege im Alten Nordwesten (1775 bis 1814)

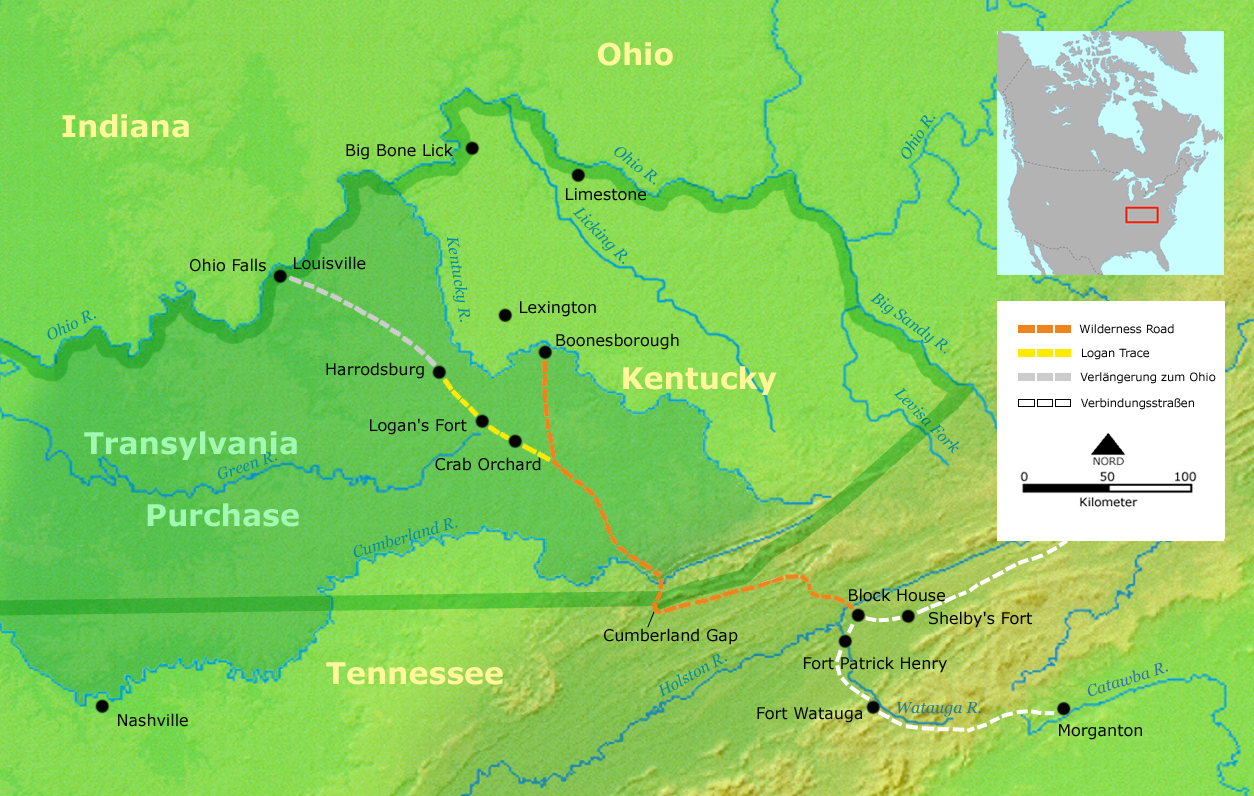
Besiedlung Kentuckys: Route der Wilderness Road

Ein Ziel, das bereits während des Unabhängigkeitskriegs verwirklicht wurde, war die Absicherung der neu entstandenen Siedlungen im Ohio-Tal, in Virginia, Kentucky und Tennessee. Über die Wilderness Road, einen 1775 ausgebauten Gebirgspfad über die Appalachen, setzte ein stetig wachsender Zuzug neuer Siedler in die Gebiete von Kentucky und Tennessee ein. Im Ohio-Tal führte General George Rogers Clark mehrere Kampagnen gegen die mit den Briten verbündeten Shawnees durch. 1783 begleitete ihn auf einem dieser Vorstöße der Waldläufer Daniel Boone. Boone war nicht nur einer der Hauptinitiatoren bei der Besiedlung Kentuckys. Mit den in den 1820er-Jahren erschienenen Lederstrumpf-Romanen des Schriftstellers James Fenimore Cooper avancierte er zu einem der ersten Legendengestalten des frühen Wilden Westens. Gegner der Amerikaner war eine heterogene Koalition aus Stämmen, die das Gebiet als ihr Stammland betrachteten (Shawnees, Miamis) oder aber im Zug vergangener Indianerkriege nach Westen ausgewichen waren (Huronen, Delaware). Der Krieg gegen die Shawnees gestaltete sich ebenso blutig wie langwierig. Zwischen 1774 und 1794 führten die US-Amerikaner acht militärische Einfälle ins Shawnee-Gebiet durch. Im Jahrzehnt nach 1779 war der Stamm viermal dazu gezwungen, sein Hauptdorf aufzugeben und woanders neu zu gründen. In der Schlacht von Fallen Timbers wurden die Shawnees und die verbündeten Stämme endgültig besiegt. 1786 sahen sie sich gezwungen, vor der Übermacht der mittlerweile rund 80.000 Siedler zu kapitulieren und traten im Vertrag von Greenville große Teile ihres Gebiets an die USA ab.

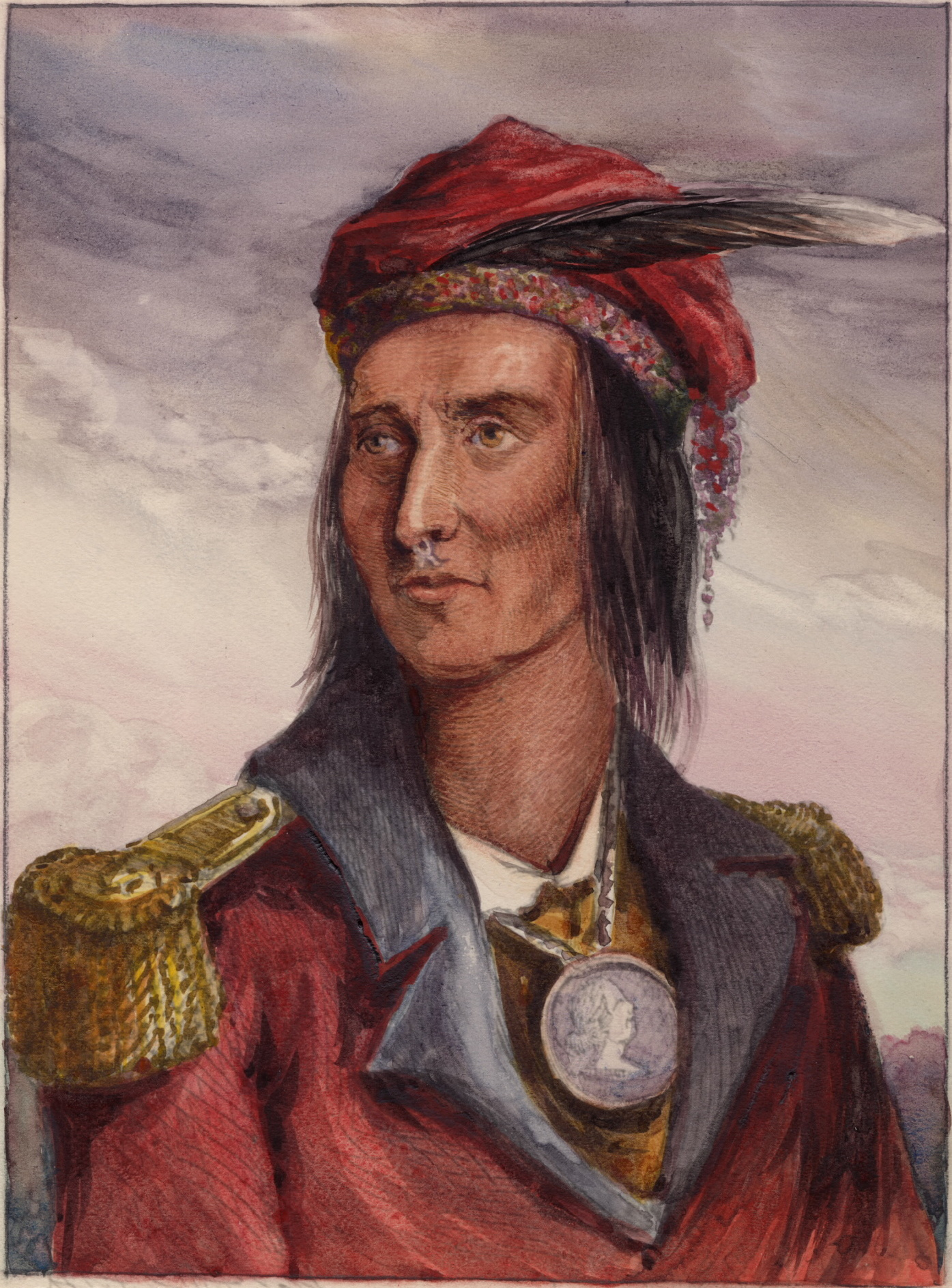
Shawnee-Häuptling Tecumseh

Nach der militärischen Befriedung der Stämme im Ohio-Tal rückten die noch weitgehend unerschlossenen Gebiete von Indiana sowie Illinois in den Blickpunkt der Siedler. William Harrison, Gouverneur des Indiana-Territoriums, verhielt sich gegenüber den in der Region ansässigen Shawnee, Miami, Potawatomi und Delaware zunächst hinhaltend-freundlich. Als der Shawnee-Anführer Tecumseh zusammen mit seinem als Propheten auftretenden Bruder Tenskwatawa damit begann, für eine alle Stämme des mittleren Westens umfassende Indianerföderation zu werben, suchte Harrison nach einem günstigen Zeitpunkt zum Konflikt. In der Schlacht bei Tippecanoe 1811 gelang es ihm, die Indianerföderation empfindlich zu schlagen. Tecumseh, der sich während der Schlacht auf einer Reise zu den südlichen Stämmen befand, sah sich nach diesem Rückschlag gezwungen, seine Idee einer großen Föderation aller nordamerikanischen Indianer weitgehend ad acta zu legen. Im Britisch-Amerikanischen Krieg von 1812 kämpfte er mit den Resten seiner Allianz auf Seiten der Briten und fiel 1813 in einer der kleineren Schlachten dieses Kriegs am Thames River in der kanadischen Provinz Ontario.
Auch an anderen Abschnitten der Indianergrenze erschöpfte sich der Widerstand der östlichen Stämme. Als Gouverneur des neuen US-Staates Virginia hatte Thomas Jefferson bereits 1780/81 mehrere Angriffe gegen die Cherokee veranlasst. Elf Dörfer wurden in deren Verlauf zerstört. 1785 unterzeichneten die Cherokee einen Friedensvertrag mit dem neuen Staat. Die Delegation North Carolinas zum Kontinentalkongress hatte die Auslöschung der Cherokee-Indianer zur Pflicht erklärt und empfohlen, „(…) von ihnen gerade noch so viele übrig zu lassen, dass sie als Beweis dienen könnten, dass es das Volk der Cherokee einmal gegeben habe.“ Während des Unabhängigkeitskriegs zerstörte General Griffith Rutherford aus South Carolina mehr als 30 Cherokee-Ansiedlungen. Ergebnis der anhaltenden Feindseligkeiten war, dass die Cherokee 1785 einen Friedensvertrag mit dem neuen Staat unterzeichneten. Jeffersons Verhältnis zu den Indianerstämmen an der Grenze war insgesamt zwar widersprüchlich. Nichtsdestoweniger versprach er als US-Präsident 1801, die Cherokee aus Georgia zu vertreiben.

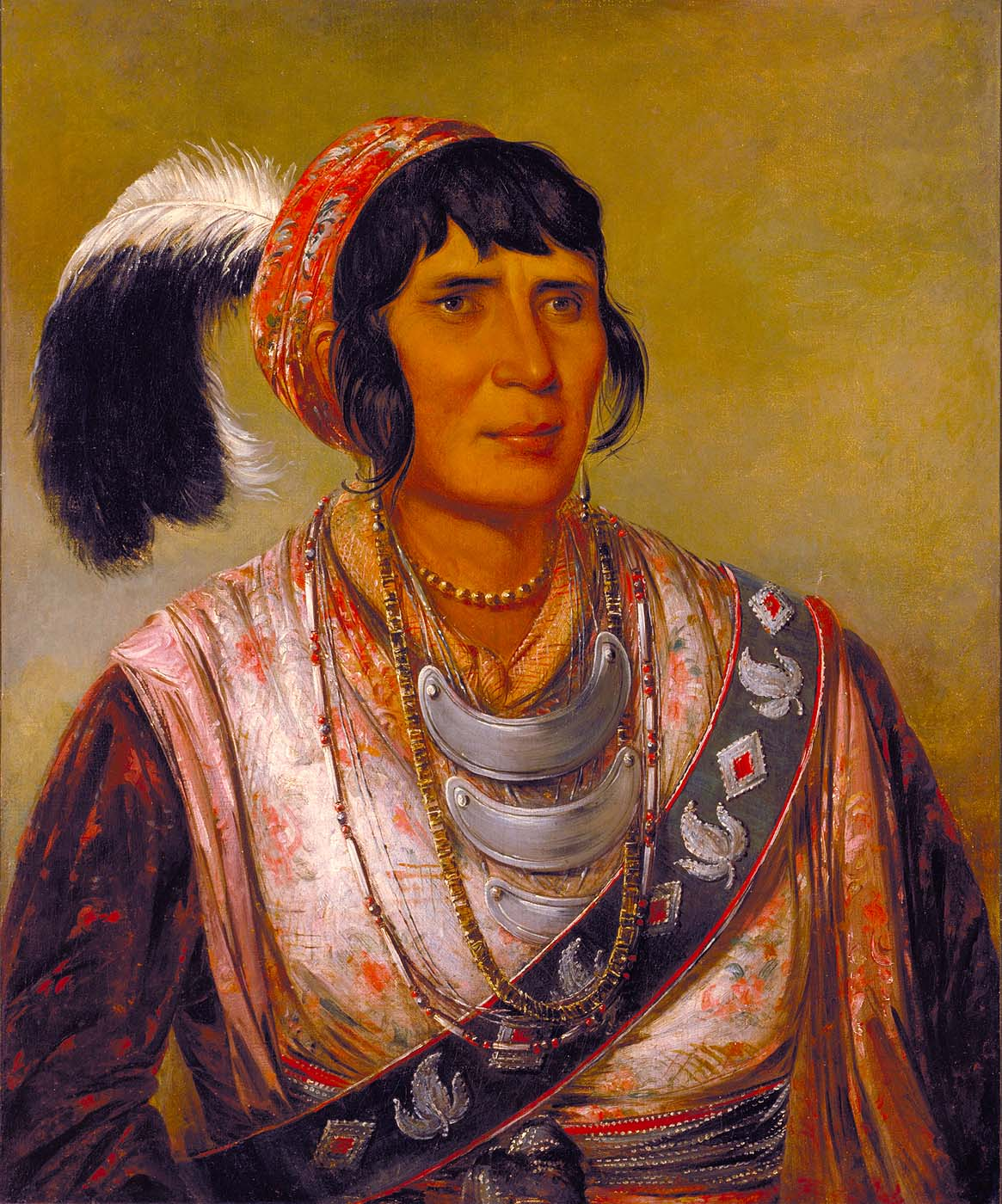
Seminole-Anführer Osceola

Andrew Jackson, ab 1829 US-Präsident, begründete seinen Ruf unter anderem auf seine Teilnahme an den Indianerkriegen gegen die südlichen Stämme. Als Befehlshaber der Tennessee-Miliz fügte er den Creek in der Schlacht am Horseshoe Bend 1814 eine entscheidende Niederlage zu. Im Vertrag von Fort Jackson mussten die Creek große Teile ihrer Gebiete in Georgia und Alabama an Washington abtreten. Bereits vor Beginn der Präsidentschaft Jacksons, die in Sachen Indianerpolitik allgemein als Zäsur gilt, nahmen die Zwangsverkäufe von Indianerland stetig zu. Eine Folge dieser Verdrängungspolitik war, dass einzelne Cherokee-Gruppen bereits 1794 westwärts zogen und sich in Texas niederließen. Einen weiteren Indianerkrieg führte Jackson 1814 bis 1818 gegen die Seminole in Florida. Anders als die restlichen vier Zivilisierten Stämme (Cherokee, Creek sowie die weiter westlich in den heutigen Bundesstaaten Alabama und Mississippi lebenden Chickasaw und Choctaw) setzten die Seminole unter ihrem Anführer Osceola ihren Widerstand in den Sümpfen Floridas bis in die 1850er-Jahre fort.
In die Zeit von Jeffersons Präsidentschaft (1801 bis 1809) fielen einige entscheidende Marksteine für die Westausdehnung des US-Territoriums. Ein wichtiger Schritt war der Ankauf des Louisiana-Territoriums von Frankreich 1803. Bis in die ersten Jahrzehnte des 19. Jahrhunderts hinein galten die Präriegebiete westlich von Mississippi und Missouri sowie die dahinter gelegenen Rocky Mountains als die Great American Desert. Eine planmäßige Erkundung dieses weitgehend unerforschten Gebiets nahm die Expedition von Lewis und Clark vor. Zwischen 1804 und 1806 gelangte sie über den Missouri-Verlauf bis ins Quellgebiet des Yellowstone River und erreichte über die Pässe der Rocky Mountains schließlich die Pazifik-Küste. Während ihrer Reise kam sie nicht nur in Kontakt mit bis dahin unbekannten Indianerstämmen wie zum Beispiel den Mandan, sondern entdeckte auch passierbare Routen über die Rocky Mountains. In den Folgejahrzehnten beteiligten sich auch US-amerikanische Gesellschaften zunehmend am Pelzhandel mit den Indianern – unter anderem die von John Jacob Astor gegründete American Fur Company sowie die Rocky Mountain Fur Company von William Henry Ashley und Andrew Henry. Letztere hatte ihren Sitz in St. Louis – einer expandierenden Handelsniederlassung, die 1764 von den Franzosen gegründet worden war. Der Pelzhandel sowie weitere Erkundungen von Waldläufern – etwa die Erkundung des Colorado-Gebiets durch Zebulon Pike 1806 oder das des Großen Salzsees im Norden Utahs durch Jim Bridger 1824 – waren wichtige Meilensteine hin zur Erschließung der westlichen Gebiete.

### Indianerkriege vor und während der Ära Jackson (1814 bis 1837)

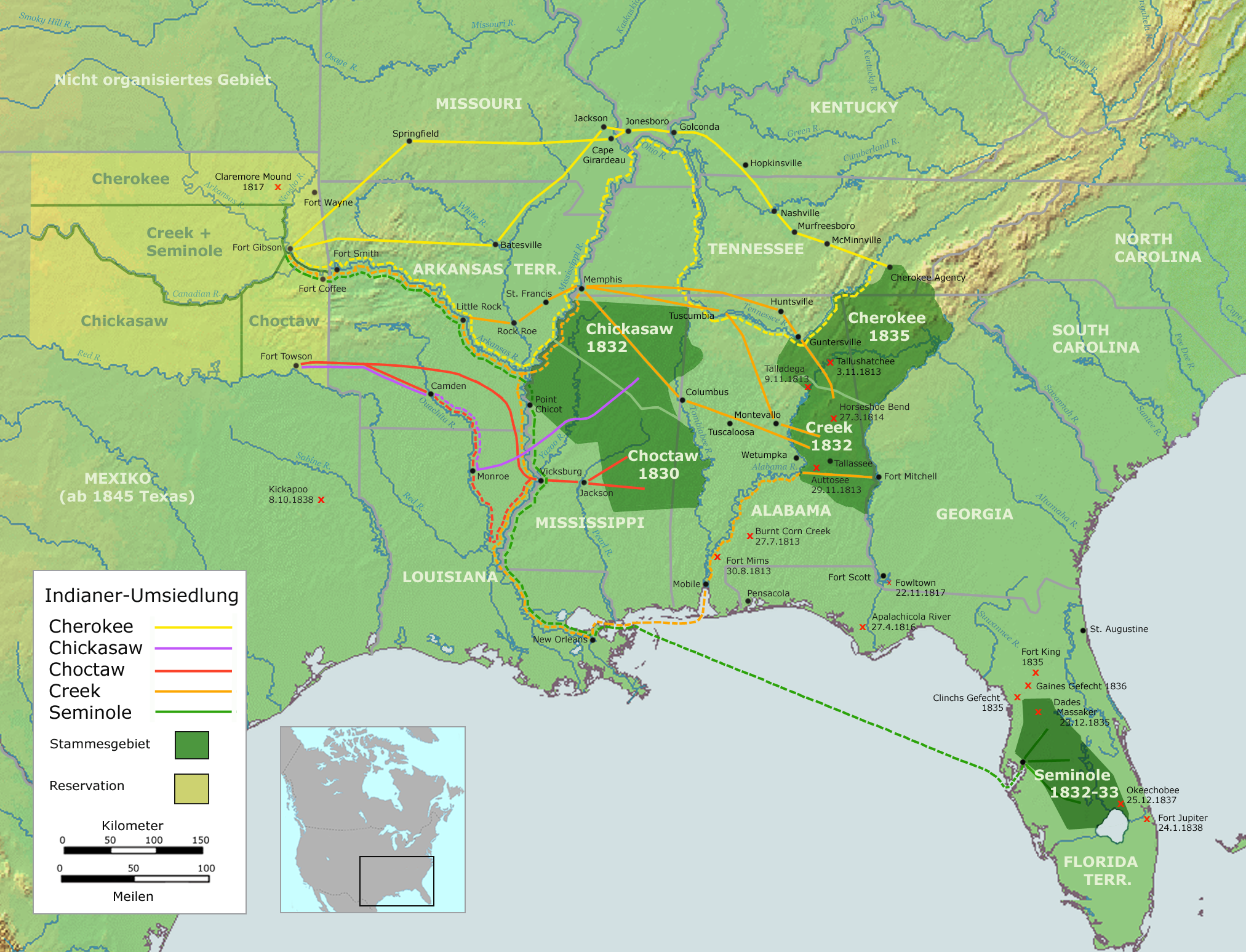
Umsiedlung der Cherokee, Creek, Choctaw, Chickasaw und Seminolen 1830–38

Die Präsidentschaft von Andrew Jackson (1829 bis 1837) gilt nicht nur allgemein als wichtige Zäsur in der frühen Geschichte der USA. Auch in Bezug auf die Indianer sowie die Westausdehnung der USA war Jackson ein aggressiver Propagandist der Siedlerinteressen. Mit der Gründung des Bureau of Indian Affairs 1824, welches bis 1849 dem Kriegsministerium unterstand, hatten die USA bereits zuvor eine zentrale Behörde für Indianerangelegenheiten geschaffen. Ursprünglich mit der Absicht gegründet, Indianer vor Zivilisten zu schützen, entwickelte sich das Bureau in den Folgejahrzehnten zu einer ebenso widersprüchlichen wie umstrittenen sowie in Korruptionsaffären involvierten Institution. Ein zentraler Punkt der Agenda Jacksons war die Umsiedlung der östlich des Mississippi lebenden Indianer in das Gebiet westlich davon. 1830 richtete er eine Botschaft an den Kongress, alle Indianer östlich des Mississippi umzusiedeln. Noch im gleichen Jahr verabschiedeten Senat und Repräsentantenhaus den Indian Removal Act – ein Umsiedlungs-Gesetz, welches die Regierung autorisierte, konkrete Schritte einzuleiten, um die östlichen Indianer zur Abtretung ihrer Ländereien sowie zum Wegzug zu bewegen.
Hauptbetroffene dieses Umsiedlungsgesetzes waren die fünf zivilisierten Stämme im Süden – die Cherokee, Creek, Chickasaw, Choctaw und Seminole. Im Verlauf ihres Kontakts mit Briten und US-Amerikanern hatten diese Stämme zahlreiche Kulturformen und Institutionen ihrer weißen Nachbarn übernommen. Die rund 17.000 im Südosten verbliebenen Cherokee unterhielten – ebenso wie die rund 30.000 Choctaw und Chickasaw in Alabama und Mississippi – eigene Schulen. 1817 hatten die Cherokee eine eigene Legislative eingerichtet, welche Stammesmitgliedern den weiteren Verkauf von Indianerland verbot. Zu eigen machte sich die Stammesangelegenheiten auch die 1828 gegründete, zweisprachige Wochenzeitung Cherokee Phoenix. Formal gesehen setzte der Indian Removal Act zwar Freiwilligkeit voraus. In der Praxis war er allerdings mit Zwang verbunden. So hoben einzelstaatliche Regierungen die Stammesgesetze einfach auf. Der Supreme Court, den die Cherokee anriefen, konstatierte in seiner Entscheidung zwar, dass der Staat Georgia die Rechte der Indianer verletzt habe. Mit dem Argument, die Cherokee bildeten eine unabhängige Nation, entschied er allerdings, dass die Cherokee nicht befugt seien, eine Klage einzureichen.

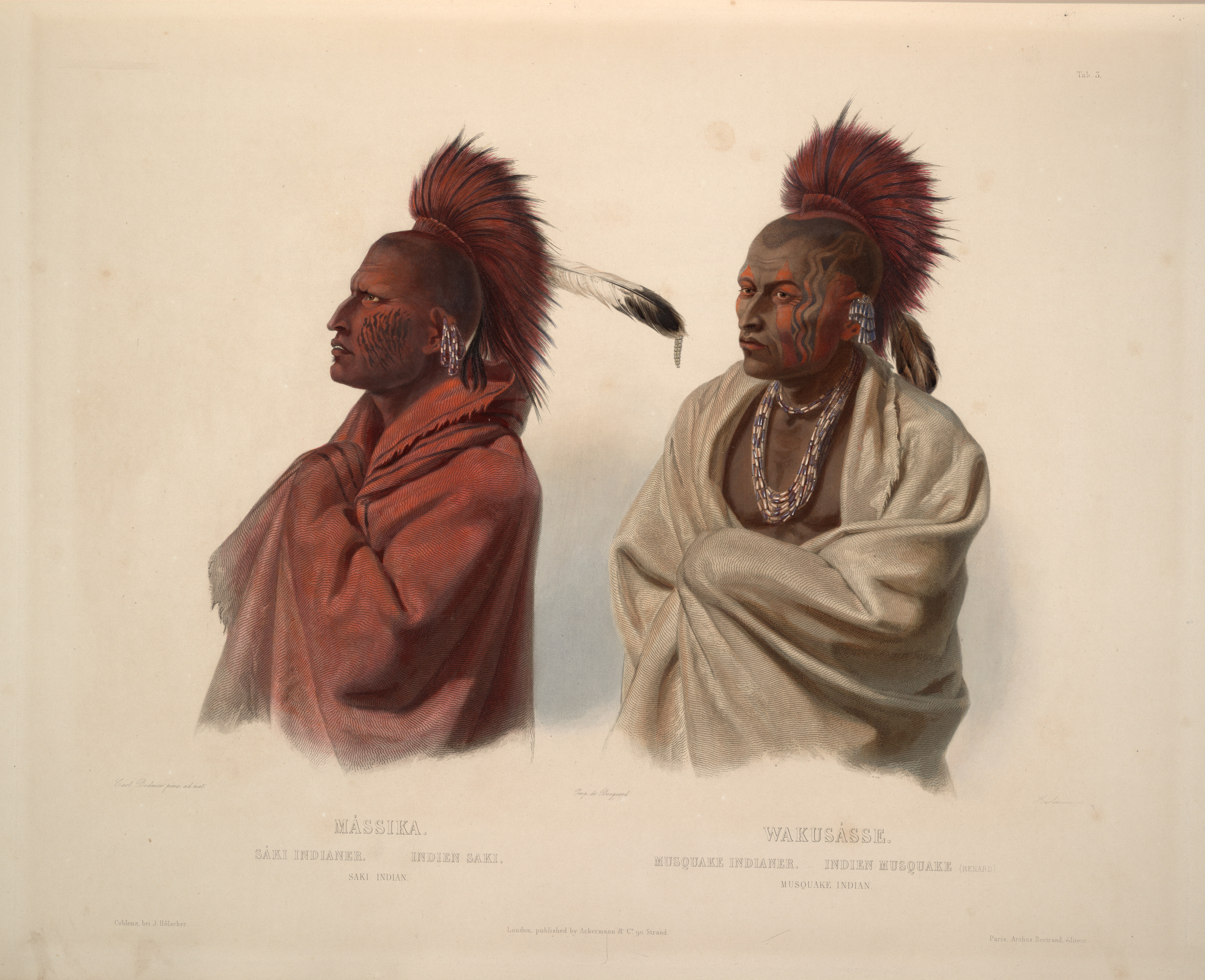
Zwei Krieger der Sauk und Meskwaki. Aquarell von Karl Bodmer (1833)

Die Deportation der rund 25.000 Chocktaw begann 1830. Eine Folge war, dass rund ein Viertel des Stammes auf dem sogenannten Pfad der Tränen ums Leben kam. Auch von den rund 23.000 Creek, die zwischen 1832 und 1838 aus Alabama vertrieben wurden, starben Tausende. Weniger verlustreich gestaltete sich die Umsiedlung der Chickasaw 1837 und 1838. Die im Osten verbliebenen rund 16.000 Cherokee sträubten sich bis zuletzt gegen den Wegzug. Im Zuge der Deportierungsaktion schlossen Milizsoldaten gewaltsam die Redaktion des Cherokee Phoenix. Insgesamt bot das Heer rund 7.000 Soldaten auf, die für die Durchführung der Zwangsumsiedlung sorgen sollten. Im Zuge der Razzien, den anschließenden Zwischeninternierungen in Lagern sowie auf dem Marsch ins Indianerterritorium kamen Tausende von Stammesangehörigen um. Insgesamt schätzt man, dass bei der unter dem Namen Trail of Tears bekannten Umsiedlungsaktion rund ein Viertel der beteiligten Indianer ums Leben kam. Als zusätzlich traumatisch erwies sich die Lebenssituation in dem neuen Reservat. Das Indianerterritorium, der Ostteil des heutigen Bundesstaats Oklahoma, war als Auffangbecken für Angehörige aller noch verbliebenen östlichen Stämme konzipiert. Während im östlichen Teil die Überlebenden der fünf zivilisierten Stämme eine neue Heimat finden sollten, siedelten westlich davon Reste der Shawnee, Potawatomi, Kickapoo sowie Sauk und Meskwaki. Ebenso lebten in diesem Terrain Angehörige der Pawnee, Osage und Ponca – Stämme, die ursprünglich im Einzugsbereich des Missouri lebten, jedoch zunehmend in Konflikte geraten waren mit den Präriestämmen der Sioux und ihrer Verbündeten.
Der letzte große Indianerkrieg östlich des Mississippi war der Black Hawk War 1831/32. Ende der 1820er-Jahre war es den US-Behörden gelungen, die Winnebago, Kickapoo und Sauk und Meskwaki im Illinois-Territorium dazu zu bewegen, sich jenseits des Mississippi im heutigen Iowa niederzulassen. Teile des Territoriums (die heutigen Bundesstaaten Indiana und Illinois) waren bereits im Jahr 1816 zu Bundesstaaten avanciert. Der Entschluss von Black Hawk, einem Häuptling der Sauk und Meskwaki, in das alte Gebiet zurückzukehren, löste unter den Siedlern Alarm aus. Der Aufstand selbst wurde mit Hilfe staatlicher Milizverbände schnell niedergeworfen. Obwohl vom Verlauf her wenig spektakulär, wurde der Black-Hawk-Krieg zum letzten Grenzkrieg im Alten Nordwesten hochstilisiert. In den Verbänden, welche den Aufstand niederschlugen, kämpften unter anderen auch zwei spätere Präsidenten – Abraham Lincoln, Präsident der Union von 1861 bis 1865 und der spätere Präsident der Konföderierten, Jefferson Davis. Der erste Black-Hawk-Purchase 1832 bestätigte die geschaffenen Fakten. Zwei Anschlussverträge – 1837 und 1843 – hatten das Resultat, dass die Sauk und Meskwaki auch ihr Gebiet in Iowa verlassen und weiter westwärts ziehen mussten.
Die Westausdehnung erlangte in der Ära Jackson ebenfalls eine neue Dynamik. Das geflügelte Wort von der Manifest Destiny kam zwar erst in den 1840er-Jahren auf. Formuliert von dem Journalist John L. O’Sullivan, wurde es zu einer feststehenden Redewendung für die Überzeugung, dass es den USA und ihren Bewohnern vorherbestimmt war, den Kontinent bis hin zur pazifischen Küste zu besiedeln.

### Indianerkriege in Texas (1821 bis 1845)

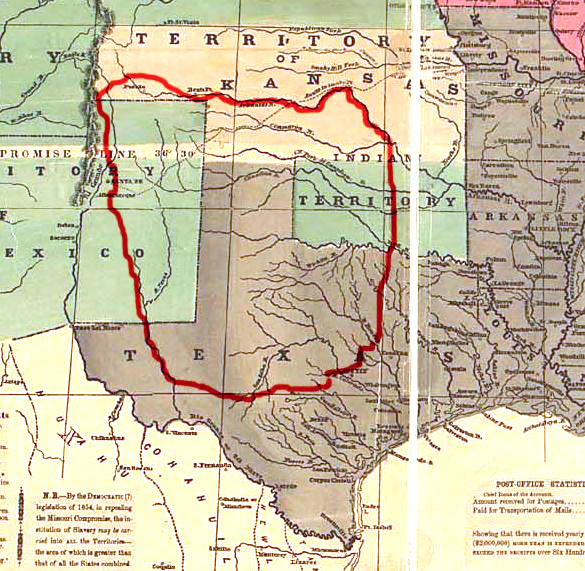
Texas um 1850. Rot markiert: das Gebiet der Comancheria

Südwestlich des US-Territoriums entwickelte sich ab den 1820er-Jahren ein weiterer Konfliktherd in Form der Texanischen Indianerkriege. Die ersten US-Siedler ließen sich 1821 in Texas nieder. Die Spanier standen der Niederlassung angelsächsischer Siedler in Texas zunächst ablehnend gegenüber und versuchten sie zu limitieren. Nach dem Mexikanischen Unabhängigkeitskrieg fielen diese Beschränkungen weg. Um ihre Nordprovinzen zu besiedeln, warb der neue Staat Mexiko Neusiedler sogar an. Die Kolonie unter Stephen F. Austin umfasste zu Beginn rund 3.500 Personen. Dem gegenüber lebten auf dem texanischen Territorium rund 20.000 Indianer.
Die ersten Konflikte ergaben sich mit Tonkawa sowie den Karankawa – einem kleinen, nur wenige hundert Personen umfassenden Stamm, der im Savannen-Hinterland der Golfküste am San Antonio- und Colorado River lebte. Austin beschrieb die Karankawa widersprüchlich. Einerseits lobte er sie als friedlich, anderseits bezeichnete er sie als „Feinde des Menschen“ und äußerte die Vermutung, dass sie dem Kannibalismus frönten, was allerdings in das Reich der Legenden gehört. Mit der Ansiedlung von immer weiteren Kolonisten verschärften sich auch die Konflikte mit den Stämmen im Küsten-Hinterland. Die gegenseitigen Scharmützel schaukelten sich immer weiter hoch. Nach mehreren Strafexpeditionen gegen Angehörige des Stammes baten die Karankawa 1827 um Frieden. Die Verfolgung hielt jedoch weiterhin an. 1836 lebten schätzungsweise noch 250 bis 300 Mitglieder des Stammes. Die meisten emigrierten nach Mexiko. Nachdem die Mexikaner 1850 rund 50 Überlebende über die Grenze zurücktrieben, töteten texanische Siedler den Rest. Der Stamm gilt seither als ausgestorben.

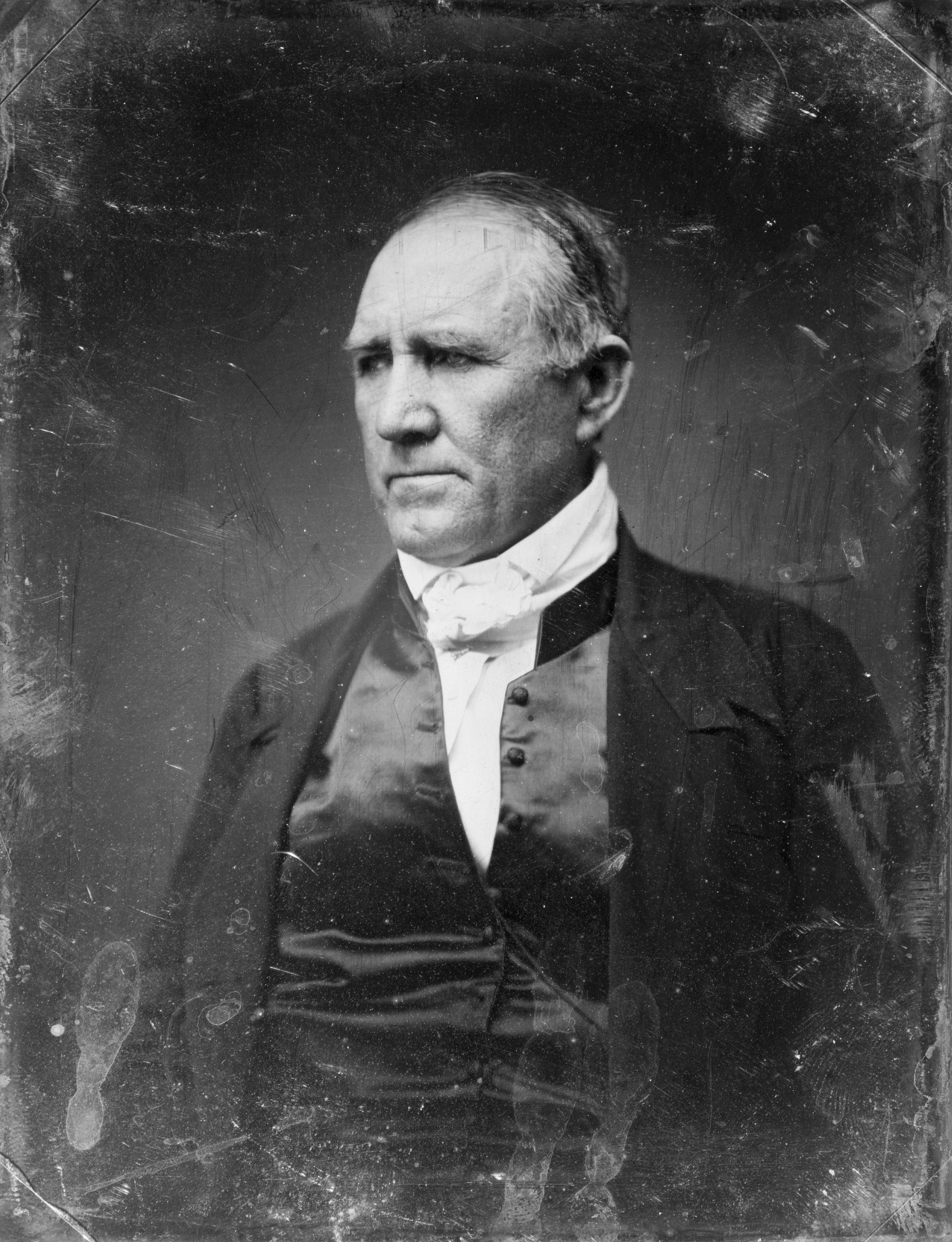
Erster Präsident der Republik Texas: Sam Houston (1856)

Widersprüchlich gestaltete sich die Politik der texanischen Siedler gegenüber Gruppen der aus dem Osten vertriebenen Stämme. Davy Crockett, ein 1836 bei der Verteidigung der Festung Alamo gefallener Kriegsheld aus dem Texanischen Unabhängigkeitskrieg und Politiker aus Tennessee, hatte sich bereits gegenüber der Vertreibung der Cherokee in seinem Heimatstaat kritisch ausgesprochen. Auch Sam Houston, erster Präsident der Republik Texas, befürwortete eine auf Ausgleich ausgerichtete Politik gegenüber Angehörigen der vertriebenen Stämme. Houstons Nachfolger Mirabeau B. Lamar ignorierte allerdings die geschlossenen Verträge mit den Cherokee. 1839 setzte er eine Militärkampagne in Gang mit dem Ziel, die Cherokee, Shawnee und Delaware aus Texas zu vertreiben. Der Cherokee-Häuptling Duwali wurde bei einem Überfall erschossen, die restlichen Stammesangehörigen nach Arkansas vertrieben. Eine Beendigung der Vertreibungspolitik brachte erst die zweite Präsidentschaft von Sam Houston. 1843 und 1844 schloss Houston eine Reihe von Freundschaftsverträgen mit den in Nordosttexas verbliebenen Cherokee, Chickasaw, Caddo, Biloxi und Shawnee sowie den Lipan-Apachen und Comanche.
Eine expansionistische Politik betrieb Lamar auch gegenüber den Comanche. Die Comanche, der beherrschende Reiterstamm in den südlichen Plains, hatten im Verlauf seiner Geschichte die Spanier ebenso zurückgedrängt wie die Apachen. Mit der sogenannten Comancheria dominierte er ein weitläufiges Gebiet, das sich vom Arkansas River im Norden bis in die Ebenen von Mittel- und Südtexas ausdehnte. Die Feldzüge der Texaner unter Lamar – auch unter Zuhilfenahme von Einheiten der neu aufgestellten Texas Rangers – endeten militärisch gesehen zwar siegreich. Eine Beilegung gelang jedoch nicht. Als bei Verhandlungen im Januar 1840 rund 40 Häuptlinge in San Antonio erschienen, um über die Freilassung weißer Gefangener zu verhandeln, eskalierte die Lage, als man sich nicht handelseinig wurde. Die Texaner versuchten, die Häuptlinge festzunehmen. Im Gefolge der Festnahme ergab sich eine Auseinandersetzung, bei der 30 Comanche ums Leben kamen. Der Kampf am Council House war von der Größenordnung her zwar ein kleines, eher unbedeutendes Gefecht. Einige Historiker sehen in ihm allerdings eine wichtige Ursache für die jahrzehntelang andauernden Indianerkriege auf den südlichen Plains.

### Indianerkriege in Kalifornien bis 1860

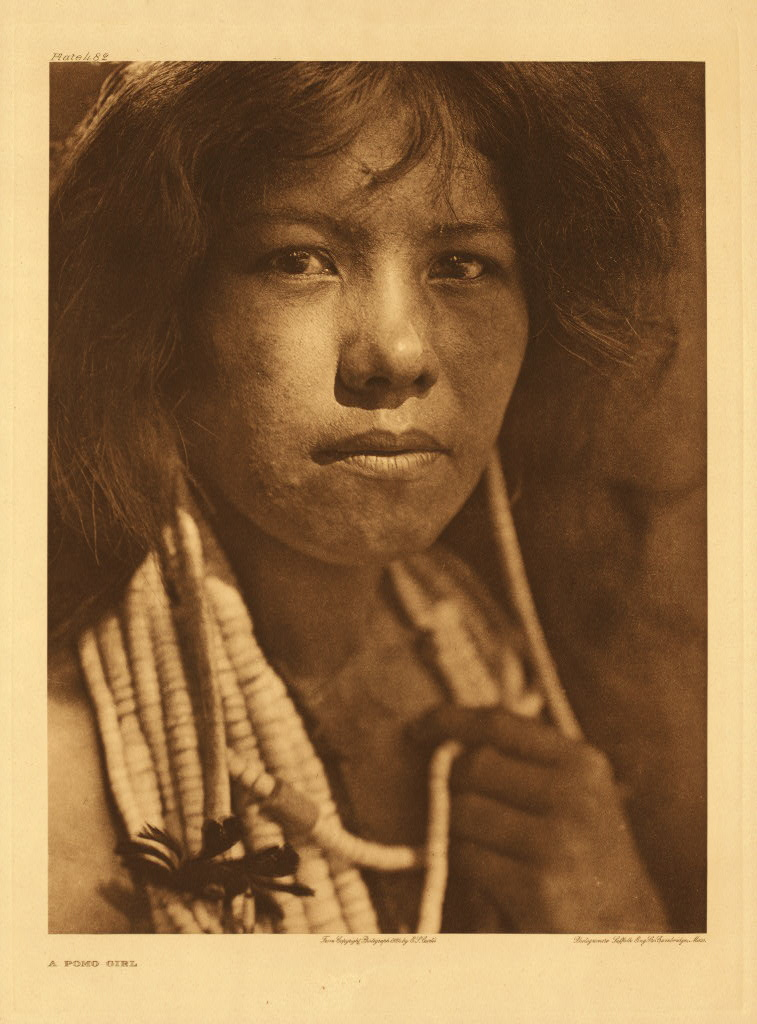
Mädchen der Pomo (Fotografie von Edward Curtis, 1924)

In den zwei Jahrzehnten vor Ausbruch des Sezessionskrieges verstärkte sich der Expansionsdrang in Richtung Westen quantitativ wie qualitativ. Die Einwohnerzahl der Vereinigten Staaten hatte sich bereits bis 1800 auf 5 Millionen erhöht. Lebten 1785 noch weniger als 6 Prozent der US-Amerikaner westlich der Appalachen, waren es 1840 bereits 34 Prozent. Zwischen 1845 und 1848 dehnten die USA ihr Staatsterritorium bis zur Pazifikküste aus. Aufgrund einer Teilungsvereinbarung mit Großbritannien gewannen die USA 1846 das Oregon-Territorium. Im Mexikanisch-Amerikanischen Krieg von 1846 bis 1848 sicherten sie sich die Kontrolle über das weiträumige Gebiet im Südwesten. Neben den neuen Territorien New Mexico, Arizona, Teilen von Utah und Colorado sowie Kalifornien, das der Union bereits 1850 als Staat beitrat, gehörte zum Gebiet der USA nunmehr auch das Territorium der ehemaligen Republik Texas. Letztere war der Union bereits vor dem Krieg im Jahr 1845 beigetreten. Abgesehen von einem schmalen Streifen im Südwesten, der 1853 durch den Gadsden-Kauf erworben wurde, sowie exterritorialen Gebieten wie Alaska hatten die USA nunmehr ihren heutigen Umfang erreicht.

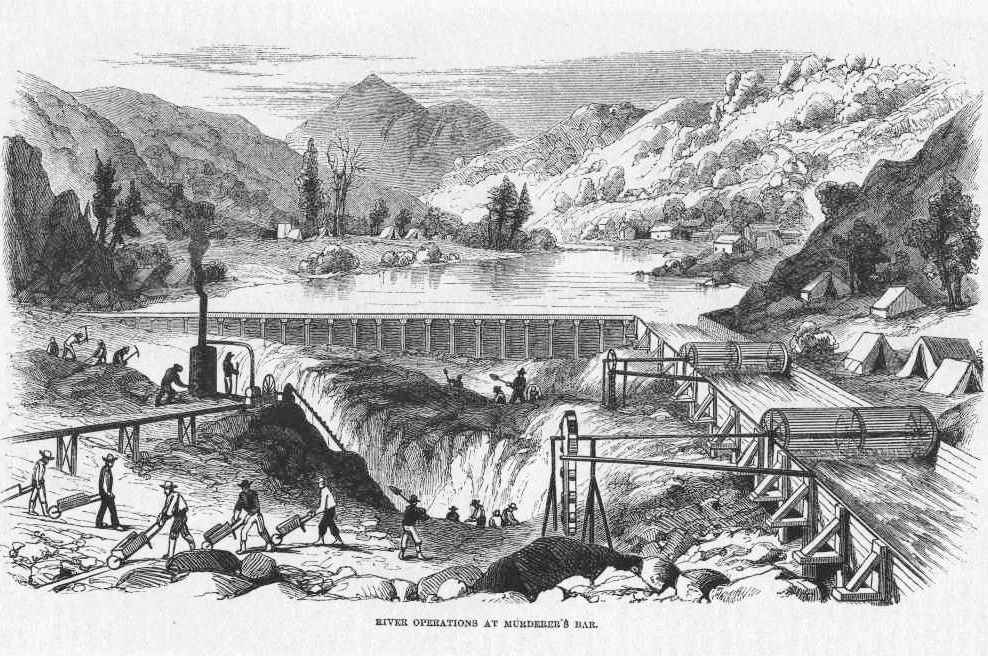
Goldwaschanlage in Kalifornien (1850er)

Als eine – aus der Sicht der USA – glückliche Fügung erwies sich insbesondere der Erwerb von Kalifornien. Bereits im 18. Jahrhundert hatten die Spanier Siedlungen an der gesamten Pazifikküste angelegt. 1848, weniger als zwei Jahre nach der Besetzung des Gebiets durch US-Truppen, wurde im Tal des Sacramento River Gold gefunden. Der Kalifornische Goldrausch löste einen bisher unbekannten Zustrom neuer Ansiedler aus. Die Einwohnerzahl von San Francisco wuchs binnen eines Jahres von 1.000 auf 25.000 Einwohner. Allein die Anzahl der Goldsucher steigerte sich von 1851 bis 1860 von 92.000 auf 380.000. Die Gesamtbevölkerung des neuen Bundesstaats erhöhte sich von 92.000 im Jahr 1850 auf über eine halbe Million zwanzig Jahre später. Parallel reduzierte sich die Anzahl der in Kalifornien lebenden Indianer. Betrug sie zu Beginn der spanischen Mission rund 300.000 und am Ende des Krieges mit Mexiko rund 150.000, verringerte sie sich in den folgenden zwei Jahrzehnten um 80 Prozent.
Nach dem Anschluss des kalifornischen Gebiets an die USA war die indianische Bevölkerung nicht nur mit einer neuen, sich aus der Manifest Destiny speisenden Form des Rassismus konfrontiert. So bezeichnete die in San Francisco erscheinende Zeitung Alta California das Verschwinden der Indianer als eine zwangsläufige Konsequenz der Erschließung des Staats. Teilweise knüpften Behörden und Einwohner des neuen Bundesstaats an Unterdrückungspraktiken der Spanier an – beispielsweise das Entführen und Verkaufen von Kindern. Die Zeitung Alta California charakterisierte diese Praxis in einem Bericht 1854 als weit verbreitet: „Fast alle Kinder, die zu einem der Indianerstämme im nördlichen Teil des Staates gehören, wurden entführt.“ Auch das von den Spaniern praktizierte System der Zwangsarbeit wurde durch einen Beschluss des Staatsparlaments 1850 explizit legalisiert.
Das Vorgehen kalifornischer Goldsucher, Siedler und Milizeinheiten gegen die im Staatsgebiet lebenden Indianer nahm im Verlauf der 1850er-Jahre genozidähnliche Formen an. Bereits während des Mexikanisch-Amerikanischen Krieges hatten Verbände des US-Heeres unter John C. Frémont und Kit Carson eine Zusammenkunft der Yana in der Nähe des Sacramento River überfallen und dabei rund 200 Indianer getötet. 1868 existierten von den vormals 2000 bis 3000 Mitgliedern dieses Stammes nur noch rund 100. Im Gebiet des Clear Lake töteten Bundestruppen bei einem Angriff 1850 135 bis 200 Mitglieder des Pomo-Stammes. Nach 1849 geriet die Bekämpfung der kalifornischen Indianer mehr und mehr in die Hand lokaler Milizen und Siedler. Gängiges Muster dabei war das Organisieren von Feldzügen – oft als Reaktion auf Übergriffe oder vereinzelte Überfälle von Indianern. Ab Mitte der 1850er-Jahre intensivierte sich diese Art der Verfolgung. Die kalifornische Regierung unterstützte die Bekämpfung der Indianer durch das Aussetzen von Prämien für Indianerskalps. 1854 bis 1864 führten Siedler und Milizen einen systematischen Genozid an den in Nordkalifornien lebenden rund 12.000 Yuki durch. Das größte Massaker fand 1859 unter Führung des Kopfgeldjägers H. L. Hall statt. Zum Opfer fielen ihm rund 240 Männer, Frauen und Kinder. 1868 hatte der Stamm mit rund 100 Überlebenden faktisch aufgehört zu existieren. Als Opfer der kalifornischen Besiedlungsphase führt der Historiker Dee Brown eine Reihe weiterer Stämme auf, deren Namen weitgehend in Vergessenheit geraten sind – etwa die Chilula (sprachen den Hoopa-Chilula-Dialekt des Pazifikküsten-Athapaskisch), Chimariko (sprachen eine Variante des Nördlichen Hokans), Urebure/Buriburi (Stamm der Ramaytush/San Francisco Dialektgruppe der Ohlone), Nipewais und Alonas.

### Die Erschließung des Westens bis 1860

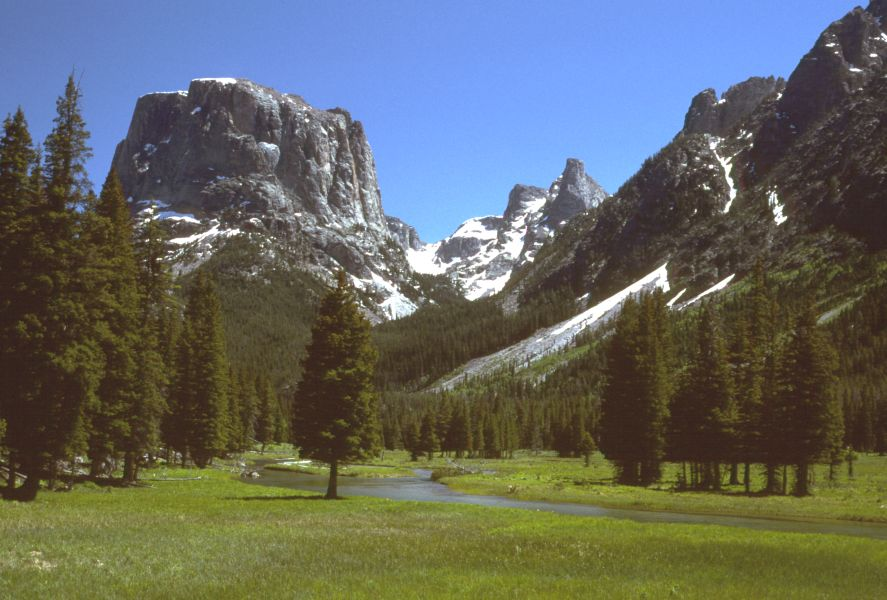
Im 19. Jahrhundert Domäne von Pelzhändlern: Green River in Wyoming

Das riesige Gebiet zwischen Mississippi und Pazifikküste war bis in die ersten Jahrzehnte des 19. Jahrhunderts eine von Weißen unbesiedelte Wildnis. Zwar waren nach der Expedition von Lewis und Clark zunehmend Pelzhändler in die Gebiete der Rocky Mountains vorgedrungen. Zu einer für Indianerkriege „kritischen“ Siedlungsdichte führte der Pelzhandel allerdings nicht. Charakteristisch für diese Art des Kontakts blieben einzelne Niederlassungen der Gesellschaften sowie Militärstützpunkte. Für den eigentlichen Pelznachschub sorgten neben den Indianern Brigaden, die in der Regel aus zwei bis drei Dutzend Waldläufern bestanden – darunter bekannte „Mountain Men“ wie Jim Bridger, Jedediah Smith und James Beckwourth.
Ähnlich wie die Franzosen praktizierten auch die Waldläufer einen vergleichsweise toleranten Umgang mit den Indianern. Dieser schloss zahlreiche Mischehen mit ein. Trotz des vergleichsweise entspannten Verhältnisses waren die Aktivitäten der Pelzhandelsgesellschaften für die Indianer nicht unproblematisch. Zum einen verstärkte die Konkurrenz zwischen den Gesellschaften oft Animositäten unter den Indianerstämmen. Zum zweiten begünstigte auch der Pelzhandel die Übertragung von Krankheiten. Ebenso weitere Erscheinungsformen, welche die Zustände in den Frontiergebieten allgemein flankierten – Übervorteilung, Raubbau an natürlichen Ressourcen sowie die Bekanntschaft der Indianer mit dem Alkohol. Infolge sich wandelnder Bekleidungsvorlieben ging die Bedeutung des Pelzhandels in den 1830er-Jahren schließlich deutlich zurück. 1840 fand am Green River die letzte große Zusammenkunft zwischen Pelzanbietern und Weiterverkäufern statt.

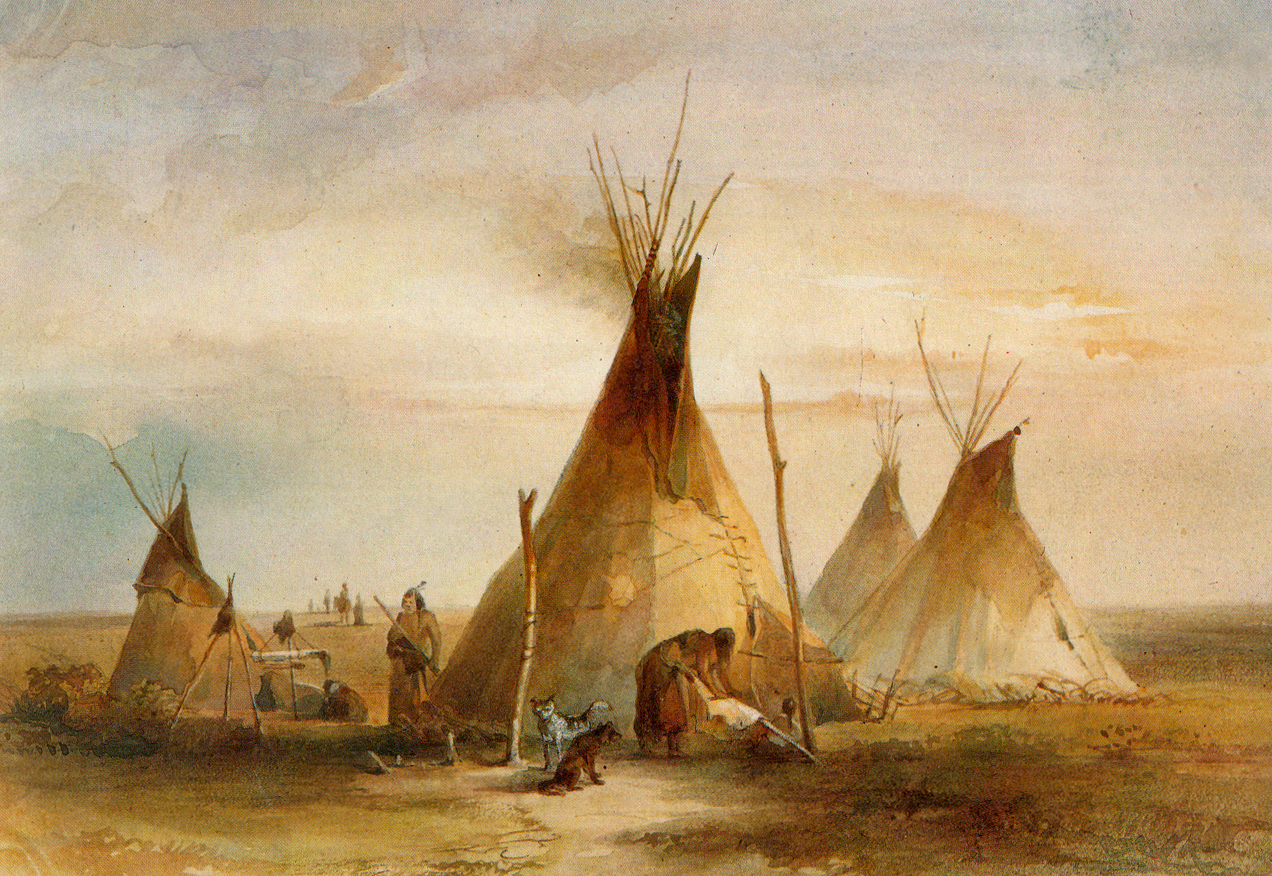
Tipi-Siedlung der Sioux. Gemälde von Karl Bodmer (1833)

In den 1820er- und 1830er-Jahren erfuhren die Präriegebiete zwischen Mississippi und Rocky Mountains ein verstärktes Interesse der US-amerikanischen und europäischen Öffentlichkeit. Forscher und Künstler wie der in Pennsylvania geborene Maler George Catlin oder der Schweizer Carl Bodmer reisten zu den Stämmen am Missouri, machten Skizzen von Alltag der Indianer und verewigten ihre Eindrücke in naturalistisch-romantischen Gemälden. Mit diesem ethnologischen Interesse einher ging oft eine Romantisierung des Lebens der Prärieindianer. In Wirklichkeit handelte es sich bei dieser Kultur um eine Lebensweise im Umbruch – resultierend aus einer Abfolge von Veränderungen, welche sich erst im 18. Jahrhundert ergeben hatten. Im Verlauf dieser Ära hatten vor allem die Stämme der Sioux, Cheyenne, Arapaho, Comanche und Kiowa das Pferd adaptiert und mit seiner Hilfe eine Lebensweise als nomadische Büffeljäger umgesetzt. Begleitet war die Etablierung dieser Existenzform von einem anhaltenden Verdrängungskampf gegen andere Stämme – sowohl im Osten im Gebiet des Missouri (Pawnee, Osage und Mandan) als auch im Westen (Shoshone, Ute, Crow und Blackfoot).
Ab den ersten Jahrzehnten des 19. Jahrhunderts bildeten Sioux, Cheyenne, Arapahoe, Comanche und Kiowa eine lose Allianz miteinander befreundeter Stämme. Mehr und mehr richtete sich diese gegen die vordringenden Siedler. Hatten in den 1820er- und 1830er-Jahren nur wenige Reisende die Great American Desert passiert, erhöhte sich das Siedleraufkommen in den 1840ern deutlich. Hauptziel war zunächst das Oregon-Territorium. Mit dem Goldrausch 1848/49 sowie dem zeitgleich stattfindenden Exodus der Mormonen nach Utah stieg die Anzahl der Trecks auf dem als Hauptpassierroute dienenden Oregon Trail, deutlich an. Hatten die Trecks in den ersten Jahren lediglich gelegentlich mit Indianerüberfällen zu tun, häuften sich diese ab Ende der 1840er-Jahre. Um die Konflikte in den Westterritorien einzudämmen, schloss die Regierung der USA mehrere Verträge mit den freilebenden Indianerstämmen ab. Einer davon war der Vertrag von Medicine Creek 1854, welcher eine Reihe Landabtretungen im Oregon-Territorium besiegelte. Das bedeutendste Abkommen jener Jahre war eine Friedensübereinkunft, die US-Vertreter 1851 mit Vertretern der Präriestämme in Fort Laramie aushandelten.
In den 1850er-Jahren fanden auch in den Rocky-Mountains-Territorien Auseinandersetzungen mit den dort lebenden Stämmen statt. Aufgrund anhaltender Verfolgung entschlossen sich die Mormonen 1846, ihre bisherigen Niederlassungen in Ohio und Missouri zu verlassen, um in der Wüste bei dem Großen Salzsee einen Mormonenstaat zu gründen. 1847 brachte der Mormonenführer Brigham Young einen Treck mit rund 700 Teilnehmern auf dem Mormon Trail ins Utah-Territorium. 1847 gründeten die Mormonen Salt Lake City. In den Jahren darauf gerieten die Ansiedlungen der Mormonen sowohl mit den Paiute und Ute der Region als auch der US-Regierung zunehmend in Konflikt. Ein herausragendes Ereignis im Vorfeld des Utah War mit der US-Regierung 1857/58 war ein inszenierter Überfall auf einen Siedler-Treck. Vermutlich, um die Aktivitäten der US-Militärs auf die Indianer zu lenken, verkleideten sich Mormonen als Indianer. Nach einer fünftägigen Belagerung massakrierten sie zusammen mit Mitgliedern des Paiute-Stammes 120 Mitglieder eines Siedlertrecks. Den Funktionsträgern der Mormonenkolonie gelang es in der Folge, die Aufklärung des Vorfalls zu verschleppen und die Bestrafung der Täter zu vereiteln.
Auch in den Gebirgsterritorien südlich der kanadischen Grenze häuften sich Konflikte mit Indianern ab Mitte der 1850er. Zwei der größten Massaker in der Region fanden allerdings erst während des Sezessionskrieges bzw. danach statt. 1863 umzingelten Einheiten des Unions-Heeres ein Lager der Shoshone am Bear River in Idaho und töteten circa 250 Indianer – darunter rund 90 Frauen und Kinder. Ein ähnlicher Überfall fand am 23. Januar 1870 am Marias River in Montana statt. Vermutlich als Reaktion auf Übergriffe, griff das US-Heer ein Lager der Blackfoot an und tötete über 170 Angehörige des Stammes, drei Viertel davon Frauen und Kinder.

## Indianerkriege 1860 bis 1890
Die Indianerkriege zwischen 1860 und 1890 haben das Bild der Auseinandersetzung mit den US-amerikanischen Ureinwohnern weitaus nachhaltiger geprägt als die Indianerkriege zuvor. Im Verlauf dieser Periode wurde die Erschließung der westlichen Territorien beendet, die letzten freilebenden Stämme in Reservaten konzentriert. Die Inbesitznahme der westlichen Gebiete sowie die Umsetzung dieser Politik führte zu erbitterten Auseinandersetzungen – vor allem mit den Präriestämmen sowie den Apachen im Südwesten. In deren Folge fanden drei Massaker statt, deren Erinnerung sich bis heute im Gedächtnis gehalten hat: das Sand-Creek-Massaker in Colorado 1864, das am Washita 1868 und das am Wounded Knee in South Dakota 1890.

### Indianerkriege während des Bürgerkriegs (1861 bis 1865)

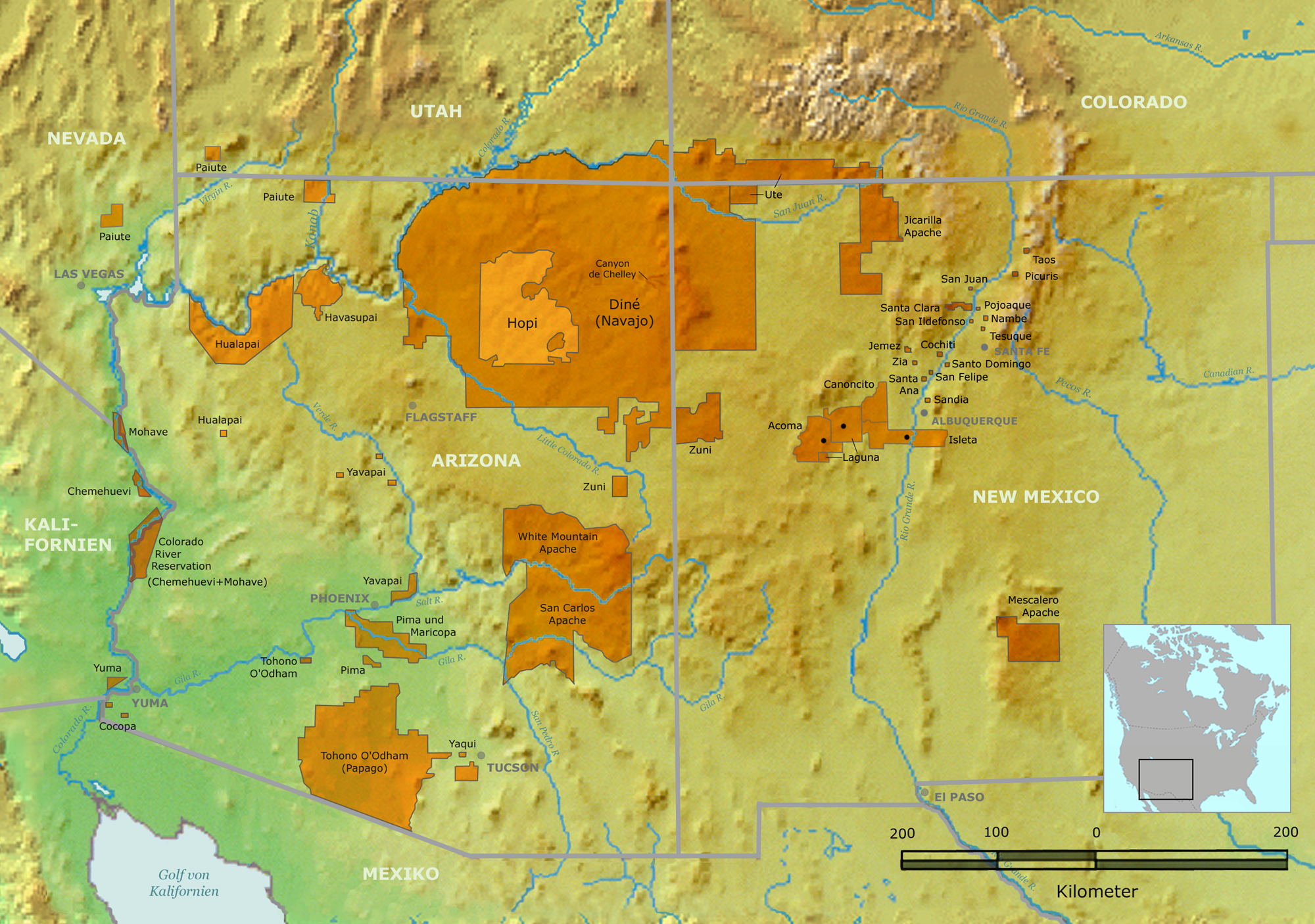
Navajo und andere Stämme im heutigen Südwesten der USA

Während des Amerikanischen Bürgerkriegs geriet die Erschließung der westlichen Territorien vorübergehend ins Stocken. Um die Armeen der Union und Konföderierten mit Soldaten aufzustocken, wurden die Besatzungen der westlichen Forts ausgedünnt oder ganz in den Osten abgezogen. Dennoch fanden zwischen 1861 und 1865 drei größere Indianerkriege statt: gegen die Navajo in Nordost-Arizona und Nordwest-New-Mexico, gegen die Santee-Sioux in Minnesota und gegen die südlichen Cheyenne in Colorado.
Die Navajo, die im nordöstlichen Arizona und nordwestlichen New Mexico lebten, hatten sich bereits in den Jahrzehnten vor Ausbruch des Bürgerkriegs gegen das Vordringen spanischer und angelsächsischer Siedler in ihr Gebiet gewehrt. In Feindseligkeiten verstrickt waren sie darüber hinaus auch mit mehreren Stämmen der Apachen, den Comanchen sowie den sesshaften Pueblo-Indianern. Der mehrere Tausend Mitglieder umfassende Stamm hatte sich auf Schafzucht, Pferdezucht und Gemüseanbau verlegt. Darüber hinaus führten die Navajo regelmäßige Beutezüge gegen andere Indianergruppen sowie weiße Ansiedlungen durch.
Mit Fort Defiance hatten die USA 1851 einen ersten Stützpunkt im Navajo-Gebiet errichtet. Das Vorstoßen kalifornischer Unions-Einheiten in Territorien der Konföderierten im Südwesten löste 1862 einen offenen Krieg aus. Die California Column unter Befehl von James Carleton rückte in die Südwest-Gebiete ein und verstärkte dort die lokalen Einheiten der New Mexico Volunteers unter dem Kommando von Kit Carson. Obwohl das eigentliche Ziel der zusammengezogenen Unionstruppen die konföderierten Verbände entlang des Rio Grande waren, führte Carleton nach seiner Ankunft einen Feldzug gegen die Mescalero-Apachen durch. Carleton zwang diese, sich in der Reservation von Bosque Redondo anzusiedeln. 1863 übertrug er Kid Carson den Oberbefehl im Feldzug gegen die Navajo. Carson, der den Ruf eines Indianerfreundes hatte, nahm das Kommando zunächst nur widerwillig an. In der Folge wandte er gegen die Navajo allerdings eine Strategie der verbrannten Erde an. Unter Einsatz koordiniert vorrückender Verbände schloss Carson den Hauptstützpunkt der Indianer, den Canyon de Chelly, ein und zwang die Indianer so zur Aufgabe.

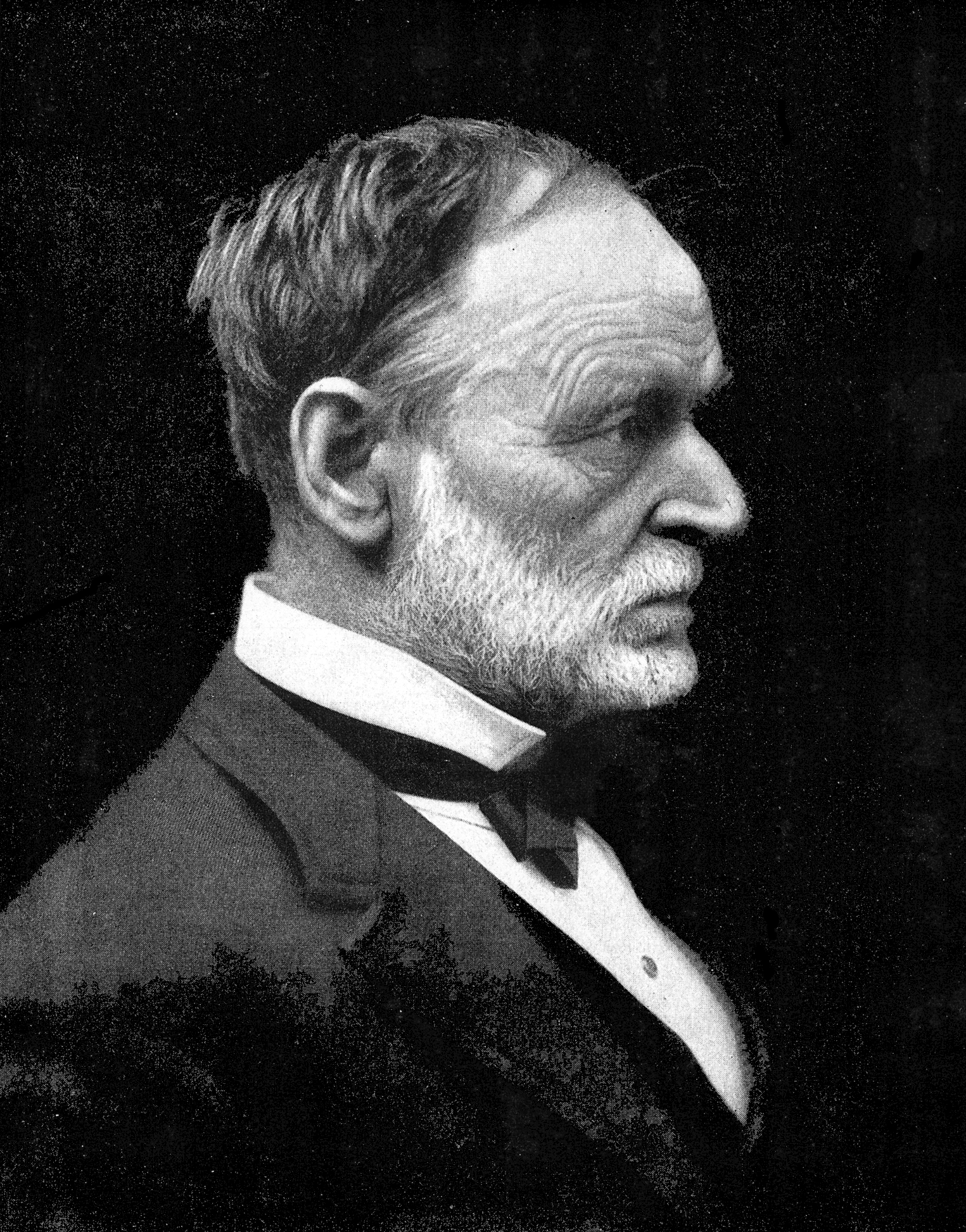
William T. Sherman

Im Winter 1864 kapitulierten die Navajo und traten den Langen Marsch in die 800 Kilometer entfernte Reservation in Bosque Redondo an. Die Zustände dort waren allerdings derart skandalös, dass die Regierung in Washington eine Untersuchungskommission einsetzte. Die Kommissionsmitglieder artikulierten, so der Historiker Dee Brown, gegenüber den Zuständen in Bosque Redondo teils Mitgefühl, teils Desinteresse. Für die Navajo war Bosque Redondo allerdings nur eine Zwischenstation. 1868 – nach einer Zusammenkunft mit dem Oberbefehlshaber des Heeres, William T. Sherman – durften die Stammesmitglieder schließlich in ihr altes Gebiet zurückkehren.

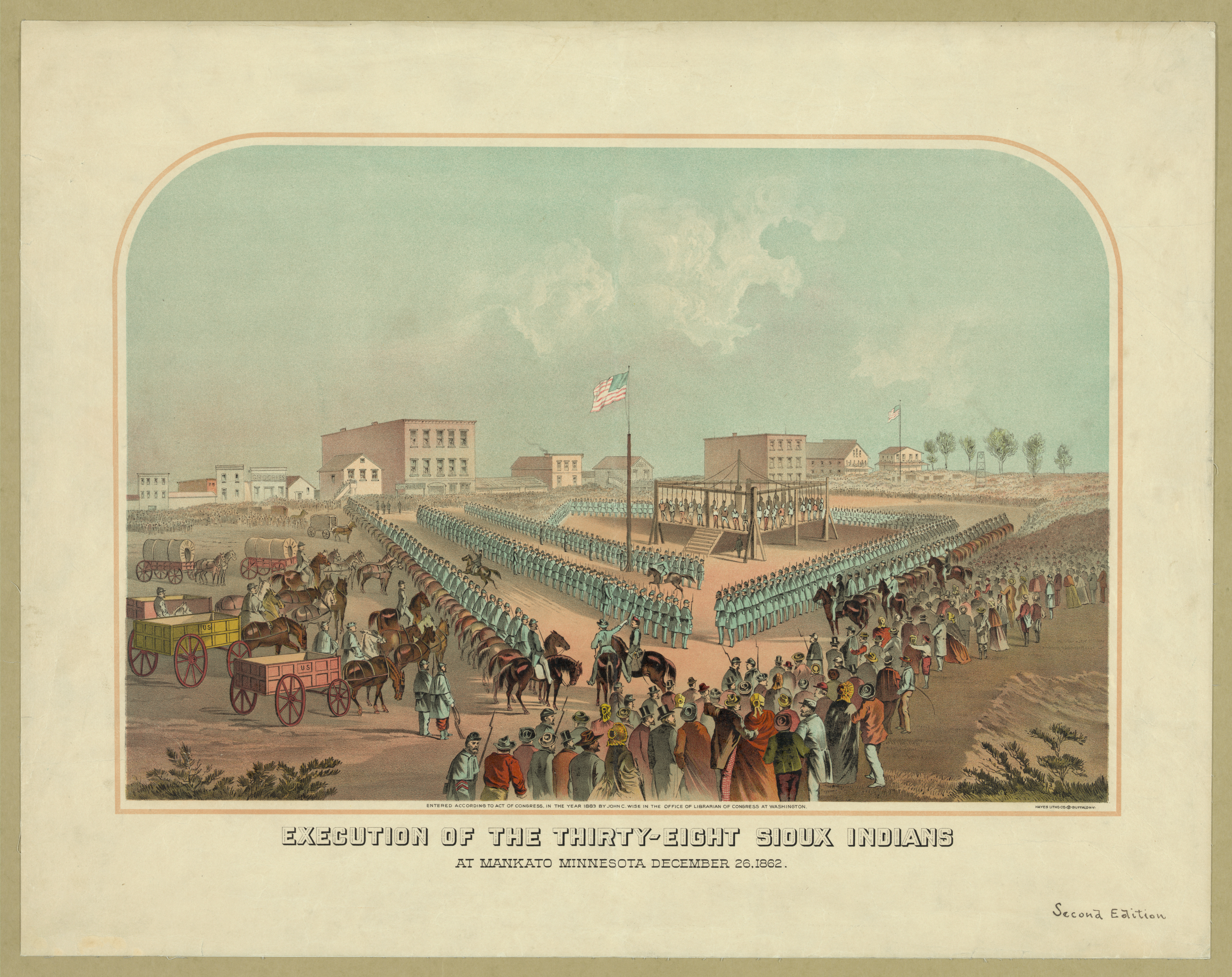
Hinrichtung von 39 Santee-Sioux in Minnesota (1863)

Ungefähr zeitgleich mit dem Krieg gegen die Navajo fand in Minnesota der Krieg gegen die Santee-Sioux statt. Der östliche Zweig der Sioux im Waldland zwischen Mississippi und Missouri hatte bereits 1851 neun Zehntel seines ursprünglichen Gebiets abgetreten. Abhängig von Lebensmittelzuteilungen, lebte er mittlerweile in einem Reservat am Minnesota River. Bis zum Ausbruch des Bürgerkriegs zogen rund 150.000 Siedler in das ehemalige Gebiet der Santee. Als zugesagte Lebensmittellieferungen ausblieben, verschärfte sich die Situation in der Reservation. Angeheizt durch das gleichgültige bis rohe Verhalten der örtlichen Indianerbeauftragten, begannen die Santee im Sommer 1862 schließlich einen allgemeinen Aufstand.
Im Verlauf des Sioux-Aufstands im Sommer 1862 kam es sowohl zu Angriffen auf einzelne Siedler als auch zu koordinierten Angriffen auf Siedlungen und Forts. Am 19. August griffen die Santee die Stadt New Ulm an. Henry Hastings Sibley, Befehlshaber einer 1400 Mann umfassenden Expeditionstruppe des amerikanischen Heeres gelang es in den Folgewochen allerdings, den Sioux-Aufstand effektiv niederzuschlagen. Da während der Kämpfe mehrere hundert Siedler ums Leben gekommen waren, installierte Sibley nach der Kapitulation der Indianer ein Militärgericht, welches exemplarisch harte Strafen verhängte – darunter 303 Todesurteile. Nach einer Prüfung reduzierte US-Präsident Lincoln die Anzahl der Todesurteile, stimmte allerdings der Hinrichtung von 39 Verurteilten zu. Die 39 verurteilten Santee-Sioux wurden am 26. Dezember 1862 in Mankato gehängt. Die überlebenden Angehörigen des Stammes übersiedelte das Heer in eine Reservation bei Fort Snelling am Missouri. Die US-Regierung erklärte die mit dem Stamm geschlossenen Verträge nach deren Kapitulation für null und nichtig.
Der dritte Indianerkrieg während der Zeit des Bürgerkriegs brach 1864 im Colorado-Territorium aus. 1858 wurde am Pikes Peak Gold gefunden. In den Jahren darauf strömten tausende von Goldsuchern in die Region. Parallel dazu ließ sich eine steigende Anzahl von Siedlern im Tal des Platte River nieder. Die südlichen Cheyenne und Arapaho waren ursprünglich Mitunterzeichner des Vertrags von Fort Laramie 1851. Wesentlich mitbefördert wurden die stetig zunehmenden Feindseligkeiten durch das Agieren von Gouverneur John Evans sowie John M. Chivington, dem Befehlshaber der Colorado Volunteers. Ende Juni 1864 beschuldigte Evans die Cheyenne schließlich, einen Krieg begonnen zu haben und forderte die Indianer auf, sich an „sichere Orte“ zu begeben beziehungsweise sich bei dem örtlichen Indianeragenten in Fort Lion zu melden. In einer zweiten Proklamation ermächtigte Evans die Bürger des Territoriums, einzeln oder in Gruppen gegen feindselige Indianer vorzugehen.
Chivington, ein Bürgerkriegsveteran und erfolgreicher Kommandeur der Schlacht am Glorieta-Pass in New Mexico, startete im Herbst 1864 eine militärische Befriedungsaktion. Am 29. November 1864 überfiel seine aus rund 700 Soldaten bestehende Kolonne ein friedliches, mehrheitlich von Frauen und Kindern bewohntes Dorf der Cheyenne am Sand Creek. Im Verlauf des Massakers am Sand Creek töteten die Soldaten 105 Frauen und Kinder sowie 28 Männer. Die Verluste der Colorado Volunteers betrugen 9 Tote und 38 Verwundete. Im Anschluss versuchte Chivington, den Überfall als militärischen Sieg hinzustellen – unter anderem durch die Angabe, seine Truppen hätten bei der Aktion 400 bis 500 feindliche Krieger getötet. Weiße Überlebende wie die Brüder Charlie und George Bent, die sich während des Überfalls im Lager der Indianer aufgehalten hatten, trugen durch ihre Berichte jedoch mit dazu bei, die Begleitumstände des Überfalls sowie die während des Massakers begangenen Gräueltaten publik zu machen. In der Folge kam es zu einer Untersuchungskommission, welche die Vorkommnisse genauer untersuchte, Chivington jedoch ein korrektes Verhalten attestierte. Die Überlebenden der südlichen Cheyenne zogen in das Gebiet südlich des Arkansas River. In einem am 14. Oktober 1865 abgeschlossenen Vertrag verzichteten sie förmlich auf alle Landansprüche in Colorado.

### Die Kriege gegen die Prärieindianer (1865 bis 1890)

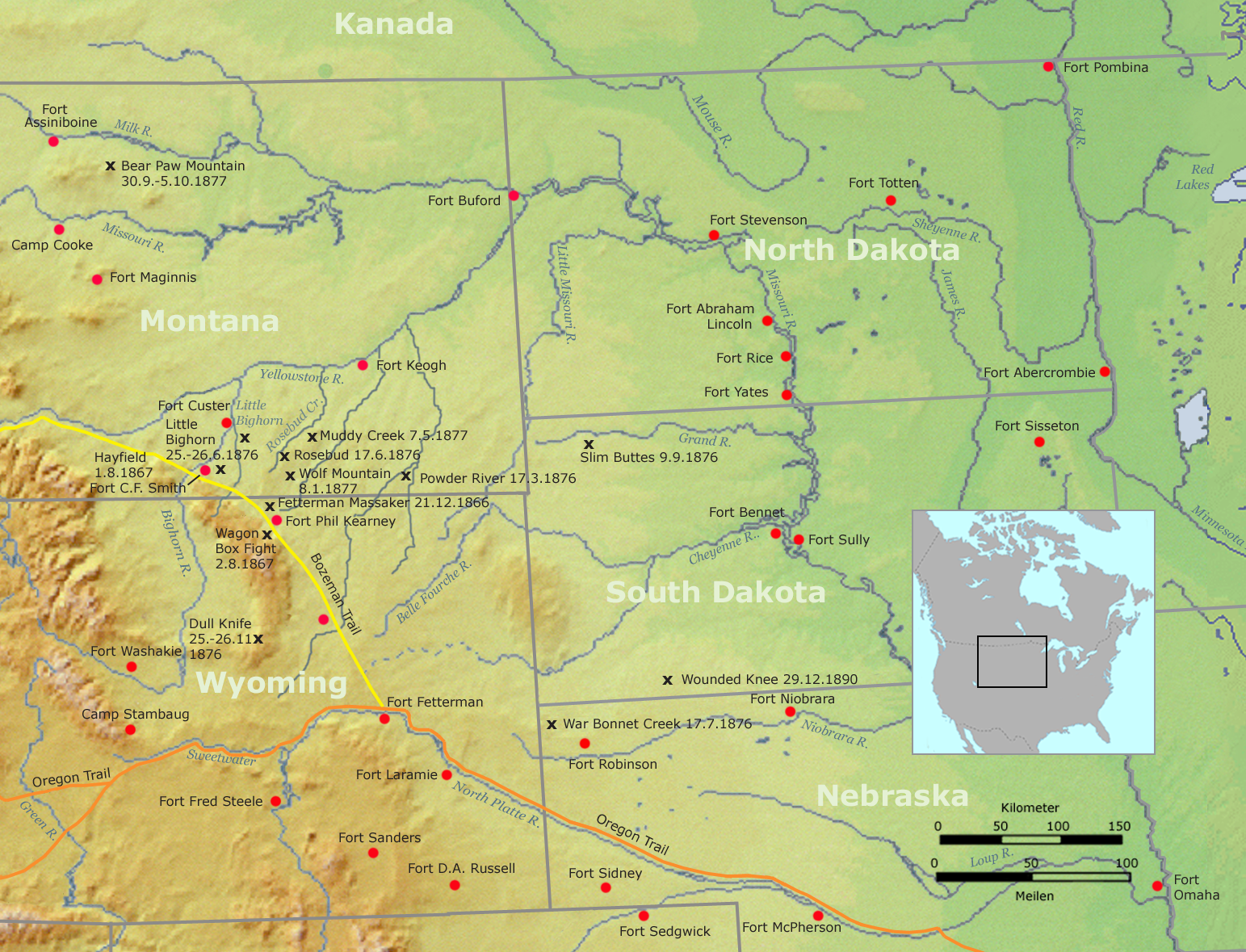
Schauplatz der Sioux-Kriege in den nördlichen Plains

Anders als kleinere Stämme erwiesen sich die Reiterstämme der Sioux, Cheyenne, Arapahoe, Comanche und Kiowa bis in die 1870er-Jahre hinein als ernstzunehmende militärische Gegner. Die westlichen Sioux, welche die Prärien vom Nebraska-Territorium bis zur kanadischen Grenze bevölkerten, hatten den vordringenden US-Amerikanern zwar einige Konzessionen gemacht – unter anderem ungehindertes Durchzugsrecht auf dem Oregon Trail. Die Kern-Jagdgründe der Oglala, Hunkpapa, Minneconjou, Brulé und Two Kettles nördlich des Platte River zwischen Missouri und Black Hills im Osten und dem Tongue- und Powder-River-Land im Westen galten den Stämmen jedoch als unantastbar. Eng mit den westlichen Sioux bzw. Teton oder Lakota verbündet waren die nördlichen Cheyenne und Arapaho. Die südlichen Cheyenne und Arapaho hingegen betrachteten vor allem das Land zwischen Platte und Arkansas River als ihr Kerngebiet und pflegten freundschaftliche Beziehungen mit den Comanche und Kiowa südlich davon.

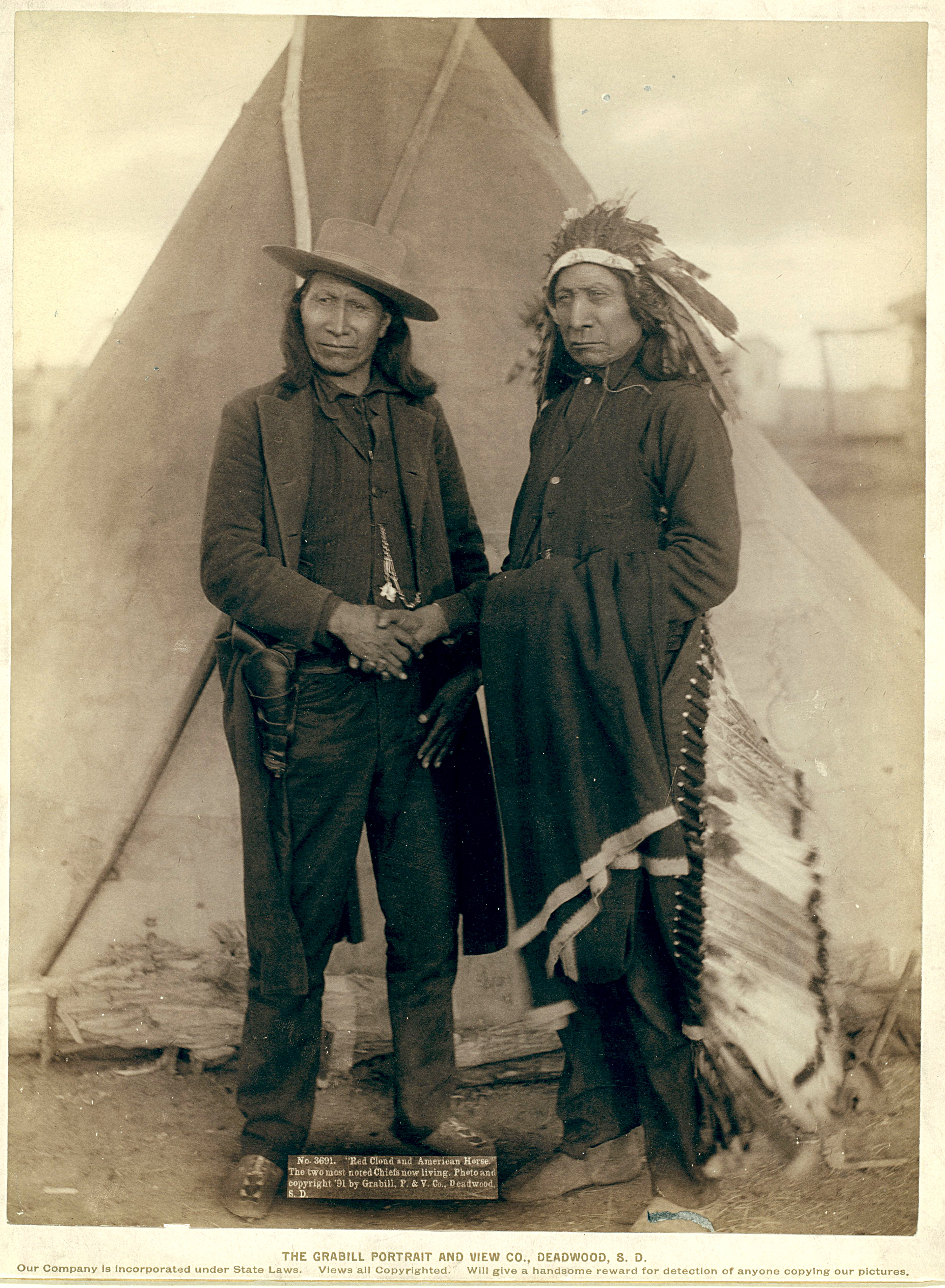
Sioux-Anführer Red Cloud (rechts) und American Horse II (1891)

Mitauslösende Konfliktpunkte für die Präriekriege, welche nach Beendigung des Bürgerkriegs ausbrachen, waren die Ereignisse in Colorado 1864. Hinzu kamen neue Ansiedlungen im Bereich des Platte River sowie der Bau der ersten transkontinentalen Eisenbahnstrecke durch die Union Pacific Railroad. Unmittelbare Ursache waren Goldfunde im westlichen Montana. Ausgehend von Fort Laramie, dem wichtigsten Stützpunkt des US-Heeres am Platte River, legten die USA einen neuen Überlandweg durch das Land, welches den Indianern als ihr Besitz garantiert worden war – den Bozeman Trail. Nachdem das US-Heer damit begann, den Verlauf der Bozeman Road mit neu erbauten Forts zu sichern, brach der Red-Cloud-Krieg aus, der bis 1868 andauerte. Mit dem sogenannten Fetterman-Gefecht gelang den Sioux, Cheyenne und Arapaho nicht nur ein Sieg, bei dem eine aus 81 Mitgliedern bestehende Einheit restlos aufgerieben wurde. Im zweiten, 1868 abgeschlossenen Vertrag von Fort Laramie erkannten die USA das westlich des Missouri gelegene Gebiet inklusive der Black Hills und dem Land am Powder River explizit als Territorium der dort wohnenden Stämme an.
Die Auseinandersetzungen südlich des Platte River verliefen für die Indianerstämme weniger glimpflich. 1862 hatte die Regierung Lincoln den Homestead Act verabschiedet – ein Landnahmegesetz, welches die Ansiedlung im Westen entscheidend beförderte. Während das Gesetz die Enteignung von Indianerland legitimierte, verfolgten US-Heer, Regierung sowie lokale Funktionsträger zunehmend die Strategie, freilebende Indianerstämme in Reservate zwangsumzusiedeln. Ein weiterer Punkt war der stark angewachsene Umfang des US-Heeres nach dem Bürgerkrieg. Beschränkten sich die Bundestruppen in den Jahrzehnten zuvor auf das Unterhalten einiger Präsenz-Stützpunkte in den Indianergebieten, traten sie in den Indianerkriegen nach 1865 zunehmend als konfliktentscheidende Kraft in Erscheinung.

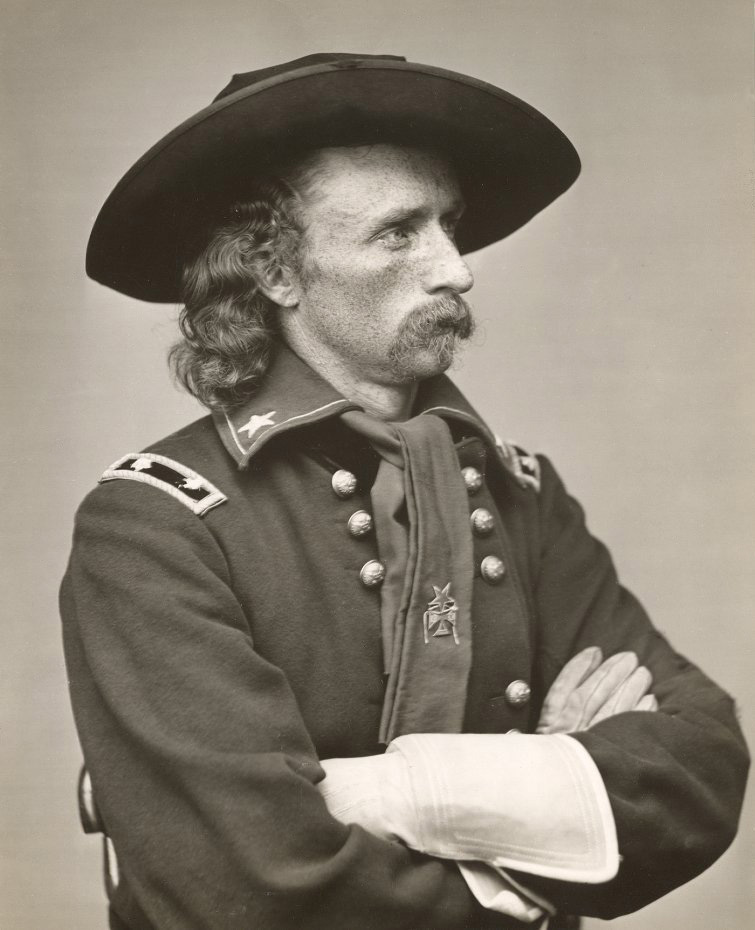
George Armstrong Custer (1860er-Jahre)

Eine für die Nach-Bürgerkriegsjahre typische Karriere verfolgte der ehemalige Generalmajor George Armstrong Custer. Nach dem Bürgerkrieg wurde er aus dem Freiwilligenorganisation des Heeres ausgemustert und als Hauptmann im fünften Kavallerieregiment des regulären Heeres weiter beschäftigt. Anschließend beauftragte ihn das Oberkommando des Heeres mit der Neuorganisation des 7. Kavallerieregiments in Fort Riley, Kansas. Die Bekämpfung der südlichen Präriestämme verlief nach einem ähnlichen Muster wie der Krieg drei Jahre zuvor in Colorado. In den Verträgen von Medicine Lodge, die im Oktober 1867 ausgehandelt wurden, verpflichteten die US-Unterhändler die südlichen Präriestämme dazu, sich in der Nähe der Reservatsstützpunkte um Fort Sill niederzulassen. Im Anschluss an den Vertrag intensivierten sich die Feindseligkeiten mit den südlichen Präriestämmen zunehmend. Zu einem weiteren größeren Massaker kam es im Winter 1868. Am 27. November überfiel Custers Kavallerie ein Lager der südlichen Cheyenne am Washita River, bei dem über 100 Indianer – vorwiegend Frauen, Kinder und Alte – getötet wurden. Der Angriff auf das Cheyennelager war Teil einer Befriedungskampagne, in deren Folge Heeres-Oberbefehlshaber William T. Sherman sowie der westliche Oberkommandierende, General Philip Sheridan, eine Reihe von Feldzügen durchführten mit dem Ziel, die südlichen Cheyenne und Arapaho sowie die Kiowa und Comanche aus der Prärie zu vertreiben und zur Niederlassung in den Reservaten zu zwingen.
Die Feldzüge gegen die Kiowa und Comanche verliefen nach einem ähnlichen Muster. Nach einer Serie gegenseitiger Scharmützel 1868 bis 1871 nahm das US-Heer die Kiowa-Häuptlinge Satanta, Satank und Big Tree gefangen und zwang die Indianer so, sich in die Reservate zu begeben. 1874/75 flackerte der Widerstand ein letztes Mal auf. Gegner des US-Heeres im sogenannten Red River War war unter anderem der Comanche-Häuptling Quanah Parker – Sohn einer Weißen, die während der texanischen Indianerkriege von Comanche entführt worden war. Am Ende des Red-River-Kriegs ließen sich auch die Comanche und Kiowa in der Reservation nieder. Eine wesentliche Mitursache war die Vernichtung der Büffelherden durch professionelle Büffeljäger. Binnen weniger Jahre reduzierten diese die riesigen Herden so stark, dass zeitweilig nur noch wenige Tausend Tiere übrig waren. Statt der Bisons bestimmte in den südlichen Prärien zunehmend die Rinderwirtschaft der texanischen Rancher das Bild.

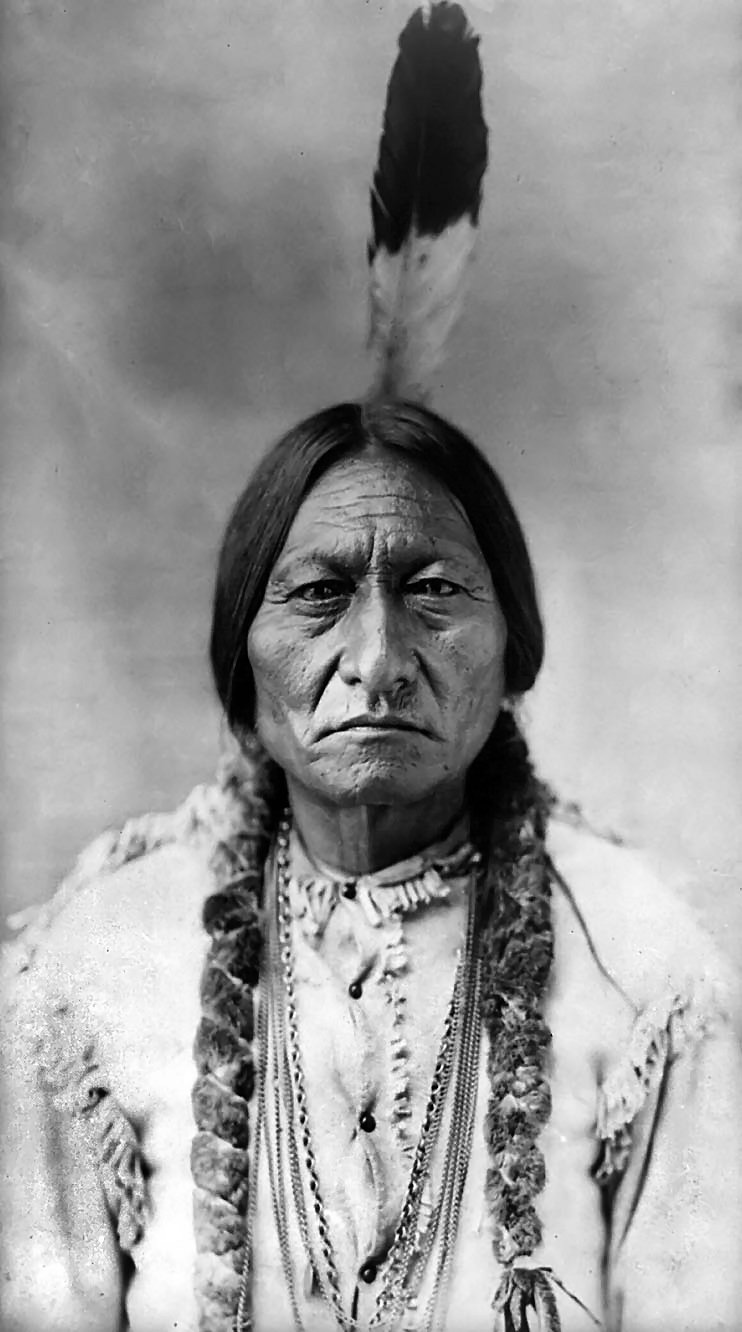
Sitting Bull (ca. 1885)

Die Botschaft von neuen Goldfunden in den Black Hills 1874 läutete auch das Ende der noch freilebenden Siouxstämme im Norden ein. Nach Abschluss des Vertrags von Fort Laramie 1868 hatten die US-Behörden damit begonnen, Sioux-Reservationen am Platte und Missouri River einzurichten. Der Zustrom von Siedlern in die Black Hills sowie das damit verbundene Wiederaufflackern der Feindseligkeiten führte zu einem Ultimatum des US-Heeres mit der Aufforderung, die freilebenden Stämme sollten sich bis zum 1. Januar 1876 in den Reservaten einfinden. Da die Streitmacht der Indianer mehrere Tausend Krieger umfasste, stieß die Befriedungskampagne, die das US-Heer ab dem Sommer 1876 startete, auf unerwartet starken Widerstand. In der Schlacht am Rosebud Creek schlugen die vereinten Sioux, Cheyenne und Arapaho eine starke militärische Streitmacht unter General George Crook. Ein koordinierter, von vier Heeresverbänden vorgetragener Angriff auf ein großes Lager der Stämme im Powder River-Gebiet führte schließlich zur Schlacht am Little Bighorn, der wohl bekanntesten militärischen Auseinandersetzung im Verlauf der Indianerkriege. Custer hatte sich mit seinem 7. Kavallerieregiment nicht nur von den restlichen Verbänden abgesetzt, sondern seine aus 700 Soldaten und Indianerscouts bestehende Kolonne zusätzlich in drei Einheiten aufgesplittet. Während es den Sioux, Cheyenne und Arapaho unter Sitting Bull und Crazy Horse gelang, Custers Truppe restlos zu vernichten, konnten die restlichen beiden Einheiten nach einigen Tagen durch eintreffende Verstärkungen befreit werden.
Custers „Last Stand“ löste im ganzen Land Betroffenheit und Empörung aus. Obwohl die unterschiedlichen Indianergruppen einige Abwehrgefechte erfolgreich meisterten, wurden sie im Verlauf der folgenden Monate dazu gezwungen, den Weg in die Reservation anzutreten. Crazy Horse ergab sich mit seiner Gruppe im Mai 1877. Sitting Bull floh mit Teilen seines Stammes zunächst nach Kanada. Da die schwindenden Büffelbestände ein Weiterführen der bisherigen Lebensweise unmöglich machten, kehrte auch Sitting Bull mit den Resten seiner Gruppe 1881 in die USA zurück. Die militärischen Auseinandersetzungen mit den Prärieindianern dauerten bis ins Jahr 1878 an. In jenem Jahr flohen die verbliebenen Gruppen der Northern Cheyenne aus dem ihnen zugeteilten Reservat im Indianerterritorium. Die aufsehenerregende Flucht über drei Bundesstaaten bzw. Territorien, bei der es wenigen Dutzend Cheyennekriegern gelang, eine überlegene militärische Streitmacht mehrmals abzuschütteln, endete für die beteiligten Gruppen unterschiedlich. Während eine in der Nähe von Fort Robinson fast aufgerieben wurde, gelang es der zweiten, sich zum Reservat der Sioux durchzuschlagen und ein kleines Reservat in der Nähe der Sioux-Reservation auszuverhandeln.

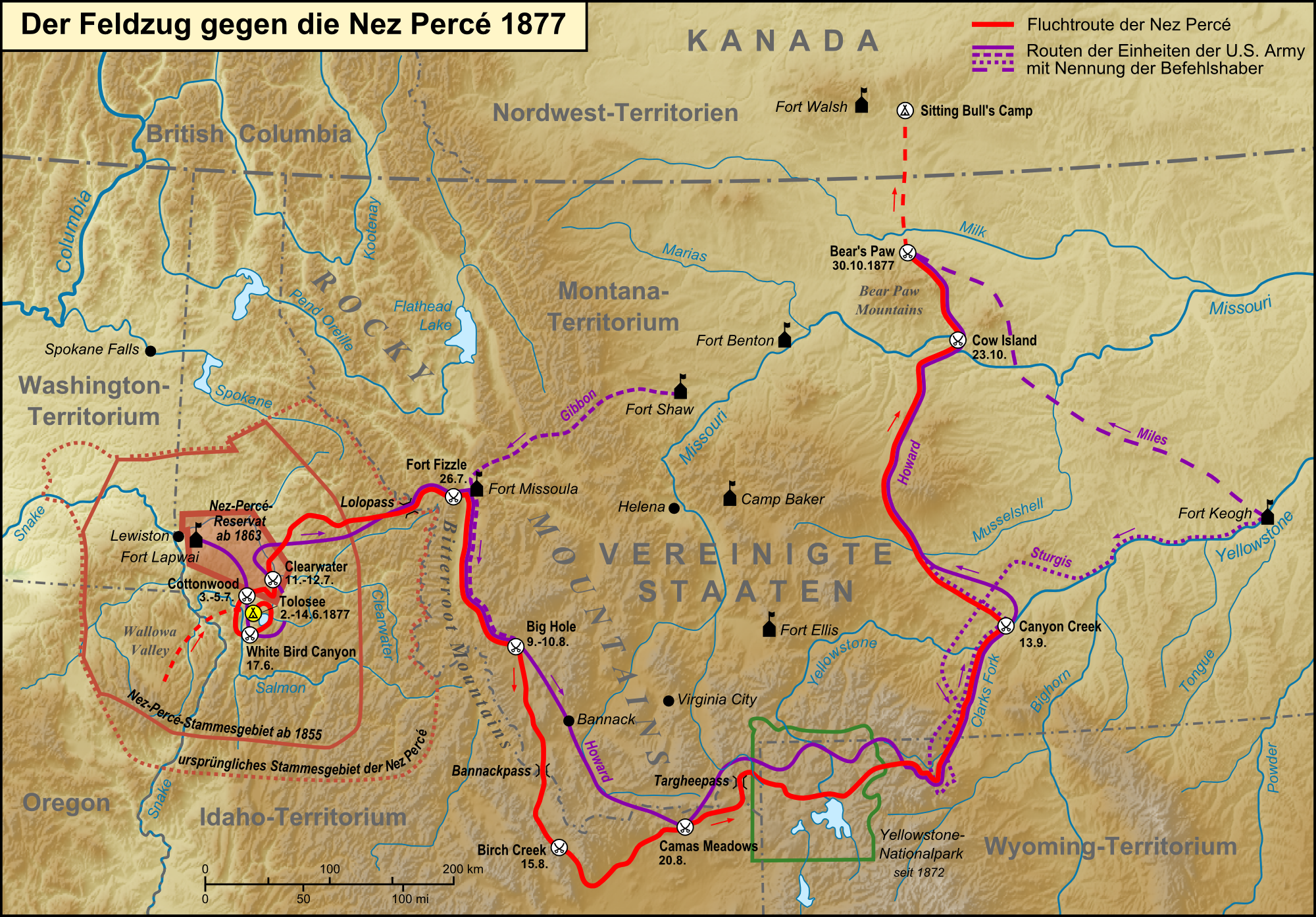
Fluchtroute der Nez Percé 1877

Letzte Kriege mit Indianern fanden in den 1870er-Jahren auch im Gebiet der Rocky Mountains statt. Ähnlich dramatisch wie der Exodus der nördlichen Cheyenne verlief der Nez-Percé-Krieg in den nordwestlichen Territorien 1877. Die Nez Percé, ein kleinerer Stamm im Ostteil der heutigen Bundesstaaten Oregon und Washington, führten während ihrer Flucht durch Idaho und Montana fünf erfolgreiche Abwehrgefechte gegen nachsetzende Heeresverbände durch. Der Großteil des Stammes ergab sich in der Nähe des Yellowstone River schließlich den Truppen von Oberst Nelson Miles. Einer kleinen Gruppe gelang die Flucht nach Kanada, wo sie sich den Sioux von Sitting Bull anschloss. Ein weiterer Indianerkrieg im „Fernen Westen“ der USA war der Modoc War 1872 gegen die Modoc – einen kleinen Stamm im nordostkalifornischen Bergland. Kleinere Indianerkriege fanden darüber hinaus gegen die Ute im Staat Utah sowie die nördlichen Shoshone und Blackfoot statt.
Die Präriegebiete waren Ende der 1870er zwar militärisch befriedet. Das Leben in den Reservaten – vor allem der Pine Ridge Reservation in South Dakota sowie dem westlichen Indianerterritorium im heutigen Oklahoma – erwies sich für die Stämme jedoch als problematisch. Apathie, Alkoholismus, Untätigkeit, Streitigkeiten und Perspektivlosigkeit führten zu einer anhaltenden Unzufriedenheit. Zusätzlich befördert wurde diese durch die Bemühungen von Indianeragenten und Militärs, die Anführer des Powder-River-Kriegs ins Abseits zu drängen. Crazy Horse wurde 1877 von einem Wachsoldaten in Fort Robinson mit einem Bajonett erstochen. Sitting Bull erhielt 1883 die Gelegenheit, vor einer US-Kommission die Missstände in den Reservaten anzuprangern. Ab 1885 tingelte er mit der Wildwest-Show von Buffalo Bill durch die Vereinigten Staaten und Kanada. Trotzdem hielten ihm Teile der Öffentlichkeit seine Beteiligung am Little Bighorn sein Leben lang vor. Im Zuge der Maßnahmen gegen die sich ausbreitende Geistertanz-Bewegung 1890, ausgelöst durch Wovoka, einen Seher der Paiuten, wurde Sitting Bull festgenommen und bei der entstehenden Rangelei zwischen Anhängern und Polizisten von einem Soldaten erschossen.
Die Geistertanz-Bewegung, eine indianische Erlösungsbewegung, schürte bei den US-Behörden die Sorge vor einem neuen Indianerkrieg. Um potenzielle Unruhen im Keim zu ersticken, setzten sie abermals die Militärmaschinerie in Bewegung. Die dadurch in Gang gesetzten Maßnahmen gegen die Reservatsindianer führten am 29. Dezember 1890 schließlich zum Massaker von Wounded Knee, bei dem rund 350 Männer, Frauen und Kinder zum Teil mit Hotchkiss-Kanonen niedergemäht wurden. Unmittelbarer Auslöser war die Entwaffnung einer Gruppe Minneconjou-Sioux, die in ein Militärlager in der Nähe von Omaha deportiert werden sollte. James William Forsyth, der Befehlshaber der Soldaten, wurde von jeder Schuld freigesprochen. Die Bewertung dieses letzten Zwischenfalls im Lauf der Indianerkriege änderte sich erst im Lauf des 20. Jahrhunderts. Einen territorialen Schlussstrich unter die Ära setzte der Oklahoma Land Run von 1889 – ein spektakulärer Wettlauf, in dessen Folge der Westteil des ehemaligen Indianerterritoriums zur allgemeinen Besiedlung freigegeben wurde.

### Indianerkriege im Südwesten (1860 bis 1886)

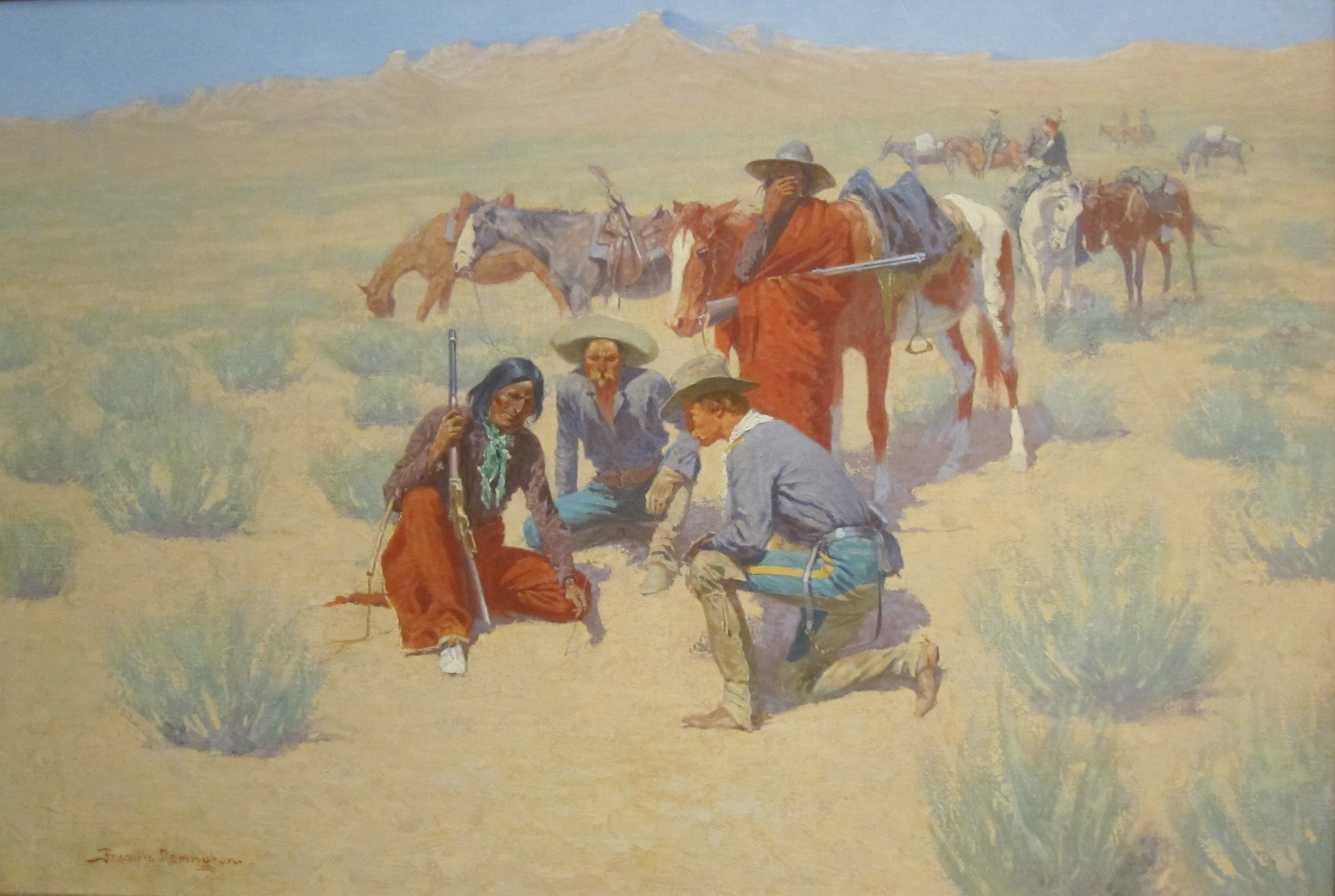
'A Map in the Sand' by Frederic Remington, Cincinnati Art Museum

Die Indianerkriege im Südwesten der Vereinigten Staaten sowie im Norden Mexikos unterschieden sich stark von denjenigen im östlichen Waldland und auf den Plains und Prärien. Zum einen wurde das Gebiet relativ spät erschlossen: Die mit der Aufnahme als Bundesstaat in die Union abgeschlossene Territorial-Phase der beiden Staaten New Mexico und Arizona endete erst 1912. Darüber hinaus unterschied sich auch die Art der Kriegsführung stark. Charakteristisches Merkmal der Apachenkriege war eine guerillaartige Form der Kriegsführung, welche bis in die Zeit der Spanier zurückreichte und die südwestlichen US-Territorien über 30 Jahre lang in Atem hielt. Rückblickend gesehen waren die Apachenkriege die längsten und kostspieligsten aller Indianerkriege.

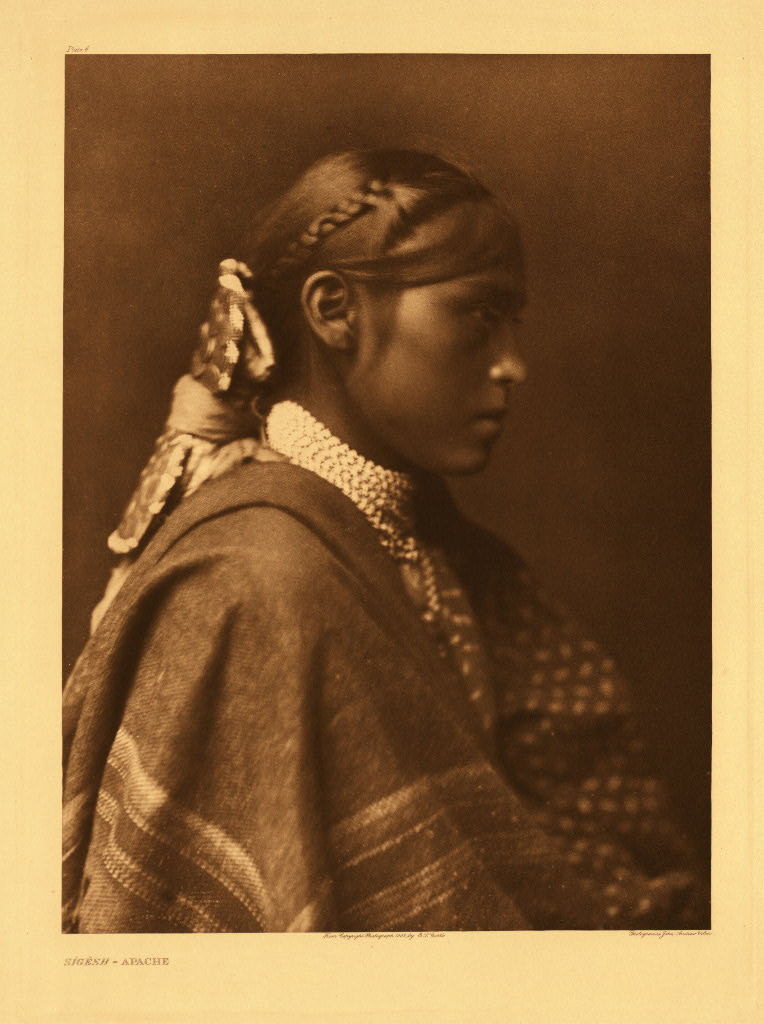
Apachenfrau (Fotografie von Edward Curtis, ca. 1907)

Grenzkriege mit nomadisierenden Bands und Lokalgruppen der verschiedenen Stammesgruppen der Apachen in den neuspanischen Provinzen Nordmexikos führten bereits die Spanier. Anders als andere Indianerstämme waren die Apachen in kleineren Gruppen organisiert. Während des 18. Jahrhunderts wurden die östlichen Bands der Apachen – die Mescalero Apache, Jicarilla Apache und Lipan Apache – durch das Vordringen der feindlichen Comanche auf die Südlichen Plains (damals Teil der Gran Apacheria) immer mehr in die unfruchtbaren Gebiete des Südwestens und des Nordens Mexikos zurückgedrängt, passten sie sich an die äußeren Umstände an und verlegten sich auf Raub- und Beutezüge gegen Nachbarstämme sowie spanische Siedler und Goldgräber. Ein Kommandeur der mexikanischen Armee schätzte, dass die Apachen in der Zeit zwischen 1820 und 1835 ca. 5.000 Mexikaner getötet sowie ca. 4.000 mexikanische Siedler gezwungen hatten, ihre bereits errichteten Siedlungen wieder zu verlassen und in benachbarten Provinzen Schutz zu suchen. Die Anzahl der Angehörigen der mit den Mexikanern verbündeten indianischen Stämme, die in den Konflikten getötet oder von den Apachen geraubt wurden, wird nicht genannt, dürfte sich jedoch auch auf Hunderte erstreckt haben.
Hatten bereits vorher zeitweise die Spanier Prämien an verbündete Stämme – wie Pima, Opata, Tarahumara und Comanche – für erbeutete Skalps und Ohren von Apachen gezahlt, nahmen die Raubzüge (und in deren Folge als Vergeltung unternommene Kriegszüge) nach dem Mexikanischen Unabhängigkeitskrieg von 1810 bis 1821 seitens der Apachen in den nordmexikanischen Provinzen so stark zu (ihren Höhepunkt erreichten sie etwa zwischen 1831 und 1850er), so dass die mexikanischen Bundesstaaten Sonora, Chihuahua und Durango ab 1835 wieder damit begannen, Prämien auf Apachenskalps auszusetzen. Sonora (damals gehörte das spätere Arizona noch dazu) zahlte als erster Staat regulär 100 Pesos für jeden Skalp (oder Ohr bzw. Hand) eines Kriegers (ab 14 Jahre und älter), 1837 zahlten Chihuahua und Durango ebenfalls 100 Pesos für einen Krieger sowie zusätzlich eine Prämie von 50 Pesos für Frauen sowie 25 Pesos für ein Kind beiderlei Geschlechts unter 14 Jahren; zudem wurde den Skalpjägern erlaubt, alles Eigentum der Apachen als Beute zu behalten. Die gezahlten Prämien für eine Skalp eines Kriegers waren für damalige Verhältnisse sehr hoch, da sie dem Jahresverdienst vieler mexikanische und amerikanische Arbeiter entsprachen. Die Skalpprämien wurden später sogar erhöht und bis zur Niederwerfung der Apachen in den 1890er Jahren gezahlt: 200 Pesos für einen Krieger, 100 Pesos für eine Frau und 50 Pesos für ein Kind. Zudem bestand ein florierender Sklavenmarkt für in Gefangenschaft geratene Apachen. Diese offizielle Politik zog daher viele zwielichtige Gestalten an, in der Hoffnung schnelles, billiges Geld zu machen:
Berühmte Skalpjäger wie James Kirker (der 1839 vom Gouverneur von Chihuahua für 25.000 Pesos angeheuert wurde, um die Apachen niederzuringen) mit seiner als Sahuanos (Shawnees) bezeichneten Truppe von ca. 200 Mann – bestehend aus Shawnee unter der Führung von Skybuck (des zweiten Manns nach Kirker) und Lenni Lenape sowie einigen entlaufenen schwarzen Sklaven aus den USA und Amerikanern und Mexikanern. Auch indianische Bands wie die Kickapoo sowie Seminolen unter Häuptling Wild Cat (Coacoochee) und Schwarze Seminolen (in Mexiko als Mascogos genannt) unter John Horse, die zur Bekämpfung der Apachen und Comanche nahe Nacimiento im Osten Coahuilas angesiedelt wurden, wurden von den Behörden für genommene Skalps bezahlt. Jedoch scheinen Kirker und andere Skalpjäger wie John Glanton die Situation nur noch verschlimmert zu haben, da sie oft genug friedliche Stämme (und nicht wehrhafte Apachen) überfielen oder auch friedensbereite Bands der Apachen, wie 1846 in Galeana, Chihuahua, als Kirker und lokale Mexikaner ein Massaker an 130 friedlichen Apachen verübten. Insgesamt brachten die Prämien, die auf Apachen-Skalps ausgesetzt wurden, militärisch nichts – sie erreichten nur das Gegenteil. Denn als die Apachen den grausamen Handel bemerkten, überfielen sie nur umso brutaler die Grenzsiedlungen und verschleppten Vieh und Menschen zu Tausenden.

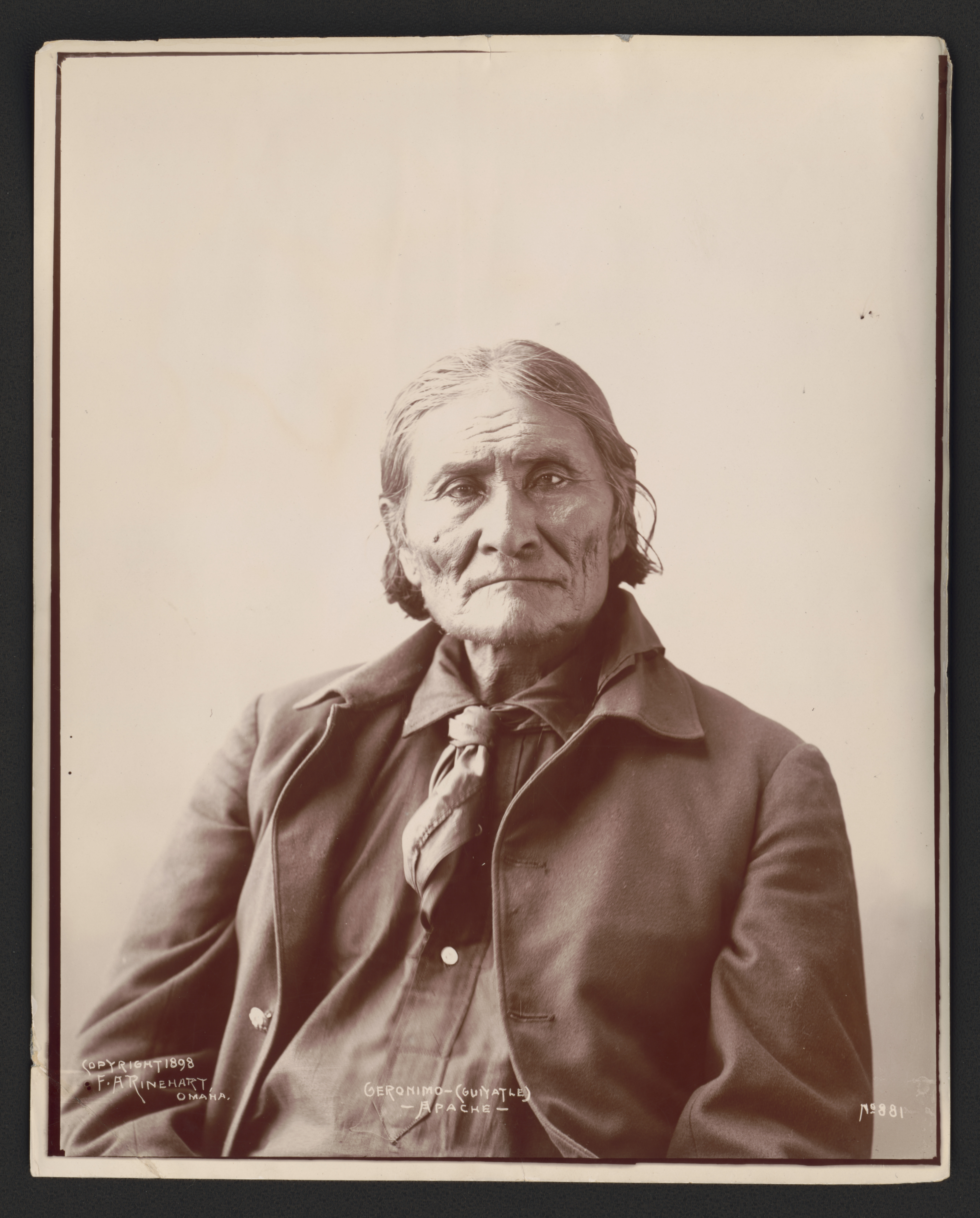
Apachenhäuptling Geronimo (Fotografie von Frank A. Rinehart, 1898)

Trotz ihres 250-jährigen Guerillakampfes gegen die Spanier zählten die Apachen vermutlich nie mehr als 10.000 bis 15.000 Mitglieder. Die westlichen Apachegruppen (Tonto, Arivaipa) traten im Verlauf der Apachenkriege weniger hervor. Die östlichen Apachengruppen waren teilweise von anderen Indianerstämmen in die Wüsten New Mexicos abgedrängt worden (Mescalero, Lipan). Darüber hinaus orientierte sich die Kultur einzelner Gruppen wie zum Beispiel der Jicarilla stärker an der Kultur der Prärie- und Pueblo-Indianer als die anderer Apachen. Als hartnäckigster und erbittertester Gegner des US-Heeres erwiesen sich die Chiricahua. Die Chiricahua waren nicht nur die gefürchtetsten Guerillakrieger, mit Mangas Coloradas, Cochise und Geronimo gehörten zu ihrem Stammeszweig auch die bekanntesten Anführer der Apachenkriege.
Mit den US-amerikanischen Siedlern gab es zunächst nur wenige Zusammenstöße. Cochise, ein tonangebender Anführer der Chiricahua, sicherte Unterhändlern der USA 1855 zu, Siedler und Postverkehr auf der südlichen Kalifornien-Route nicht zu behelligen. Nach einem Festnahmeversuch, dem sich Cochise entzog, eskalierte der prekäre Friede im Südwesten bald zu einem allgemeinen Apachenkrieg. Cochise verbündete sich mit weiteren Gruppen und überzog Siedlungen, Poststationen und Goldgräberlager beiderseits der mexikanischen Grenze mit einem jahrelang anhaltenden Kleinkrieg. In dessen Folge vertrieben die Apachenverbände rund 700 Goldgräber aus den Chiricahua Mountains.
Hintergrund der ansteigenden Auseinandersetzungen mit den Apachen war unter anderem der Feldzug gegen die Mescalero 1862 sowie die Einrichtung des Reservats in Bosque Redondo. Ursprünglich dazu vorgesehen, die freilebenden Indianergruppen fest anzusiedeln und zur Bebauung von Land anzuhalten, wurden die Zustände in der Reservation – auch infolge von Überbelegung – immer unhaltbarer. Obwohl Bosque Redondo nach einer Intervention des Oberbefehlshabers des Heeres, General William T. Sherman, 1868 aufgelöst wurde, hielt das Bureau of Indian Affairs an der Strategie fest, die einzelnen Indianerstämme in großen Reservationen zu konzentrieren. Zum zentralen Apache-Reservat avancierte nach dem Bürgerkrieg die White-Mountain-Reservation um den Stützpunkt San Carlos. Überbelegung sowie das Ignorieren lokaler Unterschiedlichkeiten und traditioneller Lebensweisen führte dazu, dass sich die Zustände dort stetig verschlimmerten. Ausgelöst durch Apachenüberfälle in der Umgebung, kam es am 30. April 1871 schließlich zu einem Überfall in der Nähe von Camp Grant, bei dem 144 friedliche Arivaipa-Apachen ermordet wurden.
Die letzte, bis Ende der 1880er-Jahre andauernde Phase der Apachenkriege begann 1879. Auslöser war die Absicht, die Chiricahuas ebenfalls in die San-Carlos-Reservation umzusiedeln. Victorio, einer ihrer Anführer, floh aus dem Reservat, warb rund 300 Krieger in unterschiedlichen Reservationen an und überzog das mexikanisch-amerikanische Grenzgebiet mit einem erbarmungslos geführten Guerillakrieg. Am 14. Oktober 1880 umzingelten Einheiten der mexikanischen Armee das Basislager der Apachen und töteten 78. Ein weiterer Ausbruch aus dem Reservat unter der Führung von Nana 1881 endete ähnlich. Während eines Rückzugsgefechts mit Verbänden des US-Heeres überfielen mexikanische Truppen das Hauptlager der Apachen und metzelten Männer, Frauen und Kinder nieder. Im Mai 1885 floh Geronimo, ein weiterer Anführer, mit einer Gruppe über die mexikanische Grenze. General Crook, zwischenzeitlich Befehlshaber der Verbände des US-Heeres im Territorium Arizona, gelang es allerdings, die Gruppe zur Rückkehr zu bewegen.
Die erneute Flucht von Geronimo und 30 Kriegern im Jahr darauf war der Hintergrund des letzten Apachenfeldzugs. Die USA boten dabei rund 5000 Soldaten auf; hinzu kamen mexikanische Verbände jenseits der Grenze. Unter Mithilfe von Apache-Scouts konnten Geronimo sowie die letzten bei ihm verbliebenen Krieger gestellt und zum Aufgeben bewegt werden. Die überlebenden Chiricahua, Teile der Arivaipa, die das Massaker 1871 überlebt hatten sowie die indianischen Scouts, die bei der Jagd auf Geronimo geholfen hatten, wurden in Ketten nach Fort Marion in Florida deportiert. Die Kinder der Deportierten wurden von ihren Angehörigen getrennt und auf eine Schule nach Pennsylvania verbracht. Nachdem sich die Comanche bereit erklärt hatten, ihren ehemaligen Feinden Zuflucht in ihrer Reservation zu gewähren, erhielt Geronimo mit den Überlebenden seiner Gruppe die Erlaubnis, sich in der Nähe von Fort Sill in Oklahoma niederzulassen. Ergebnis der letzten Apachenkriege war, dass – zehn Jahre nach Beendigung der Indianerkriege in der Prärie – auch im Südwesten die Ära der Indianerkriege endete. Allerdings fanden im Norden Mexikos bis in die 1930er-Jahre hinein Überfälle vereinzelter Apachengruppen statt.

## Nach den Indianerkriegen: 1890 bis heute

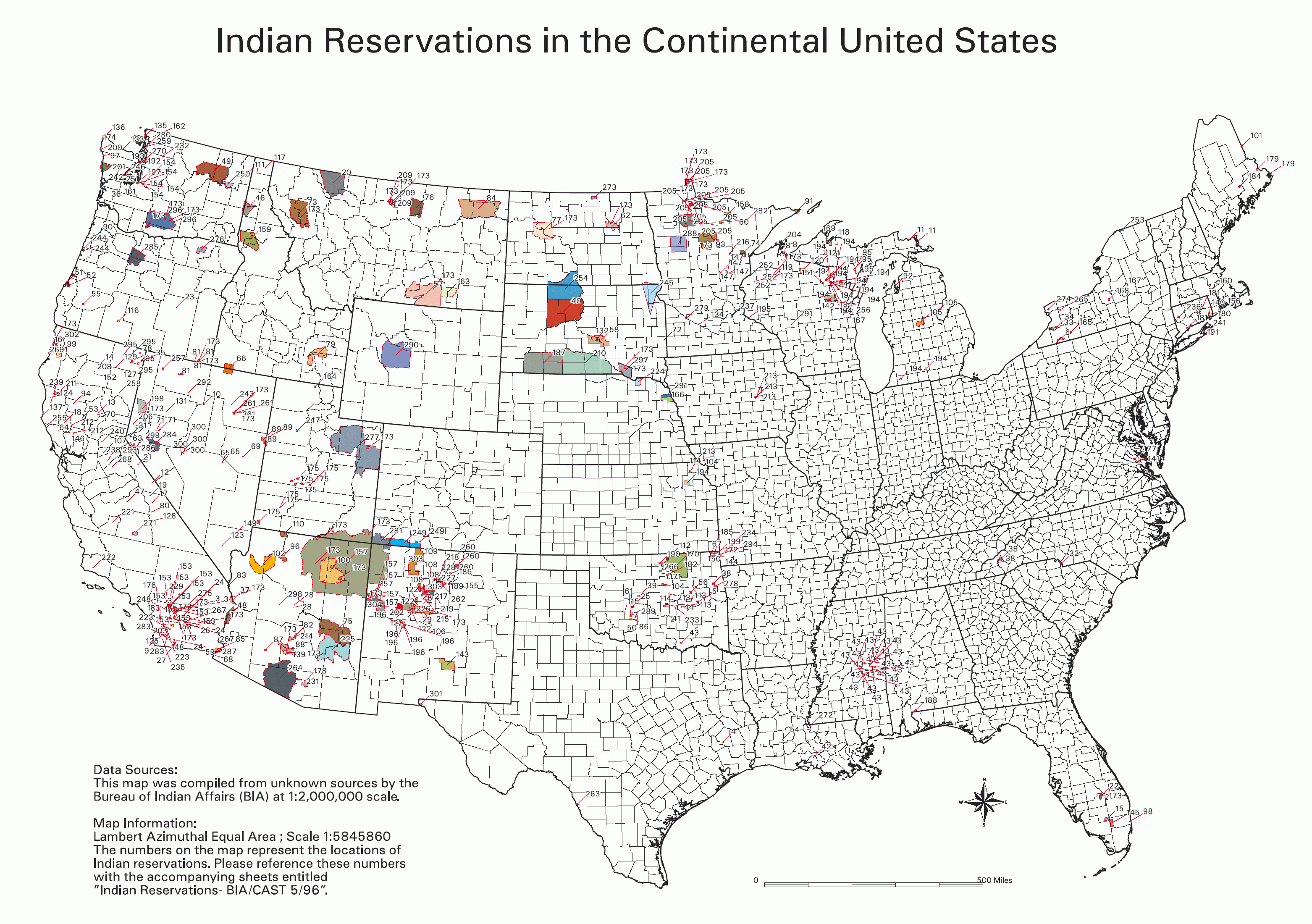
Indianerreservate in den USA (ohne Alaska)

Im Jahr 1890 erklärte die US-Zensusbehörde offiziell das Ende der Frontier. Die von der Behörde im selben Jahr bekanntgegebene Zahl an Indianern auf dem Gebiet der USA (250.000) erreichte mit 240.000 im Jahr 1900 ihren historischen Tiefstand. Die Kritik an den Zuständen in den Reservaten war bereits im Lauf der 1880er angewachsen. Nichtsdestoweniger blieb die Indianerpolitik der Vereinigten Staaten auch in den Jahrzehnten nach Einstellung der Kämpfe stark vom Aspekt der Zwangsassimilation geprägt. Die in die Wege geleiteten Maßnahmen zielten meist darauf ab, aus den Stammesangehörigen christliche Farmer zu machen, welche die Lebensweise der umgebenden Gesellschaft nach und nach übernahmen. Eine besonders berüchtigte Praxis waren die sogenannten Boarding Schools. Zwischen 1880 und 1930 nahmen die US-Behörden tausenden von Eltern ihre Kinder weg, um sie in eigens eingerichtete Internatseinrichtungen zu verbringen. Die dort angewandten Mittel – Scheren der Haare, Zwangschristianisierung sowie das Verbot, die eigene Sprache zu sprechen – gerieten bereits zur Jahrhundertwende mehr und mehr in die Kritik. Folge war, dass die schlimmsten Erziehungspraktiken mit der Zeit aufgegeben oder zumindest abgemildert wurden.

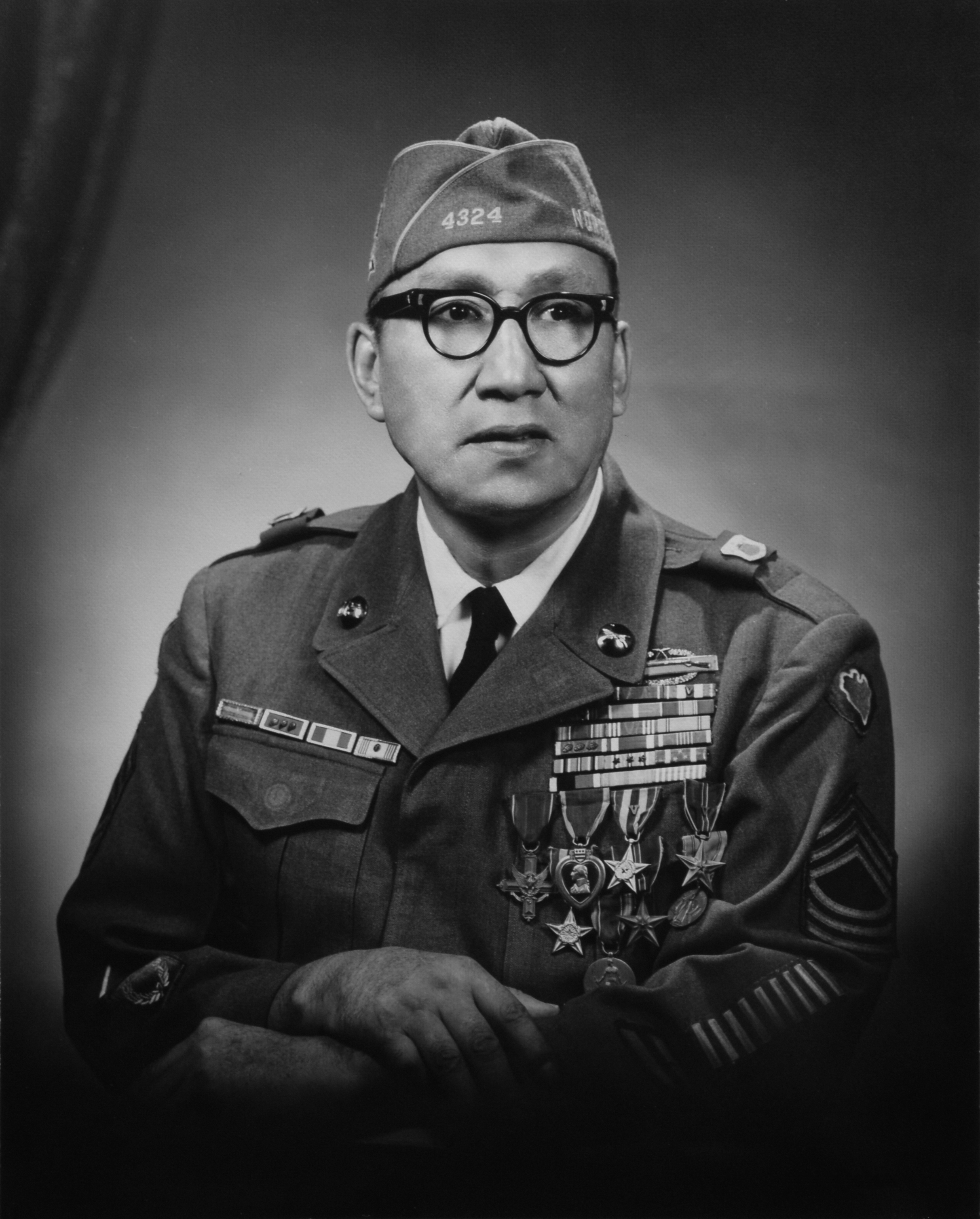
Woodrow W. Keeble erhielt während des Zweiten Weltkriegs die Auszeichnung Medal of Honor

Eine weitere Maßnahme der Assimilierung war der Dawes Act, ein Bundesgesetz aus dem Jahr 1887. Es zerstückelte die Reservatsländereien in kleine Parzellen, welche einzelnen Familien zugeteilt wurden. Eine Folge dieser Besitz-Individualisierung war ein weiterer massiver Landverlust. Zwischen 1881 und 1900 sank er von 155.632.312 Acre auf 77.865.373. Erschwerend hinzu kam, dass 1890 nur noch wenige Stämme auf dem Land ihrer Vorfahren lebten. Auf der Ebene der Staatsbürgerschaft gab es 1901 die erste Veränderung, als den Mitgliedern der sechs Irokesenstämme die US-Staatsbürgerschaft zuerkannt wurde. Der Indian Citizenship Act aus dem Jahr 1924 erklärte schließlich alle Indianer zu Bürgern der Vereinigten Staaten. An den Kriegen der USA im 20. und 21. Jahrhundert waren jeweils große Kontingente an Indianern beteiligt. Am Ersten Weltkrieg nahmen mehr als 12.000 indianische Freiwillige teil. Im Zweiten Weltkrieg dienten an den Fronten in Europa und im Pazifik über 44.000 Männer und Frauen aus unterschiedlichen Stämmen. Einer der bekanntesten Teilnehmer war der Pima Ira Hayes. Hayes gehörte zu jener Einheit, welche die US-amerikanische Flagge auf einem Hügel der Insel Iwo Jima hisste. Während das Bild Raising the Flag on Iwo Jima zu einem der bekanntesten Bilder des Zweiten Weltkriegs avancierte, endete Hayes, der mit seinem Ruhm nicht zurechtkam, als Alkoholiker. Im Vietnamkrieg kämpften 50.000 Nachfahren amerikanischer Ureinwohner. Auch im Zweiten Golfkrieg 1990 sowie im Irakkrieg ab 2003 waren Angehörige indianischer Stämme mit im Einsatz.
Obwohl indianische Kriegsteilnehmer an den Fronten der USA ihr Leben ließen, änderte sich die vom Bureau of Indian Affairs praktizierte Politik der Bevormundung und Benachteiligung über Jahrzehnte nur wenig. Bis in die 1950er-Jahre etwa mischte sich das Indianerbüro bis in kleinste private Angelegenheiten der Reservatsbewohner ein. So war die Bewegungsfreiheit von Reservatsbewohnern bis in die 1950er-Jahre hinein eingeschränkt und von speziellen Passierscheinen abhängig, welche Mitarbeiter des BIA gewährten oder verweigerten. Eine Wende stellte der Indian Reorganization Act aus dem Jahr 1933 dar, der kulturellen Pluralismus explizit als Möglichkeit festschrieb. Flankiert wurde die neue Gesetzgebung durch die Aktivitäten des Sozialreformers John Collier, welcher sich bereits in den 1920er-Jahren gegen die gängige Praxis der Landenteignungen engagiert hatte. Die 1950er- und 1960 brachten sowohl Rückschläge als auch Teilerfolge. Während die Eisenhower-Administration in den 1950er-Jahren versuchte, die Gruppenrechte der Indianer wieder rückgängig zu machen, bemühte sich die Bundesadministration unter Kennedy und Johnson, die Bürgerrechte der indianischen Minderheit sowie ihre soziale Situation zu verbessern. Dennoch blieben die Native American in vielem Bürger zweiter Klasse. Die Reisefreiheit sowie damit verbundene Verstädterung führte – zusammen mit der weiter bestehenden sozialen Benachteiligung und rassistischen Ausgrenzung – zu Entwurzelung sowie damit einhergehenden Ghettobildungen in den Großstädten im Einzugsbereich der Reservate.

Flagge mit dem Logo des American Indian Movement

Erst in der zweiten Hälfte des 20. Jahrhunderts regte sich wieder ein gewisser nennenswerter Widerstand der indianischen Bevölkerung gegen die kulturelle Unterdrückung. Mit der Gründung des American Indian Movement (engl.: Amerikanische Indianische Bewegung oder auch Amerikanische Indianerbewegung, AIM) 1968 kam es in den 1970er Jahren zu einigen spektakulären Widerstandsaktionen der neuen Indianerbewegung, die sich für ein neues indianisches Selbstbewusstsein, die Wiederbelebung indianischer Bräuche und Traditionen und für Autonomierechte in den Reservaten einsetzte. Dieser Widerstand beinhaltete eher symbolische als militärisch wirkungsvolle Aktionen, auch wenn er in Einzelfällen militante Ausmaße mit Einsatz von Polizei und Militär auf der Gegenseite annahm. Die spektakulärsten Aktionen des AIM und mit ihm sympathisierender Gruppen waren die Besetzung der ehemaligen Gefängnisinsel Alcatraz 1969/1970 in der Bucht von San Francisco, die Besetzung des Bureau of Indian Affairs (BIA) in Washington, D.C. und die Besetzung von Wounded Knee 1973 im Pine-Ridge-Reservat in South Dakota, wo es auch zu Feuergefechten mit einigen Todesopfern kam.
Seit den Aktivitäten des American Indian Movement und dem Aufkommen einer für kulturelle und soziale Rechte kämpfenden Bürgerrechtsbewegung ist die Situation in den Reservaten Gegenstand anhaltender Kontroversen. Einerseits ist die Lage dort anhaltend von Armut, Verwahrlosung sowie einer extrem hohen Arbeitslosigkeit geprägt. Erdöl- und Mineralienfunde auf Reservatsgebiet eröffnen einerseits zwar die Möglichkeit einer wirtschaftlichen Verbesserung. Andererseits sind einige Rohstoffaufkommen Gegenstand rechtlicher Auseinandersetzungen. Ins Blickfeld der Öffentlichkeit geraten sind in den letzten Jahren die Indianerkasinos – neben dem Tourismus eine weitere Einnahmequelle. Einerseits sorgt der unter dem Schlagwort New Buffalo bekanntgewordene Casino-Boom für regelmäßige Einkünfte. Da die Mehrzahl der Casinoangestellten nicht aus den Reservaten stammt, wird die Nachhaltigkeit dieser Einnahmequelle jedoch von einer Reihe Kritiker angezweifelt.
Das Protestkamp 2016 gegen die Dakota Access Pipeline rückte das Thema wieder in die mediale Aufmerksamkeit. Dorthin kamen über 100 Stämme zu einer der größten Zusammenkünfte nordamerikanischer Indianer seit 1920.

## Indianerkriege außerhalb der USA

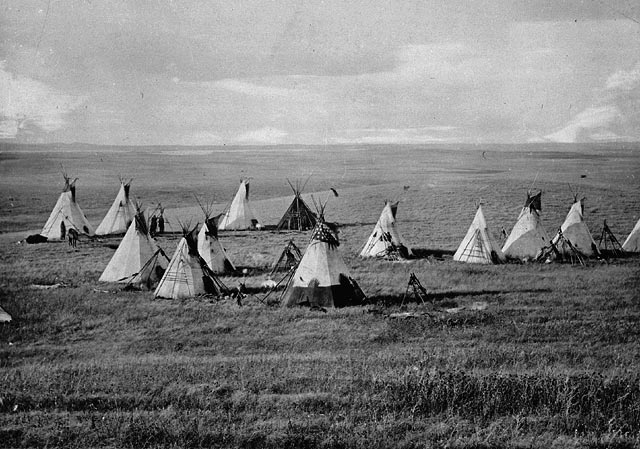
Lager der Cree in der Nähe von Vermillion in Kanada (1871)

Landläufige Vorstellungen gehen oft davon aus, dass Indianerkriege vorwiegend oder sogar ausschließlich auf dem Territorium der heutigen USA stattgefunden haben. Einerseits blendet diese Betrachtungsweise einen beträchtlichen Teil der historischen Auseinandersetzungen aus. Andererseits gibt es für diese Fokussierung Gründe – für Westeuropäer sowie US-Amerikaner selbst etwa die Tatsache, dass die Gründungsgeschichte der USA weitaus nachhaltigere Spuren im kollektiven Gedächtnis hinterlassen hat als die der lateinamerikanischen Länder oder auch Kanadas. Ein zweiter wesentlicher Grund ist die Form der Besiedlung. Während sich diese in den USA in Form einer stetig nach Westen wandernden, relativ kompakten Siedlungsgrenze vollzog, war die Frontier in Kanada, den lateinamerikanischen Ländern sowie in der Karibik eine eher marginale Größe. Übergreifende Betrachtungen wie etwa die von Ben Kiernan oder dem deutschen Historiker Jürgen Osterhammel charakterisieren Indianerkriege als typische Konfliktform weißer Siedlungsgrenzen.
Betrachtungen, welche den kompletten Kontinent einbeziehen, führen in der Regel sieben Regionen auf, die zum Schauplatz bedeutenderer Indianerkriege oder Indigenenaufstände wurden: die USA, Kanada, Mexiko, Mittelamerika mit der Karibikregion sowie den Staaten Kolumbien und Venezuela, die zentrale Andenregion, die Südspitze Lateinamerikas mit Argentinien, Chile und Paraguay sowie schließlich das von Portugal erschlossene Brasilien. Die Erschließung der kanadischen Territorien ähnelt von der Art der Besiedlung her zwar stark der Besiedlung des US-Territoriums. Anders als in den USA führte diese jedoch nicht zu jener Intensität von Grenzkriegen, Besiedlung und Verdrängung, wie sie für die Westexpansion der USA prägend wurde. In den lateinamerikanischen Ländern war die Inbesitznahme des Territoriums und die Unterwerfung der indigenen Ureinwohnerschaft von unterschiedlichen Faktoren geprägt:
- dem Herrschaftsanspruch der spanischen und portugiesischen Krone, welches die Eingeborenen als (grundsätzlich zu christianisierende) Untertanen definierte,
- dem mit Unterwerfung und Zwangsarbeit einhergehenden System von Großgrundbesitz sowie unmittelbarer wirtschaftlicher Ausbeutung
- Bemühungen, die indigene Bevölkerung zu assimilieren bzw. in das bestehende Gesellschaftsgefüge einzugliedern. Eine herausragende Rolle spielte hier vor allem die Missionstätigkeit der Katholischen Kirche – insbesondere die zeitweilig auf dem ganzen Subkontinent präsenten Jesuitenreduktionen.
- einer stärkeren Durchdringung der unterschiedlichen Bevölkerungsanteile, welche im Lauf der Jahrhunderte die für lateinamerikanische Länder typischen Hauptgruppen Indigene, Mestizen und Kreolen (Nachkommen spanischer bzw. portugiesischer Einwanderer) hervorbrachte.[93]

Über diese gemeinsamen Merkmale hinaus wurden Art und Intensität von Konflikten in den neuspanischen und portugiesischen Gründungen stark von geografischen und ökonomischen Faktoren mitgeprägt. Während in der zentralen Andenregion Peru, Ecuador, Bolivien, in Kolumbien, Chile und – in der Anfangszeit – in Brasilien der Abbau von Erz und Edelmetallen eine dominierende Rolle einnahm, waren in der Karibik, in Venezuela sowie an der brasilianischen Küste Plantagenwirtschaft sowie der An- und Abbau unterschiedlicher Produkte die typische Produktionsform. Eine Frontier ähnlich wie in den USA bildete sich vor allem in den argentinischen Grenzgebieten heraus. Die Erschließung der Amazonasregion sowie anderer abgelegener Gebiete wie beispielsweise dem Gran Chaco schließlich wurden erst im Verlauf des 19. und 20. Jahrhunderts in Angriff genommen. Der unterschiedlichen Struktur trug auch die politische Gliederung Rechnung. Zu Beginn der Kolonisierungsphase etwa waren die spanischen Besitzungen lediglich in zwei Vizekönigreiche untergliedert: das 1535 gegründete Vizekönigreich Neuspanien mit Mexiko und dem restlichen Mittelamerika und das 1542 gegründete Vizekönigreich Peru mit den restlichen spanischen Besitzungen in Südamerika sowie den Philippinen. 1717 erfolgte die Abspaltung des Vizekönigreichs Neugranada (Kolumbien, Venezuela, Ecuador und Panama). 1776 fasste die spanische Krone auch den Südteil der spanischen Eroberungen zu einer organisatorisch eigenständigen Einheit zusammen – dem Vizekönigreich des Río de la Plata.
Die besondere Landes- und Regions-Geschichte schlägt sich unter anderem im unterschiedlichen Anteil indigener Gruppen an der Gesamtbevölkerung nieder. Während Argentinien etwa als stark europäisiertes, von seiner Einwanderung geprägtes Land gilt und indigene Gruppen eine eher marginale Rolle spielen, machen sie an bei der Bevölkerung der drei Andenstaaten Peru, Bolivien und Ecuador einen hohen Anteil aus. In Brasilien wiederum richtet sich das Interesse stark auf die Erschließung der Amazonasregion und den damit verbundenen Umgang mit den Rechten nativer Ureinwohner.

### Kanada
In Kanada schließlich spielte der Faktor Besiedlung zwar eine ähnliche Rolle wie in den USA. Die Erschließung der kanadischen Territorien war allerdings weitaus stärker als in den USA vom Pelzhandel geprägt. Dies änderte sich erst mit der Erschließung der westlichen Prärien in den ersten Jahrzehnten des 19. Jahrhunderts. Bis zur Gründung der Kanadischen Föderation 1867 blieb das Abschließen von Verträgen die vorherrschende Form, Konflikte und Landstreitigkeiten aus dem Weg zu räumen. In der Regel wurden die Indianer als Vertragspartner angesehen – auch wenn dies am Fakt der Landübereignung nichts änderte. Diese Politik änderte sich auch in den Folgejahrzehnten nicht grundlegend. Eine Folge war, dass die Besiedlung in Kanada – verglichen mit den USA – relativ unblutig vonstattenging.
Größere Konflikte mit indigenen Bevölkerungsgruppen gab es in der neueren kanadischen Geschichte lediglich einen: den Konflikt mit den Métis. Die Ursprünge der Métis, einer Mischbevölkerung aus (ehemaligen) Franzosen, Indianern und Neusiedlern, reichte zurück bis ins 17. und 18. Jahrhundert. Ihre Ansiedlungen konzentrierten sich Mitte des 19. Jahrhunderts vor allem im Präriegebiet der Provinzen Manitoba und Saskatchewan. Der massive Zuzug neuer Siedler aus dem Osten löste schließlich zwei Rebellionen aus, in deren Gefolge sich ein Teil der Provinz Manitoba, die Red-River-Kolonie, kurzzeitig für unabhängig erklärte. Die kanadische Regierung schlug die Red-River-Rebellion 1869/70 schließlich ebenso nieder wie die Nordwest-Rebellion 1885. An Letzterer beteiligten sich auch Angehörige der Cree – einem Indianerstamm, der der Sprachfamilie der Algonkin angehört und dessen ursprüngliches Siedlungsgebiet sich von der Atlantikküste bis in die westlichen Prärien erstreckte. Die Métis sind zwischenzeitlich als indigenes Volk anerkannt, zählen allerdings nicht zu den First Nations, wie sich die Indianer Kanadas – im Unterschied zu den Native American in den USA – nennen.

### Mexiko und Mittelamerika

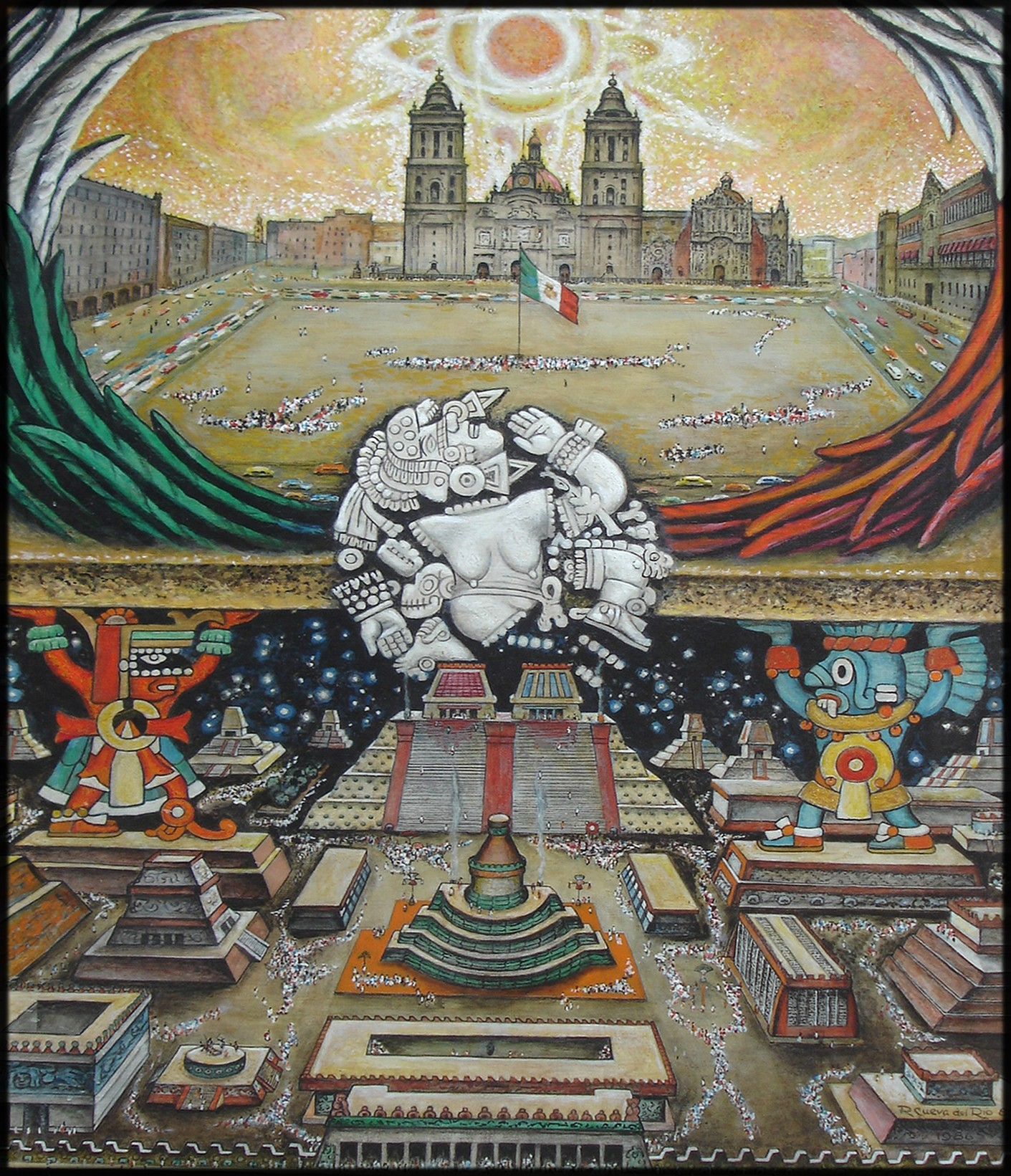
Rückbesinnung auf die aztekische Kultur: Das Fundament von Tenochtitlan (Gemälde von Roberto Cueva Del Río)

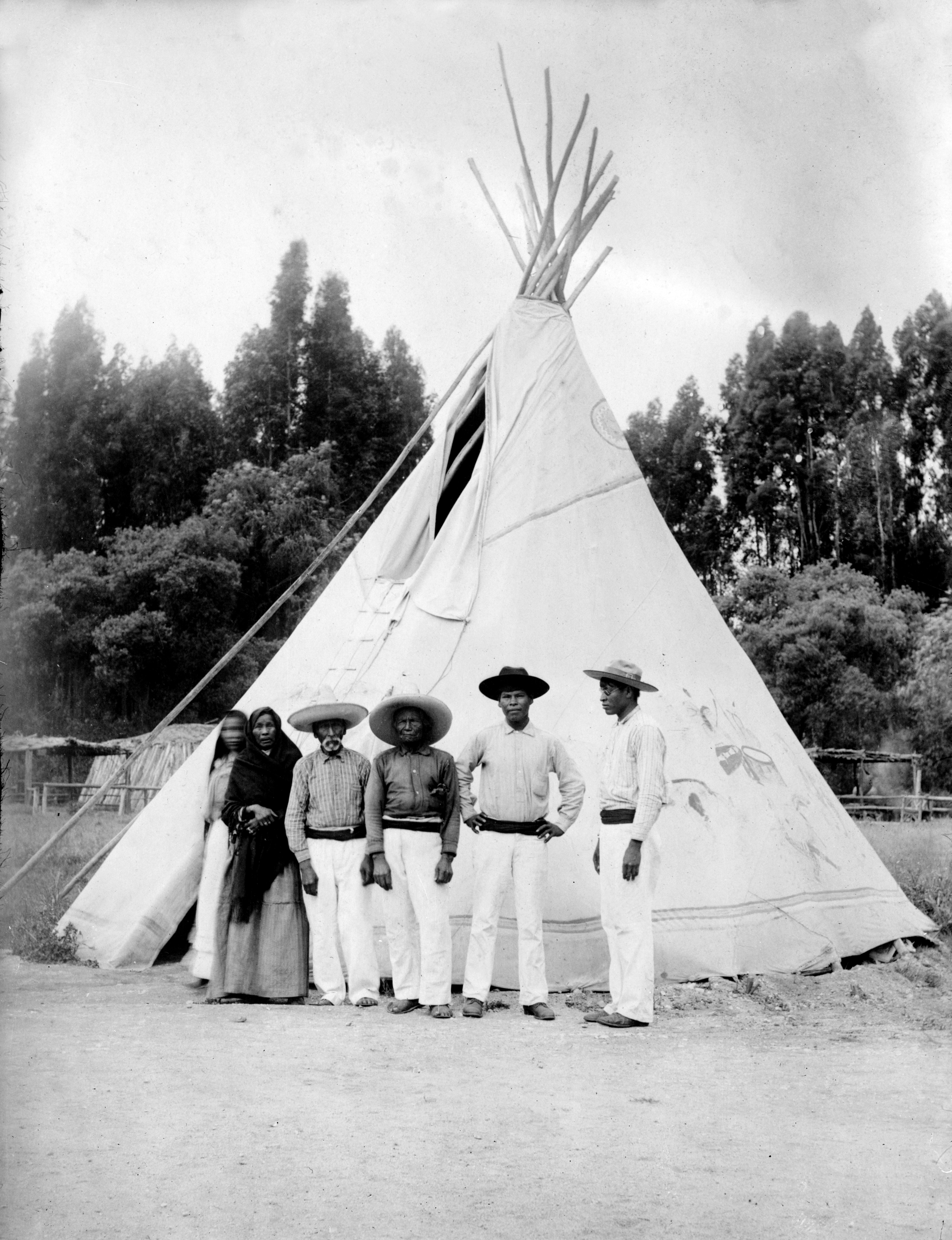
Angehörige der Yaqui (circa 1910)

Nominal umfasste die 1535 gegründete Verwaltungseinheit Vizekönigreich Neuspanien ein weites Gebiet: neben dem heutigen Mexiko weite Teile der USA, Mittelamerikas sowie einen Großteil der karibischen Inseln. Die Unterwerfung der Azteken- und Maya-Reiche vollzog sich zwar binnen weniger Jahrzehnte. An den Grenzen des spanisch-amerikanischen Reiches war die Herrschaft jedoch eher oberflächlich und beschränkte sich auf vereinzelte Niederlassungen, Stützpunkte sowie die für die spanische Form der Kolonisierung typische Form der Encomienda. Bestimmend für dieses System war die Schaffung großer Landgüter, welche an Konquistadoren oder ihre Günstlinge treuhänderisch vergeben wurden. Das System, das Zwangsarbeit und Sklaverei zumindest prinzipiell einschloss, wurde bis 1791 beibehalten. Unter anderen auf Druck seitens der Katholischen Kirche, wurde es jedoch schon in den Vorjahrhunderten zunehmend durch ein System der Landzuteilung, dem sogenannten Repartimiento, abgelöst. Einerseits überließ dieses System den indigenen Gemeinden das Land zur Nutzung. Andererseits beinhaltete es festgelegte Arbeitspflichten für staatliche Institutionen.
Nach der Unabhängigkeit 1810 changierte die Indianerpolitik des neuen mexikanischen Staates zwischen zwei gegenläufigen Polen. Der eine war eine stärkere Rückbesinnung auf die „aztekischen“ Wurzeln – eine Abgrenzung, die vor allem der neu errungenen Unabhängigkeit von der spanischen Krone geschuldet war. Einher ging dieses Nationalbewusstsein mit einer Aufwertung des kreolischen Herkunftsanteils. Im Verlauf des von liberalen Besitzeliten wesentlich geprägten 19. Jahrhunderts artikulierte sich mehr und mehr ein gegenläufiger – die Aufwertung der mestizischen, also auf weiße Vorfahren zurückzuführenden Herkunftsanteile. Zu anhaltenden Konflikten mit indianischen Populationen kam es vor allem im Südosten und Nordwesten. In den 1830ern und 1840ern fanden auf der Halbinsel Yukatán blutige Auseinandersetzungen mit der dort lebenden indigenen Bevölkerung statt. Im Zuge der Niederschlagung der Unabhängigkeitsbewegung auf der Halbinsel, die sich auch im lang andauernden Kastenkrieg artikulierte, kamen vermutlich 200.000 bis 300.000 Menschen ums Leben.
Während es sich bei der Befriedung der Yukatán-Halbinsel um einen bürgerkriegsähnlichen Konflikt handelte, ähnelten die Auseinandersetzungen mit den Yaqui in der nordwestmexikanischen Provinz Sonora stark den Apachenkriegen in den USA. Der Widerstand der Yaqui gegen die Spanier reichte zurück bis ins 16. Jahrhundert. Bereits 1533 war es den Yaqui gelungen, ein spanisches Expeditionskorps zurückzuschlagen. Anders als andere Stämme widersetzten sie sich nicht der Missionierung, sondern baten 1617 um die Entsendung von Jesuiten-Missionaren. Ein Jahrhundert später, im Jahr 1740, folgte jedoch ein Aufstand, in dessen Folge die Yaqui die Missionare vertrieben und sich weiter in die Sierra zurückzogen. Zwischen 1826 und 1833 schlossen sich die Yaqui mit den Pima und anderen Stämmen der Region zusammen mit dem Ziel, die Zentralregierung von Sonora von ihrem Gebiet fernzuhalten. 1867 glitt der Konflikt schließlich in einen Grenzkrieg über, der insgesamt drei Jahrzehnte währte. Mit der Acta de sumisión 1897 wurde auch dieser Konflikt beigelegt. Nichtsdestoweniger gab es bis ins Jahr 1917 vereinzelte Gefechte. 1927 schließlich sprach Präsident Cárdenas den Yaqui ein eigenes Reservat zu.
Im restlichen Mittelamerika sowie der Karibik war die Situation stärker von den Interessen anderer europäischer Kolonialmächte mitbestimmt. Bis zu ihrer Unabhängigkeit waren die Staaten Honduras, El Salvador, Guatemala und Nicaragua Teil des neuspanischen Vizekönigreichs beziehungsweise von Mexiko. Die Miskitoküste, der vorwiegend von Miskitos bevölkerte Ostteil Nicaraguas, war bis 1860 – ebenso das benachbarte Belize – ein britisches Protektorat. Nachdem das Territorium Nicaragua zugefallen war, gelang es den Miskitos, weitgehende Autonomierechte innerhalb der nicaraguanischen Republik zu erwirken – ein Rechtsstatus, der 1881 durch einen Schiedsspruch des österreichischen Kaisers Franz Joseph I. erneut bekräftigt wurde. Darüber hinaus war Nicaragua nicht nur mehrmaliges Opfer US-amerikanischer Interventionen – unter anderem durch den Söldner und Abenteurer William Walker 1855 bis 1857. In den Jahren 1725, 1777 und 1881 kam es jeweils zu bewaffneten Aufständen indigener Bevölkerungsgruppen.

### Kolumbien und Venezuela

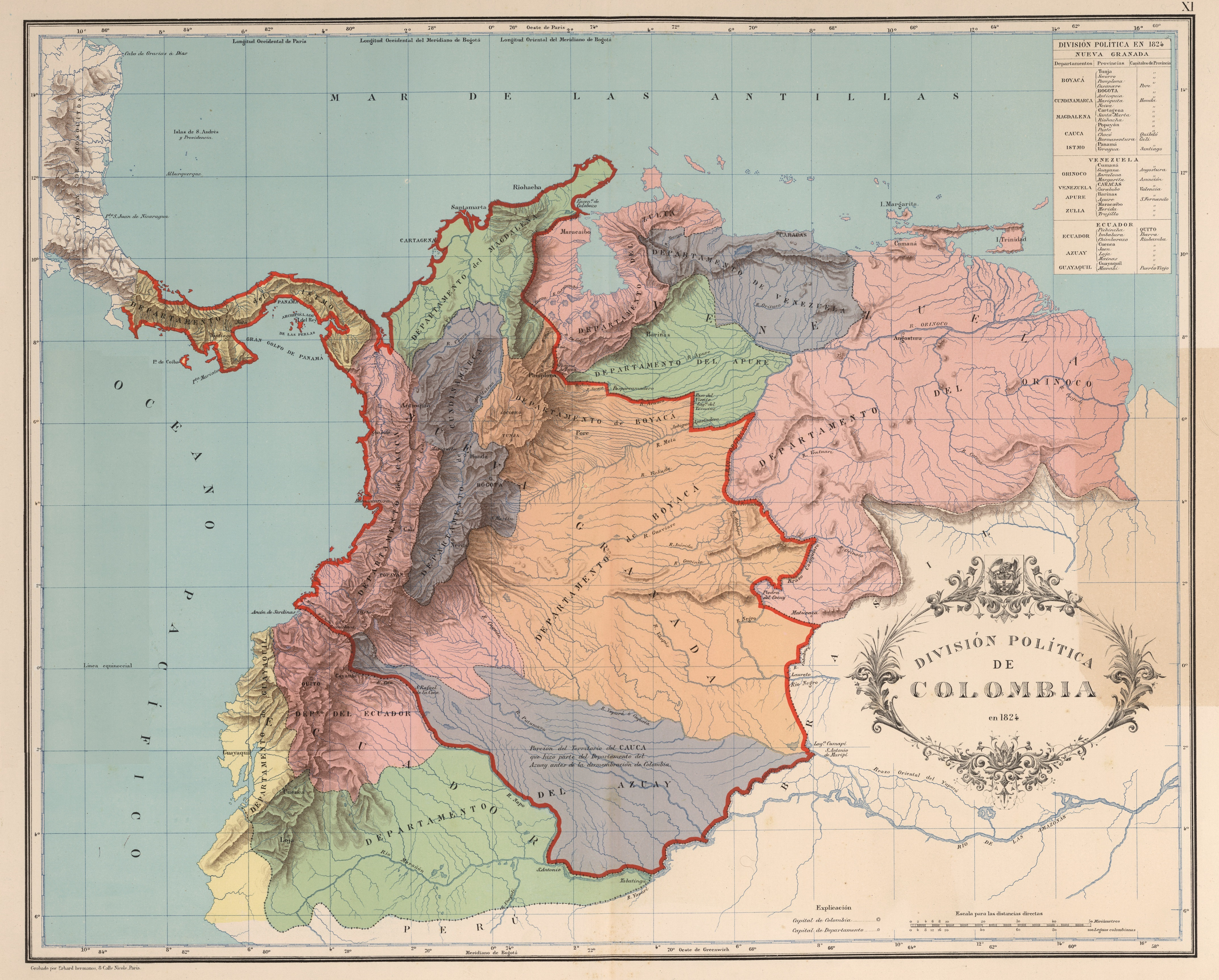
Groß-Kolumbien und dessen Nachfolgerstaat Neu-Granada (1824)

Die Kolonisierung der nordwestlichen Gebiete Südamerikas war Bestandteil der allgemeinen spanischen Conquista. Die ersten Niederlassungen in Kolumbien – Santa Marta und Cartagena – wurden bereits vor der Unterwerfung des Inka-Reichs gegründet. Ab 1530 stießen die spanischen Eroberer weiter ins Andengebiet vor. Die bedeutendsten Stämme in der Region waren die Chibcha, sesshafte Hochland-Bewohner, die kulturell gesehen viele Gemeinsamkeiten mit den Inka hatten, und unterschiedlichen Arawak-Völkern, die Ackerbau betrieben und vorwiegend in den Flusstälern der Küstenebenen lebten. Die Spanier gingen im Gebiet des späteren Vizekönigreichs Neugranada nach demselben Muster vor wie auf anderen Schauplätzen. Bogotá, 1538 unter dem Namen Santa Fé gegründet, avancierte bald zur Hauptstadt des neugegründeten Vizekönigreichs. Mit seinen Hafenstädten sowie den dort umgeschlagenen Waren avancierte das Vizekönigreich Neugranada bald zur wichtigsten Schnittstelle des spanischen Amerika-Imperiums. Im 17. Jahrhundert kam 80 Prozent der weltweiten Goldproduktion aus kolumbianischen Minen.
Verglichen mit Kolumbien, wurde Venezuela von den Spaniern zunächst eher vernachlässigt. In der Zeit unmittelbar nach der Entdeckung war vor allem der Perlenabbau der dominierende Wirtschaftszweig. Wie andernorts auch zwangen die Spanier die „Indios“ zur Arbeit – unter anderem zum Perlentauchen. Der Anbau von Zucker, Tabak, Kaffee und Baumwolle führte in der Folge zu einem überdurchschnittlich hohen Einsatz schwarzer Sklaven – eine Bevölkerungsgruppe, deren Nachfahren die Kultur des Landes bis heute wesentlich mitprägen. Ein weiterer großer Bevölkerungspool wurde von Einwanderern von den Kanarischen Inseln gestellt. Eine Besonderheit der venezolanischen Kolonisationsgeschichte war die direkte Teilnahme süddeutscher Investoren. So finanzierte der Augsburger Bankier Bartholomäus Welser im Jahr 1528 eine Expedition, welche die Reichtümer des Landes erkunden sollte. Erster Gouverneur der Provinz Venezuela wurde der Ulmer Ambrosius Ehinger. Nach bewaffneten Auseinandersetzungen mit indigenen Stämmen in der Region gründete der 1529 die Stadt Maracaibo. Eine größere Rebellion der unter Bedrängnis stehenden Ureinwohner fand Mitte des 16. Jahrhunderts statt. Guaicaipuro, ein örtlicher Kazike, führte mehrere Stämme – darunter die Naiguatá, Guaicamacuto, Chacao und Baruta – in den Kampf gegen die Spanier. Erst unter der Führung von Diego de Losada gelang es den Spaniern 1567, Caracas, vormals ein kleiner Stützpunkt, dauerhaft zu besetzen. Die Kontrolle über die Region blieb bis ins 17. Jahrhundert brüchig. Erst 1628 gelang es den spanischen Eroberern, die letzten Widerstandskämpfer der Jirajara im Yaracuygebiet zu unterwerfen.

### Peru, Bolivien und Ecuador
Über das peruanische Kernland hinaus umfasste das Inkareich zum Zeitpunkt seiner Entdeckung und Eroberung durch den Konquistador Francisco Pizarro Gebiete in den heutigen Staaten Bolivien und Ecuador und bis nach Chile und Argentinien. Die Eroberung des Inka-Reichs führte zur raschen Unterwerfung der Indianerkulturen in den zentralen Andengebieten. Die Vasallenvölker der Inkas setzten den Fremden keinen Widerstand entgegen, da sie ohnehin unter Fremdherrschaft gestanden hatten. Einen größeren militärischen Abwehrversuch unternahm 1536 nur Manco Cápac II., der von den Spaniern eingesetzte Inka-Herrscher. Er konnte aus Cusco, der von den Spaniern eingenommenen Hauptstadt des Inka-Reichs, fliehen und stellte eine gigantische Armee aus früheren Untertanen auf, mit der er Cusco belagerte und sogar Lima bedrohte. Nach dem Scheitern des Aufstands organisierte er in der Region von Vilcabamba ein Rückzugsgebiet und gründete dort ein Exilkönigreich. 1544 wurde er von sieben Anhängern Diego Almagros ermordet, denen er Zuflucht gewährt hatte. Die Mörder wurden von den Indianern gestellt und getötet. Der letzte Inka, Túpac Amaru, wurde 1572 von den Spaniern in einer Handstreichaktion aus Vilcabamba entführt und anschließend hingerichtet.
Erst das drückende Zwangsarbeitsregime und die sozialen Verhältnisse unter den Indigenen führte im 18. Jahrhundert bisweilen zu indigenen Aufstandsbewegungen, beispielsweise die Rebellion unter Juan Santos Atahualpa in den Jahren von 1742 bis 1755, die aber erfolglos blieb. Zeitweilig erfolgreicher war die Große Rebellion unter dem Kazikenführer José Gabriel Condorcanqui vierzig Jahre später (von 1780 bis 1783). Condorcanqui, bekannt unter dem Namen „Túpac Amaru II.“, suchte bewusst das Bündnis mit anderen Indianern und Mestizen. Nichtsdestoweniger scheiterte der Aufstand. Condorcanqui wurde 1781 von den Spaniern gefangen genommen und in Cusco öffentlich gevierteilt. In heutigen Peru wird Túpac Amaru II. mitunter als Vorkämpfer der nationalen Unabhängigkeit vereinnahmt. Auf sein Vorbild bezogen sich auch Guerillaorganisationen wie die Tupamaros in Uruguay in den 1960er und 1970er Jahren, nicht jedoch die peruanische MRTA, die sich in ihrer Namensgebung direkt auf den historischen Inka beruft.
Mit einer Population von 9 bis 14 Millionen sind die Quechua die größte indigene Sprachgruppe in der Region. In Erscheinung getreten sind sie unter anderem durch einen jahrzehntelangen Kampf gegen die von einflussreichen Landbesitzern betriebene Landumverteilung – ein Konflikt, der in stetiger Abfolge Landbesetzungen sowie Landvertreibungen zur Folge hat. Der in der Region stark ausgeprägte Konflikt zwischen indigenen Bevölkerungsgruppen auf der einen, reichen Hazienda- und Minenbesitzern auf der anderen Seite der sozialen Skala hat unter anderem auch in der politischen Landschaft zu einer starken Polarisierung geführt. Während die wirtschaftlich starken kreolischen Eliten traditionell mit politisch rechts stehenden Bewegungen eng verbunden sind, positionieren sich indigene Politiker fast durchgängig auf der linken Seite des politischen Spektrums. Bekannteste Beispiele sind der 2005 gewählte bolivianische Präsident Evo Morales und der 2021 gewählte peruanische Präsident Pedro Castillo.
In Ecuador kam es seit 2000 zu gewaltsamen Auseinandersetzungen zwischen den Shuar Ecuadors und Polizei- sowie Armeeeinheiten. Die Regierung hatte ohne Abstimmung mit den Indigenen – die sich nach wie vor als Besitzer des Landes betrachten – umfangreiche Bergbaukonzessionen an chinesische Firmen in der Provinz Morona Santiago vergeben. 2016 kam es in der Kommune Nankints zur gewaltsamen Räumung und Zerstörung des Ortes mit Hilfe der Armee, die von den 200 Bewohnern mit Gegenangriffen beantwortet wurde. Bei den nachfolgenden schweren Auseinandersetzungen wurden mehrere Soldaten und Polizisten verwundet; ein Polizist kam ums Leben. Die Lage ist nach wie vor ungeklärt (siehe Shuar#Konflikte seit 2000). Ein weiterer Konflikt in Ecuador besteht mit den Waorani und ihren Untergruppen im weitgehend unerschlossenen Amazonastiefland. Er begann um 1880 mit dem Kautschukboom und führt bis in die heutige Zeit immer wieder zu Überfällen und Vergeltungsaktionen auf beiden Seiten. Heute geht der Kampf um das indigene Land nur noch von den isolierten Gruppen aus, die zwar nur wenige Köpfe zählen, aber bei den Einheimischen ausgesprochen gefürchtet sind.

### Argentinien und Chile

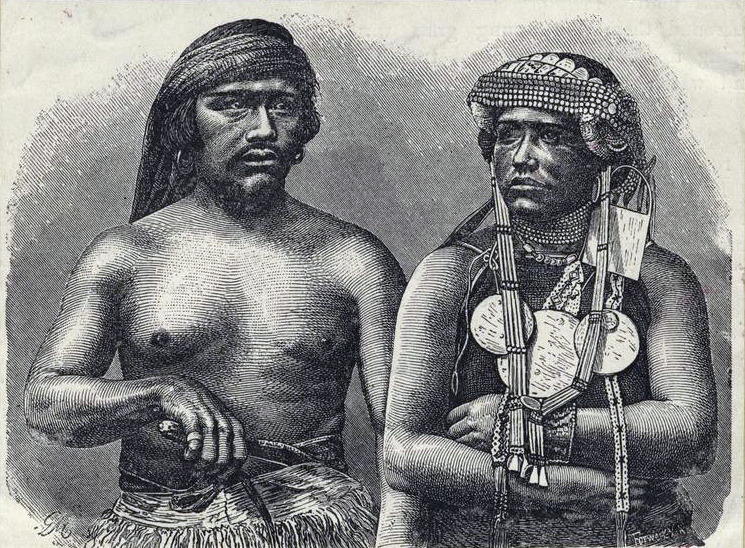
Angehörige der Mapuche (zeitgenössischer Stich, 1890)

Die Frontera in der argentinischen Pampa weist, vergleichend gesehen, die meisten Ähnlichkeiten mit der US-amerikanischen Frontier auf. Die landschaftliche Großgliederung des Landes in die vier Regionen Gran Chaco im Norden, die zentrale Pampa, Patagonien im Süden sowie die Anden-Ausläufer an der Grenze zu Chile sorgte für eine überdurchschnittlich uneinheitliche, sich über eine lange Periode hinziehende Form der Landnahme. Die Spanier, welche sich im 16. Jahrhundert in der Region niederließen, beschränkten sich zunächst auf einzelne Ansiedlungen. Grundlegend änderte sich an dieser oberflächlichen Form der Inbesitznahme nur wenig; staatliche Dominanz wurde bis ins 19. Jahrhundert hinein nur in der Umgebung der Städte wirklich ausgeübt.
Die von den Spaniern praktizierte Politik des Abschlusses völkerrechtlich bindender Verträge behielt auch die argentinische Regierung bei – ebenso die Einschränkung, die vertragsabschließenden Indianer sowie ihr Land als Teil des argentinischen Staatsgebietes zu betrachten. Die reale Erschließung der weiträumigen Pampa-Gebiete südlich von Buenos Aires dauerte bis in die zweite Jahrhunderthälfte an; noch in den 1830er-Jahren waren Indianerüberfälle in der Provinz Buenos Aires nichts Seltenes. Eine erste Kampagne gegen die freilebenden Stämme der Pamparegion führte Juan Manuel de Rosas in den 1830ern, eine zweite, wesentlich blutiger und rigoroser durchgeführte, in den 1870ern Julio Argentino Roca. Beide Kampagnen führten zur Zurückdrängung der indigenen Bevölkerung und festigten schließlich die auf Großgrundbesitz basierende Vieh- und Haziendenwirtschaft, die für die Pampa bis heute typisch ist.
Patagonien, der südliche Ausläufer Argentiniens, war im Wesentlichen von zwei indigenen Reiterkulturen bewohnt: den Tehuelche oder Patagoniern und den auch unter der Bezeichnung Araukaner bekannten Mapuche. Der Widerstand der halbnomadischen Mapuche, die sich parallel zu den Spaniern in der Region niedergelassen hatten, reichte zurück bis zum Arauco-Krieg in der Frühzeit der spanischen Kolonisation. Die Mapuche hatten der spanischen Kolonisation nicht nur erbitterten, sondern auch sehr erfolgreichen Widerstand geleistet. 1641 erkannte Spanien im Vertrag von Quillín die Existenz die Mapuche als eigenständige Nation an. Durch die zunehmende Einwanderung im 19. Jahrhundert änderte sich die Situation immer stärker zu Ungunsten des Stammes. Chile, dass die Unabhängigkeit der Mapuche 1825 bestätigt hatte, gliederte das Araukanien-Gebiet nach einem Feldzug 1861 gewaltsam an. Die Mapuche-Gebiete im Süden Chiles wurden in der Folge von Neueinwanderern aus Europa – vor allem Deutsche – besiedelt. Eine skurrile Episode in der indianischen Geschichte Argentiniens und Chiles ist die Geschichte des Königreichs von Araukanien und Patagonien. In den 1870er-Jahren war es dem französischen Abenteurer Orélie Antoine de Tounens kurzzeitig gelungen, einen unabhängigen Mapuche-Staat ins Leben zu rufen. 1860 wählten die Häuptlinge der Mapuche Tounens zum König. Seine Bemühungen um internationale Anerkennung scheiterten allerdings kläglich. Historiker bewerten die Geschichte des Königreichs von Patagonien meist als komische Randepisode. Endgültig gebrochen wurde der Widerstand der Mapuche allerdings erst in den 1880er-Jahren.
Ähnlich gewaltsam wie die „Wüstenkampagne“, die Präsident Roca gegen die indigenen Bewohner der Pampa durchführte, verlief auch der Grenzkrieg mit den Indianerstämmen im Gebiet des Gran Chaco in den 1880ern. Anhaltenden Widerstand leisteten vor allem die Stämme der Guaycurú und Apipones. Die Erschließung der teils savannen-, teils regenwaldartigen Region im Grenzgebiet der vier Staaten Argentinien, Paraguay, Bolivien und Brasilien ähnelte zum Teil der Erschließung der Regenwaldgebiete im brasilianischen Amazonasbecken. Wenn auch nicht so gehäuft, gab es auch in Gran-Chaco-Gebieten bis in die jüngste Zeit Erstkontakte mit bislang unbekannten Indigenen-Gruppen.

### Brasilien

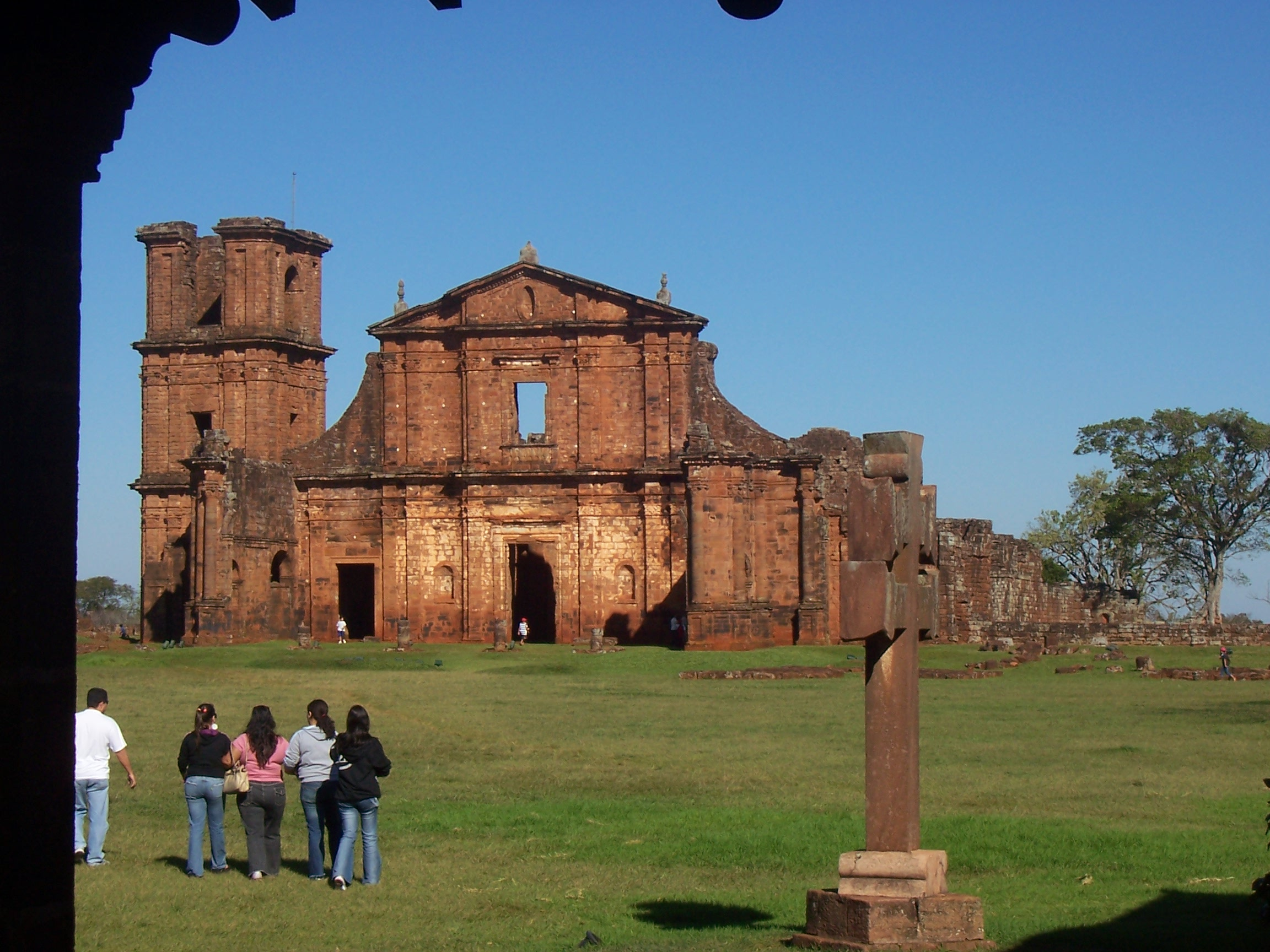
Kirchenruine der Jesuitenreduktion São Miguel das Missões, Brasilien

Verglichen mit den Hauptschauplätzen der spanischen Eroberung verliefen die ersten Kontakte zwischen Europäern und Ureinwohnern in Brasilien vergleichsweise friedlich. Allerdings folgte auch hier auf die erste Periode des friedlichen Zusammenlebens der Versuch, die Eingeborenen zu versklaven oder zur Zwangsarbeit zu zwingen. Hinzu kam der Import afrikanischer Sklaven bis in die 1850er Jahre. Typisch für Brasilien waren die überdurchschnittlich starke Anzahl von Mischehen sowie die daraus folgende „Verschmelzung“ der Kulturen. Gewalt, Vertreibung und Unterdrückung spielten allerdings auch während der Besiedlung des brasilianischen Territoriums eine nicht unerhebliche Rolle. Ebenso wie in den anderen lateinamerikanischen Ländern sorgten auch in Brasilien die Jesuitenreduktionen für eine spürbare Eindämmung der Übergriffe. Als Gegenpol gegründet zur Kolonisierungspolitik von spanischer und portugiesischer Krone sowie lokalen Kräften, schufen sie ab 1610 eine zunehmende Anzahl reservatsähnlicher Ansiedlungen, die den Ureinwohnern einen gewissen Schutz boten vor Übergriffen, Vertreibung und Versklavung.
Das Verhältnis der Jesuitenansiedlungen zu den Kolonialbehörden gestaltete sich von Anfang an konflikthaft. 1640 erhielten sie vom spanischen König die Erlaubnis zum Aufstellen einer „Indio“-Miliz, welche die Übergriffe von Bandeirantes abwehren sollte. Auf Veranlassung der portugiesischen und spanischen Regierung mussten die Jesuiten die Reduktionen 1759 bzw. 1767 aufgeben und das Land verlassen. Die Bewertung im Nachhinein ist durchwachsen: Einerseits waren die Niederlassungen Instrumente zur Christianisierung und dienten darüber hinaus auch der Eingliederung der indigenen Bevölkerung in die koloniale Gesellschaft. Da sie den Mitgliedern der indigenen Gemeinden andererseits nicht nur Schutz, sondern auch eine gewisse soziale Sicherheit boten, wurden das „heilige Experiment“ auch von Aufklärern und Frühsozialisten durchaus positiv bewertet.
Anders als in Argentinien konnte in Brasilien von einer Siedlungsgrenze im eigentlichen Sinn des Wortes lange kaum die Rede sein. Die Siedlungsgrenze war lange Zeit durch den Zuckerrohranbau sowie den Bergbau in den rückliegenden Gebieten vorgegeben. Erst durch den Kaffeeanbau im 19. Jahrhundert entstand in Brasilien so etwas wie eine Fronteira, in deren Folge es auch zu organisiertem Vorgehen gegen örtliche Indianerstämme kam – wobei den Indianern bis 1910 nicht einmal Reservatsschutz gewährt wurde. Anders als in den USA wurde die Erschließung der ausgedehnten Wildnis der Amazonasregion erst im Verlauf des 20. Jahrhunderts in Angriff genommen. Allerdings spielte hier weniger der Gedanke der Besiedlung eine Rolle als vielmehr der der Holzwirtschaft, später auch der der Energiegewinnung. Die Ureinwohner des Amazonasgebiets leisteten gegen das Vordringen der Zivilisation in den Regenwald zwar ebenfalls Widerstand. Aufgrund der geringen Entwicklung stellt sich das Problem aktuell jedoch eher als das des Schutzes. So führt die UNESCO 23 Stämme auf, die vor Erstkontakten mit der weißen Zivilisation explizit geschützt werden sollen. Dennoch kam es in der Amazonasregion in der ersten Hälfte des 20. Jahrhunderts zu gezielten Vernichtungsaktionen. Beteiligt waren an diesen nicht nur lokale Behörden, sondern auch der 1908 von Cândido Rondon gegründete Indianerschutzdienst (port: Serviço de Proteção ao Índio). Wie das Magazin „Der Spiegel“ im Jahr 1969 berichtete, fielen den Massakern und Folterungen der Indianerschutz-Rangers vermutlich Tausende von Indigenen zum Opfer.

## Historische Betrachtung und Einzelaspekte
Die historische Betrachtung konzentriert sich – von rein darstellenden Zusammenfassungen abgesehen – vor allem auf zwei Aspekte: erstens das Ausmaß der Gewaltförmigkeit sowie die dadurch aufgeworfene Schuldfrage, zweitens Vergleichen mit der Niederwerfung anderer indigener Bevölkerungsgruppen. Eine Sonderrolle bei der Nachbetrachtung spielt die Behandlung des Themas in der Literatur, im Film sowie in anderen Massenmedien. Bis weit ins 20. Jahrhundert hinein von einer einseitigen wie unrealistischen Darstellung geprägt, fand erst seit den 1960er-Jahren eine Hinwendung zu einer realistischen Behandlung des Themas statt.

### Zahlenangaben

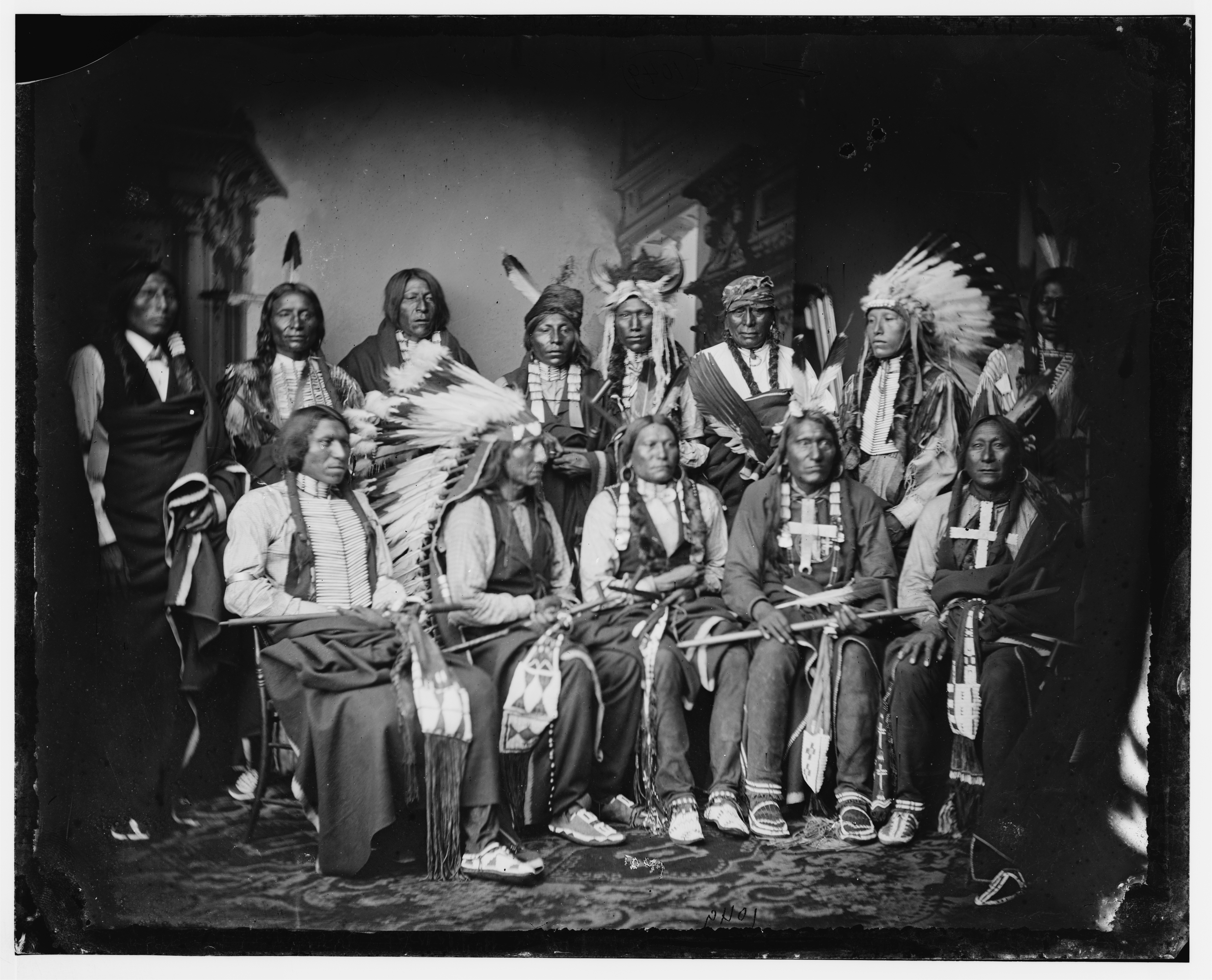
Red Cloud und andere Sioux-Häuptlinge

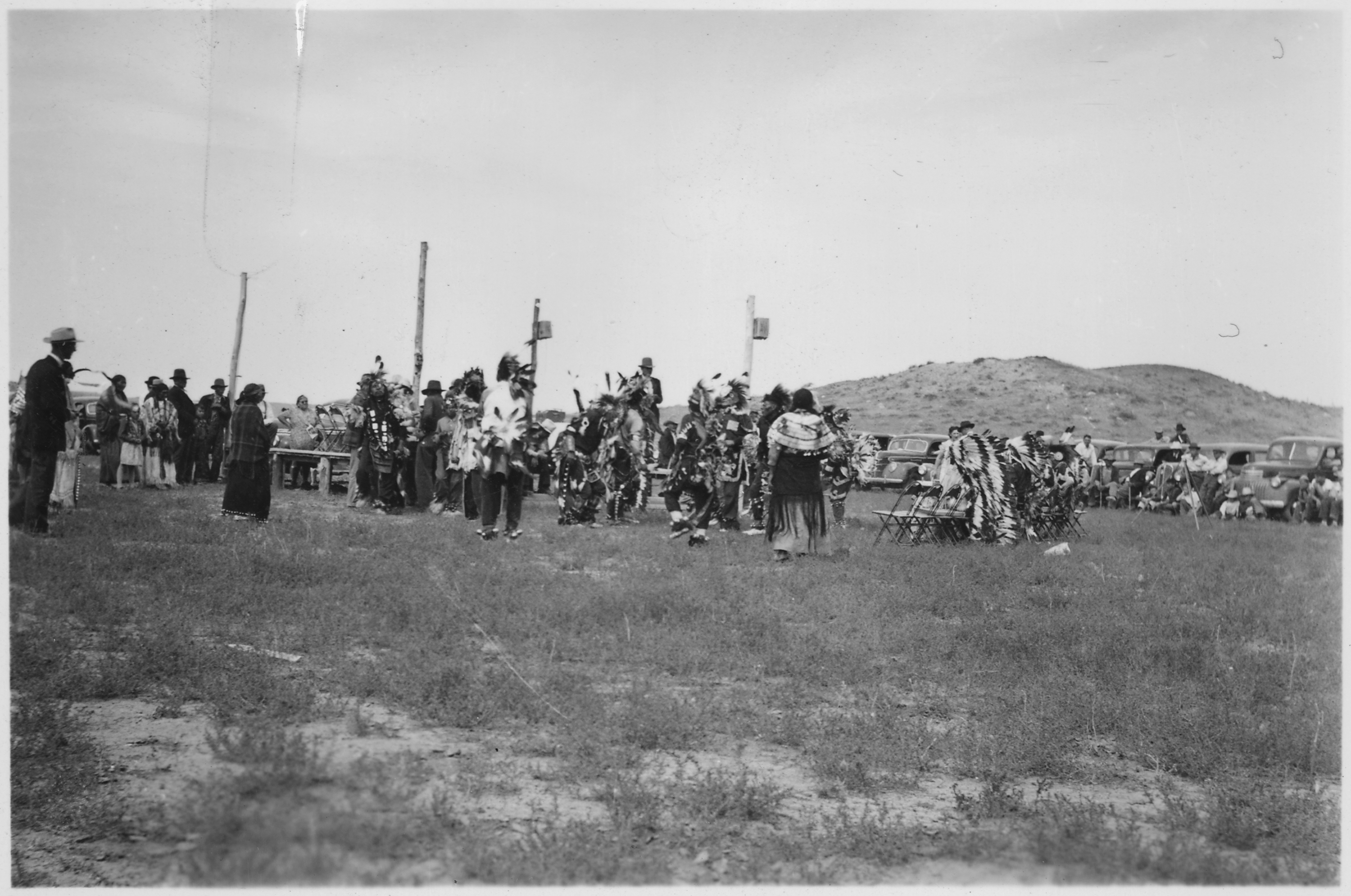
Nachfahren im traditionellen „Look“: Angehörige der Sioux bei einer traditionellen Versammlung (ca. 1940)

Unumstritten ist in der Geschichtsforschung das Ergebnis der Indianerkriege. Dass die Unterwerfung und Vernichtung der amerikanischen Ureinwohner eine Folge der Besiedlung durch weiße Europäer war (und, umgekehrt gesehen, dass die Indianer keinerlei Chance hatten, die Besiedlung zu verhindern), wird von niemandem bestritten. Die Indianerföderationen, die Anführer wie Pontiac und Tecumseh zeitweilig in die Wege leiteten, werden in der Regel als tapferer, letztlich jedoch vergeblicher Versuch gewertet, die Inbesitznahme der indianischen Stammesgebiete zu stoppen. Überwiegend geschätzt ist nach wie vor ein Großteil der Zahlen, die mit den Indianerkriegen beziehungsweise dem Vorrücken der Besiedlungsgrenze verbunden sind. Bei vielen Angaben differieren auch die Ausgangsparameter. Die Anzahl der Ureinwohner, welche den nordamerikanischen Kontinent 1492 bevölkerten, wurde seit den 1970er-Jahren stetig hochkorrigiert. Rechnete man 1865 noch mit 0,9 bis 1,5 Millionen für das Gebiet der heutigen USA und Kanada, gehen aktuelle Schätzungen von 5 bis 12 Millionen für das Vergleichsgebiet und 45 bis 60 Millionen für den gesamten Kontinent aus. Die Mehrzahl hält die Zahl 6 bis 7 Millionen (für die USA und Kanada) für realistisch.
Weiteren Schätzungen zufolge lebten 1570 rund 3 Millionen Indianer östlich des Mississippi sowie 120.000 im Gebiet des heutigen Neuengland, 1670 jeweils ein Zehntel davon. Einer wissenschaftlichen Faustregel zufolge reduzierten sich indianische Populationen nach dem Erstkontakt mit Europäern um rund 90 Prozent – wobei als Hauptursache nicht militärische Gewalt gilt, sondern die durch die Europäer verbreiteten Infektionskrankheiten. Die Stämme, auf die die Kolonisten stießen, umfassten je nach Größe einige Hundert bis mehrere Zehntausend Mitglieder. Einer Schätzung für 1868 zufolge zählten die Präriestämme zu jener Zeit rund 150.000 Mitglieder. Auf Schätzwerten sowie unterschiedlichen Parametern basieren teilweise auch Angaben zur Anzahl der Kolonisten beziehungsweise US-Einwohner. Bis zur Mitte des 17. Jahrhunderts betrug die Anzahl der Kolonisten an der Ostküste nicht mehr als einige Zehntausend. Die Virginia-Kolonie umfasste 1640 rund 10.000 Siedler, die Neuengland-Kolonien drei Jahre später rund 15.000. Um 1700 lebten in den Ostküsten-Kolonien rund 250.000 Einwohner. Bis zum Ende des Siebenjährigen Kriegs stieg die Einwohnerzahl auf rund 2 Millionen an. 1800 lebten in den USA rund 5 Millionen Einwohner, 1850 23 Millionen und 1900 fast 75 Millionen.

### Opfer und Gewaltausmaß
Die Anzahl der Indianer und Siedler, die im Verlauf unmittelbarer Auseinandersetzungen ums Leben kam, lässt sich nur schwer rekonstruieren, da die als „Krieg“ deklarierten Konflikte (beispielsweise der King Philip’s War oder etwa der Sioux-Krieg in Nebraska und Wyoming 1865 bis 1868) lediglich einen Teil der Auseinandersetzungen ausmachten. Nicht bestritten wird, dass es im Verlauf der Indianerkriege auf beiden Seiten zu Massakern kam und Übergriffe gegen Nichtkombattanten sowohl bei Weißen als auch Indianern an der Tagesordnung waren. Während zeitgenössische Berichte meist einseitig gefärbt waren und die Indianer in der Regel als „grausame Wilde“ dämonisierten, betonte eine gegenteilige Richtung stark den Aspekt des großherzigen und „edlen Wilden“.

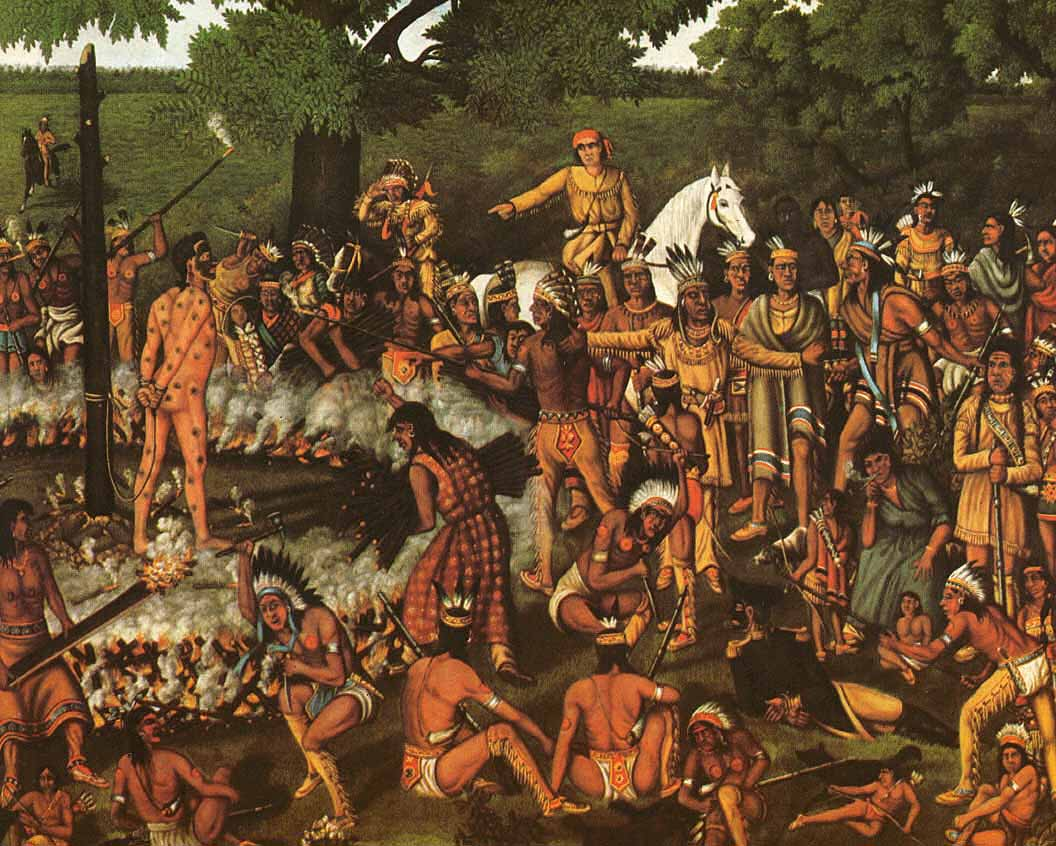
Gefangener am Marterpfahl (Gemälde von James Boroff)

Neuere Untersuchungen versuchen ein realistischeres Bild zu zeichnen. Der Historiker Stephan Maninger beispielsweise konstatiert den Indianern des amerikanischen Nordostens eine überdurchschnittlich kriegerische Grundhaltung. Neben der grausamen Behandlung von Gefangenen sind jedoch zahlreiche Beispiele friedlicher Nachbarschaft oder sogar Miteinander-Zusammenlebens dokumentiert. Dies betrifft nicht nur Entführte, die danach aus freien Stücken weiter bei den Indianern lebten (bekanntes Beispiel: Cynthia Ann Parker, Mutter des späteren Comanche-Anführers Quanah Parker), sondern auch zahlreiche Mischehen. Die Adaption von Praktiken der anderen Kultur betraf beispielsweise auch den Umgang mit der Sklaverei. Insbesondere bei den fünf zivilisierten Stämmen im Süden war die Sklaverei eine selbstverständlich praktizierte Erscheinung. Umgekehrt wurden vor allem in der Anfangszeit der Kolonisation zahlreiche gefangengenommene Indianer versklavt beziehungsweise in die Sklaverei verkauft. Ein spätes Kapitel dieses Kontakts zwischen Afroamerikanern und Indianern waren die sogenannten „Büffelsoldaten“ – nach dem Sezessionskrieg zusammengestellte Heeresverbände, die vorwiegend oder ganz aus Afroamerikanern bestanden und die in den Kriegen gegen die Prärieindianer zum Einsatz kamen.
Ob die Praxis des Skalpierens getöteter Gegner von den Indianern stammt oder ursprünglich von den Spaniern oder Engländern eingeführt wurde, ist ungewiss. Belegt ist, dass sie sowohl von weißen Siedlern, Milizen und Soldaten als auch von Angehörigen verschiedener Indianerstämme angewandt wurde. Dass sich diese Sitte im Zug der Indianerkriege allgemein ausbreitete, gilt als sicher. Ebenso verbürgt sind zahlreiche Beispiele, in denen Kolonisten, Behörden oder Militärbefehlshaber Prämien auf Indianerskalps aussetzten. Nach wie vor uneins sind sich Historiker über die Frage, ob die Indianerkriege in der Summe genozidale Züge tragen. Der Historiker Ben Kiernan sieht in seinem 2007 veröffentlichten Werk Erde und Blut zumindest teilweise genozidale Tendenzen gegeben. Der Autor Stephan Scheuzger beschreibt die Militärkampagnen unter Sherman und Sheridan nach 1865 als eine Fortsetzung der bereits in der Bürgerkriegs-Spätphase praktizierten Strategie, Niederlassungen sowie die Lebensmittelversorgung des Feindes zu zerstören. Laut Scheuzger nahm diese Strategie der verbrannten Erde die Tötung unbeteiligter Frauen und Kinder zumindest billigend in Kauf. Der deutsche Historiker Jürgen Osterhammel hält den Vorwurf eines weißen Genozids zwar generell für übertrieben, räumt allerdings ein, dass der Vorwurf für einige lokale Schauplätze – insbesondere Kalifornien – durchaus angebracht ist.
Ein weiterer Aspekt sind jene Kriege, die zwischen Indianern und Indianern stattfanden. Zum Tragen kamen sie einerseits in den frühen Kolonialkriegen. Der Teilnahme der Irokesenföderation auf der Seite der Briten im Siebenjährigen Krieg etwa war machtpolitisch eine mitentscheidende Komponente. Inwieweit Feindschaften zwischen einzelnen Indianervölkern unabhängig von dem Vordringen weißer Siedler bestanden oder aber von diesen mit ausgelöst wurden, ist weiter Gegenstand der historischen Forschung. Bekannteste Beispiele dieser Fehden zwischen Indianerstämmen sind die Auseinandersetzungen zwischen den Algonkin-Stämmen an der Ostküste und den Irokesen, die Verdrängungskriege der fünf beherrschenden Präriestämme gegen Apachen sowie die Stämme am Missouri und in den Rocky Mountains oder die Zwistigkeiten zwischen Apachen einerseits sowie Pueblo-Indianern und Navajo andererseits. Die Rivalitäten zwischen den Stämmen begünstigten unter anderem auch den Einsatz indianischer Scouts. In den Präriekriegen nahmen auf der Seite des US-Heeres Kontingente aus Crows, Schoschonen und Pawnee teil. Die Apachenkriege schließlich wurden unter anderem durch den Einsatz von Apachescouts siegreich beendet.
Die USA tun sich mit der Aufarbeitung der Indianerkriege bis heute schwer. Eine offizielle Entschuldigung angesichts der eindeutig belegten Massaker – insbesondere die vom Sand Creek 1864, Washita River 1868 und Wounded Knee 1890 – sind bis heute ausgeblieben.
US-Präsident George W. Bush lobte in einer Rede zwar explizit den Einsatz indianischer Teilnehmer bei den Operationen Enduring Freedom und Iraqi Freedom. Die schlechten Lebensbedingungen in den Reservaten werden allerdings auch von heimkehrenden Veteranen beklagt. 2009 unterzeichnete Barack Obama als 44. US-Präsident eine Erklärung, in der er für die Übergriffe des US-Heeres um Entschuldigung bat. Im Zusammenhang mit Protesten 2016 um die Dakota Access Pipeline baten einige hundert Heeres-Veteranen stellvertretend die anwesenden Häuptlinge um Vergebung für das verübte Unrecht.

### Kulturelle Verarbeitung

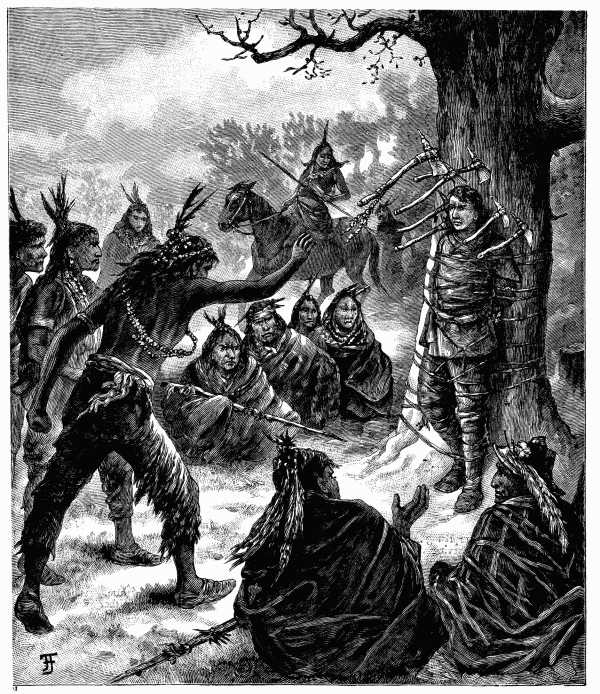
Illustration aus der Lederstrumpf-Erzählung Der Wildtöter (1905)

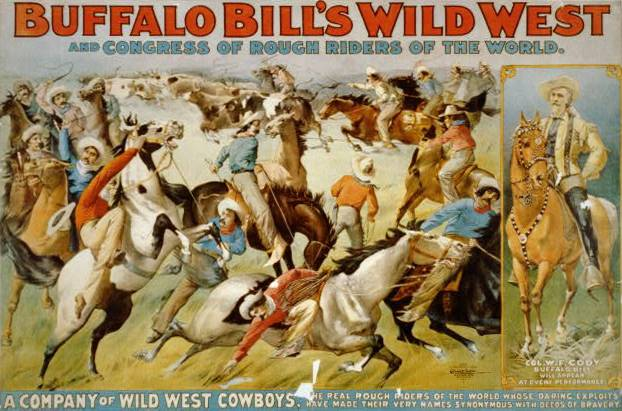
Werbeplakat für die Wildwest-Show von William Cody (1899)

Ebenso wie andere geschichtliche Ereignisse wurden auch die Indianerkriege auf unterschiedlichste Weise künstlerisch reflektiert. Insbesondere die Eroberung und Besiedlung der Westgebiete avancierten zu einem elementaren Bestandteil der US-amerikanischen Gründungsmythologie. Zu Beginn der Kolonialphase waren vor allem Erlebnisberichte sowie Abhandlungen aus religiöser Sicht vorherrschend. Ein frühes Beispiel sind die Erfahrungsberichte von John Smith, dem Gründer der Virginia-Kolonie, die dieser zwischen 1608 und 1622 niederschrieb. Geschichten, die den Kampf mit Indianern sowie das Leben an der Frontier in fiktiver Form behandelten, fanden erst ab dem Ende der Kolonialphase eine weitere Verbreitung. Mit der Ausweitung der Grenze und der damit einhergehenden Verbreitung des Buchdrucks stieg die Nachfrage nach Literatur, die sowohl authentisch als auch unterhaltend war. Bekanntestes Beispiel für diese Form zeitgenössischer Verarbeitung sind die Lederstrumpf-Romane von James Fenimore Cooper. Der erste erschien 1826. Bis 1840 folgten ihm vier weitere Bände.
Mit den Reisen von Malern wie George Catlin in den 1830er-Jahren stieg das Interesse an Informationen über das Leben der Indianer weiter an – vor allem in den östlichen Bundesstaaten, die bereits länger fernab der Indianergrenze lagen. Mehr und mehr wurde diesem Interesse in Form reißerisch-trivialer Groschenromane und Sensationsgeschichten Rechnung getragen. Einer der bekanntesten Autoren dieser Romane war Ned Buntline. Buntline, der in seiner Jugend selbst an den Seminolenkriegen teilgenommen hatte, trug mit seinen Geschichten dazu bei, bekannte „Westmänner“ zusätzlich zu popularisieren – beispielsweise die Büffeljäger und Kundschafter Wild Bill Hickok und Buffalo Bill. Buffalo Bill, mit bürgerlichem Namen William Cody, stellte nach dem Ende der Sioux-Kriege eine Wildwest-Show auf die Beine. Codys Show, an der zeitweilig hunderte von Indianer- und Cowboy-Komparsen beteiligt waren, tingelte durch US-amerikanische wie europäische Städte. Die im Stil zeitgenössischer Völkerschauen inszenierte Show gastierte auch in Deutschland: 1889 in Karlsruhe, im Juli 1900 in Braunschweig.

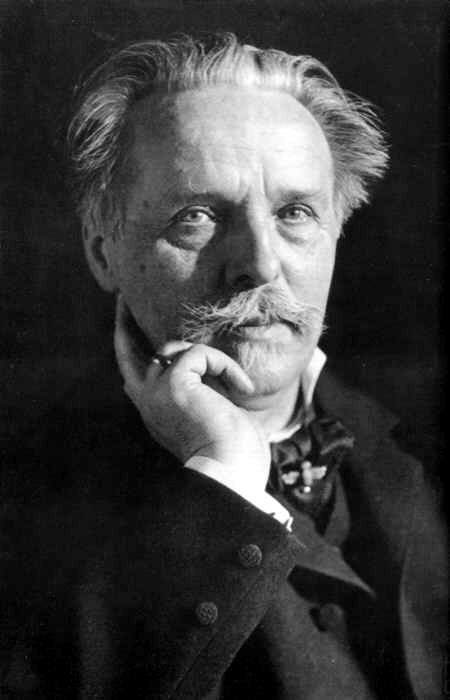
Karl May (1907)

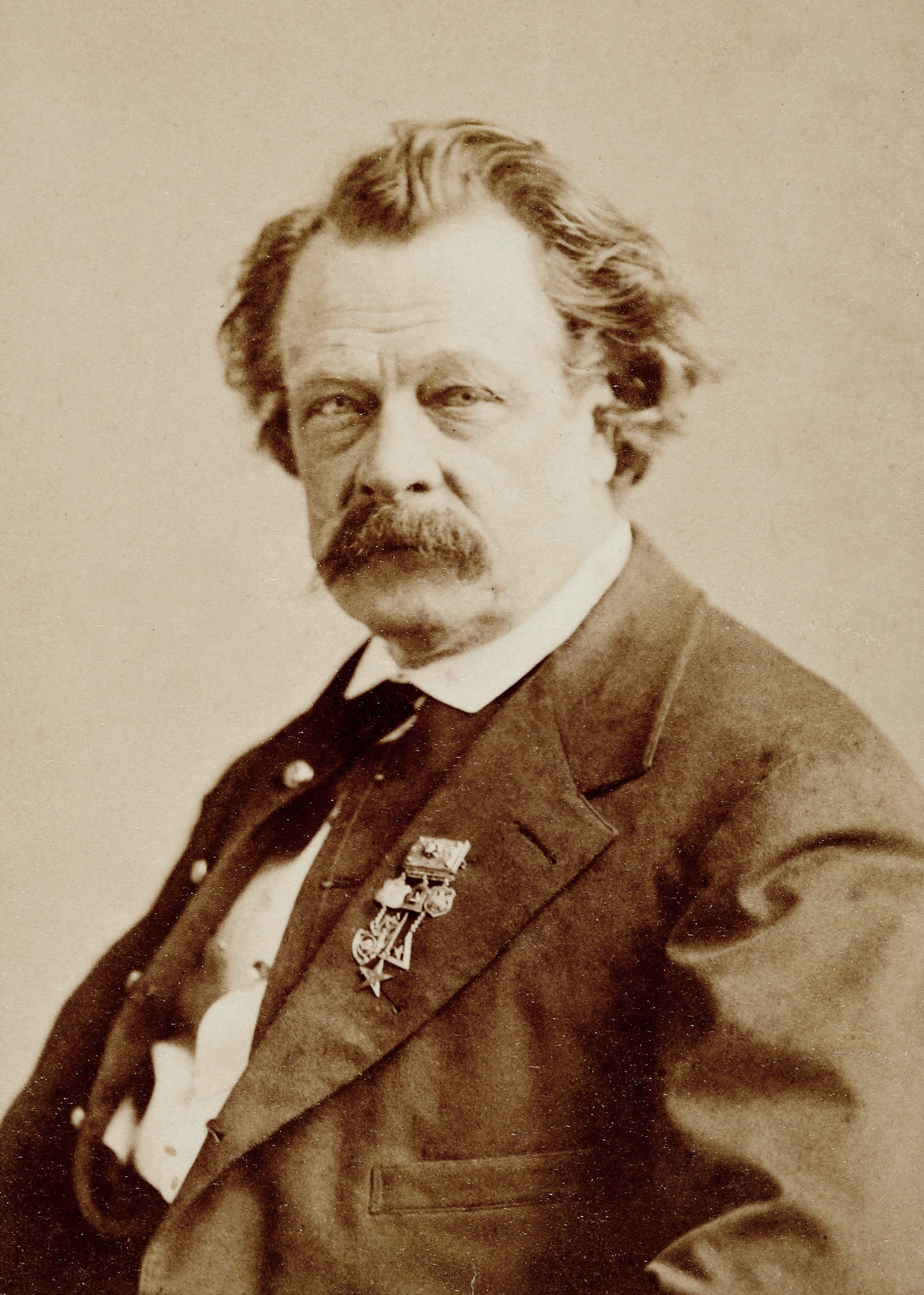
Ned Buntline (circa 1886)

In Deutschland wurde das Bild der Indianerkriege stark durch die Werke des Volksschriftstellers Karl May geprägt. Kritik und Wissenschaft bescheinigen Mays Werk zwar allgemein eine stark romantisierende Tendenz sowie einen überdurchschnittlich freien Umgang mit den historischen Fakten. Aufgrund ihrer Beliebtheit prägten die Romane rund um die fiktiven Figuren Winnetou und Old Shatterhand das Indianerbild deutscher Leser jedoch nachhaltig. Jüngere Generationen lernten Winnetou und Old Shatterhand durch zahlreiche Verfilmungen in den 1960ern kennen. Eine stärker an den historischen Fakten orientierte Aufbereitung lieferte der Schriftsteller Fritz Steuben. Steubens Tecumseh-Romanen wurden gelegentlich zwar ebenfalls idealisierende Tendenzen vorgehalten. Stärker wog allerdings der Vorwurf einer gewissen Affinität zu Ideologiesträngen des Nationalsozialismus. Während Steubens Tecumseh-Bücher in der Bundesrepublik mehrere Neuauflagen als Jugend- und Abenteuerroman erfuhren, zählten sie in der DDR zu der NS-belasteten Literatur. In der DDR war allerdings die Indianer-Hexalogie Die Söhne der Großen Bärin von Lieselotte Welskopf-Henrich weit verbreitet. Die Bücher um den gleichnamigen fiktiven Stamm der Sioux-Lakota wurden ebenfalls für ihre Nähe zu historischen Fakten gerühmt und haben dafür gesorgt, dass in der DDR ein anderes Indianerbild herrschte als in der von Karl May geprägten BRD.
Ein stetig präsentes Thema waren die Indianerkriege auch in den zahlreichen Westernfilmen der US-amerikanischen Filmindustrie. Meist bildeten sie jedoch nur eine oberflächliche Staffage – beispielsweise in der Form von Indianern, die eine Postkutsche oder einen Siedlertreck angreifen. Zu einem eigenen Genre avancierte ab Ende der 1940er-Jahre der Kavallerie-Western. Den meisten Western- und Indianerfilmen der Hollywood-Kulturindustrie wird heute die Vermittlung eines stark einseitigen, zu Lasten der Indianer gehenden Bildes vorgeworfen. Bestätigt wurde diese Kritik durch einige Statements bekannter Westerndarsteller. John Wayne etwa rechtfertigte die Verdrängung der Indianer 1971 mit folgenden Worten: „Ich glaube nicht, dass wir falsch gehandelt haben, als wir den Indianern das Land wegnahmen. Es gab Tausende von Leuten, die neues Land brauchten, und die Indianer waren so selbstsüchtig, es nur für sich behalten zu wollen.“

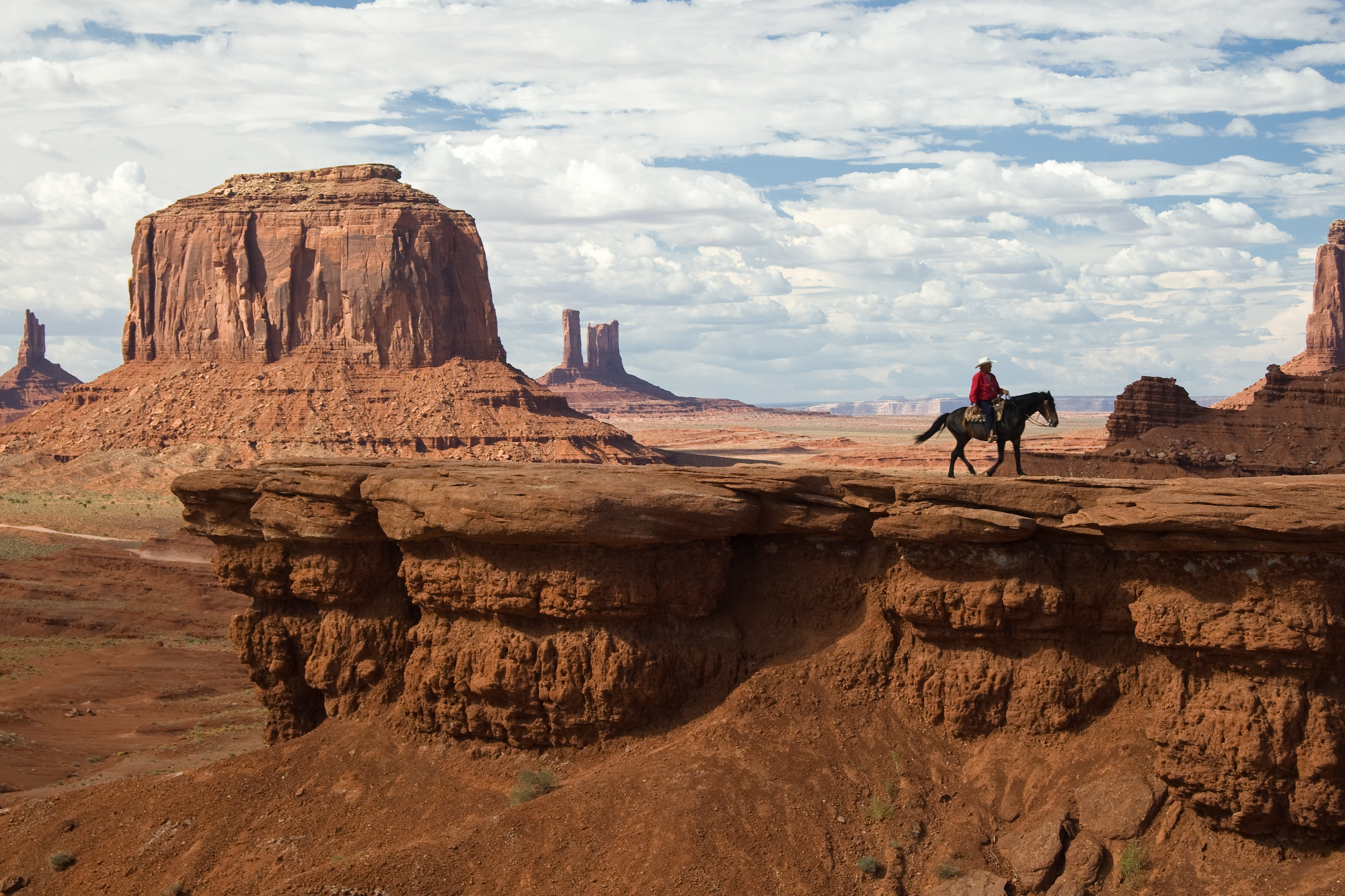
Der John Ford’s Point im Monument Valley: ein beliebter Drehort für Western

Ab Mitte der 1950er wandten sich Autoren und Filmemacher dem Thema auf stärker realistische Weise zu. Zu einem internationalen Erfolg wurde der dokumentarische Roman Cheyenne Autumn von Mari Sandoz, welcher die Flucht der Northern Cheyenne aus ihrem Reservat beschreibt. Im Film sorgte das New Cinema in den 1970ern und 1980ern für einen deutlichen Umschwung. Der Indianerwestern Das Wiegenlied vom Totschlag (1970) thematisierte nicht nur verdrängte Massaker wie das am Sand Creek 1864, sondern setzte es in schockierenden, semidokumentarischen Bildern in Szene. Weitere Western, welche die Sicht der Indianer stärker berücksichtigten, waren Little Big Man (1970) sowie Der mit dem Wolf tanzt (1990). Flankierend zu diesem neuen Blick auf die Epoche der Indianerkriege kamen Filme heraus, die – entweder als Road Movie oder auch als Thriller – kritisch die Situation in den heutigen Reservaten behandelten. Beispiele: der nach einer Romanvorlage von Clair Huffaker gedrehte Film Der Indianer mit Anthony Quinn von Carol Reed (1970) sowie der Thriller Halbblut aus dem Jahr 1992. Eine ernsthafte Auseinandersetzung mit dieser Ära der amerikanischen Geschichte forderte darüber hinaus auch der Schauspieler Marlon Brando ein, als er 1973 – aus Protest gegen den Umgang der amerikanischen Filmindustrie mit dem Thema Indianer – die Annahme des Oscar für seine Rolle in Der Pate ablehnte.
Auch in der Popmusik sind die Indianerkriege sowie die heutige Situation der Native Americans gelegentlich Thema. Die kanadische Liedermacherin Buffy Sainte-Marie, eine Angehörige der Cree, thematisiert die Geschichte und Gegenwart der Indianer in zahlreichen ihrer Songs. Zu ihren bekanntesten Stücken zählt der Titelsong Soldier Blue zu dem Western Das Wiegenlied vom Totschlag. Das Schicksal US-amerikanischer Indianer thematisierten unter anderem Songs wie Indian Reservation – interpretiert unter anderem von Don Fardon – oder Ballad of Ira Hayes von Johnny Cash. Der kanadische Musiker Bruce Cockburn appelliert in seinem Song `Indian Wars´ – publiziert 1991 – an eine Neubewertung der Behandlung der First Nations und blickt der Realität ins Auge.

### Deutschsprachig
- Werner Arens, Hans-Martin Braun: Die Indianer Nordamerikas. Geschichte, Kultur, Religion. C. H. Beck, München 2004, ISBN 3-406-50830-8.
- Claus Biegert: Seit zweihundert Jahren ohne Verfassung. USA: Indianer im Widerstand. Rowohlt, Reinbek bei Hamburg 1983, ISBN 3-499-14056-X.
- Dee Brown: Begrabt mein Herz an der Biegung des Flusses. Droemer Knaur, München 1972. (2005, ISBN 3-426-62804-X)
- Hans Christoph Buch: Tatanka Yotanka oder Was geschah wirklich in Wounded Knee? Die letzte Schlacht der Weißen gegen die Indianer. Verlag Klaus Wagenbach, Berlin 1990, ISBN 3-8031-2055-1.
- Christian F. Feest: Das rote Amerika. Nordamerikas Indianer. Europa Verlag, Wien 1976, ISBN 3-203-50577-0.
- Thomas Jeier: Die ersten Amerikaner. Eine Geschichte der Indianer. dva, München 2011, ISBN 978-3-421-04412-9.
- Daniel Karch: Entgrenzte Gewalt in der kolonialen Peripherie. Die Kolonialkriege in „Deutsch-Südwestafrika“ und die „Sioux Wars“ in den nordamerikanischen Plains, Stuttgart (Steiner) 2019. ISBN 978-3-515-12438-6. ISBN 978-3-515-12436-2.
- Aram Mattioli: Verlorene Welten. Eine Geschichte der Indianer Nordamerikas 1700–1910. Klett-Cotta, Stuttgart 2017, ISBN 978-3-608-94914-8.
- Alfred Wallon, Joshua Pekordl: Untergang am Little Big Horn. Persimplex Verlag, Wismar 2010, ISBN 978-3-940528-88-9.
- James Wilson: Und die Erde wird weinen. Die Indianer Nordamerikas. Ihre Geschichte, ihre Spiritualität, ihr Überlebenskampf. Suhrkamp Verlag, Berlin 2001, ISBN 3-518-39770-2.

### Englischsprachig
- Joseph A. Altshier: The Indian War Novels. The Horsemen of the Plains & the Last of the Chiefs. Leonaur, 2011, ISBN 978-0-85706-694-7.
- Fred Anderson: The War that Made America. A Short History of the French and Indian War. Penguin Books, 2006, ISBN 0-14-303804-4.
- Cyrus Cort, William Smith: Bouquet & the Ohio Indian War. Two Accounts of the Campaigns of 1763–1764. Leonaur, 2008, ISBN 978-1-84677-583-3.
- S. C. Gwynne: Empire of the Summer Moon. Quanah Parker and the Rise and Fall of the Comanches, the most Powerful Indian Tribe in American History. Scribner, New York, 2010, ISBN 978-1-4165-9106-1 (Paperback), 978-1-4165-9715-5 (E-Book).
- Bud Hennings: The French and Indian War. A Complete Chronology. Mcfarland & Co, 2011, ISBN 978-0-7864-4906-4.
- Elizabeth D. Leonard: Men of Color to Arms! Black Soldiers, Indian Wars, and the Quest for Equality. University of Nebraska, 2012, ISBN 978-0-8032-4071-1.
- R. Eli Paul: The Nebraska Indian Wars Reader. 1865–1877. University of Nebraska, 1998, ISBN 0-8032-8749-6.
- Spencer C. Tucker (Hrsg.): The Encyclopedia of North American Indian Wars. 1607–1890. A Political, Social, and Military History. 3 Bände. ABC-Clio, 2011, ISBN 978-1-85109-697-8.
- Bruce Vandervort: Indian Wars of Mexico, Canada and the United States, 1812–1900 (Warfare and History). Routledge Chapman & Hall, 2006, ISBN 0-415-22471-3.
- Alexander Scott Withers: Chronicles of Border Warfare. The Colonial & Indian Wars of the Early American Frontier 1742–1795. Leonaur, 2010, ISBN 978-1-84677-965-7.